# Orange (Vaucluse)
Pour les articles homonymes, voir Orange.
Orange, surnommée la « Cité des Princes », est une commune française située au nord-ouest du département de Vaucluse en région Provence-Alpes-Côte d'Azur.
La position d'Orange en a fait un emplacement de choix pour les Romains : nichée au cœur d’une région agricole, elle se trouve à un carrefour de passages pour le nord, l'Espagne ou l'Italie. On y trouve d'ailleurs de nombreux vestiges romains, principalement autour de la colline Saint-Eutrope et de l'ancien théâtre. Au Moyen Âge, la ville devient la capitale de la principauté d'Orange et le reste jusqu'à son annexion par la France, officialisée dans les traités d'Utrecht de 1713.
Au sein du département, Orange a un rôle administratif plus limité que Carpentras (28 422 habitants en 2013) ou Apt (12 325 habitants en 2013) choisies pour être les deux sous-préfectures. Orange reste cependant la commune la plus peuplée après Avignon, avec 29 183 habitants en 2013.
Depuis 1981, plusieurs monuments d'Orange sont inscrits au répertoire des monuments mondiaux de l'UNESCO sous le titre : « Théâtre antique et ses abords » et « Arc de Triomphe d'Orange » selon les critères (III) et (VI).

## Géographie

### Localisation
La ville d'Orange est située dans la vallée du Rhône, au nord-ouest de Vaucluse. Elle est située à un carrefour géographique, étant relativement proche de Lyon (195 km), de Marseille (120 km) et de Montpellier (105 km). À vol d'oiseau, la ville est située à environ 560 km de Paris.
On rejoint Orange depuis Carpentras, au sud-est, par la RD 950, Vaison-la-Romaine, au nord-est, par la RD 975, Bollène, au nord-ouest, par la RN7 et Avignon, au sud, par la RD 907 (ex-RN 7). Toutes trois sont situées à une vingtaine de kilomètres d'Orange.
Orange est également le point de départ de la route des Princes d'Orange.

### Communes limitrophes
Les communes limitrophes sont Piolenc, Châteauneuf-du-Pape, Caderousse, Jonquières, Camaret-sur-Aigues, Courthézon, Montfaucon, Roquemaure, Sérignan-du-Comtat et Uchaux.
| Piolenc               | Uchaux              | Sérignan-du-Comtat            |
| Caderousse            | Orange              | Camaret-sur-Aigues Jonquières |
| Montfaucon Roquemaure | Châteauneuf-du-Pape | Courthézon                    |

### Géologie et relief
Le point le plus bas de la commune se situe au sud-ouest, à proximité du Rhône.
La commune est relativement plate, située dans une plaine bosselée dont de nombreux sols sont du quaternaire (de type : plaine alluvionnaire).
On peut noter un relief plus important au sud. C'est là que l'on trouve le point le plus haut de la commune, situé au niveau du plateau des Brusquières, à l'est de Maucoil et au sud-ouest de Chaussel. Au sud-ouest, on trouve les collines de Lampourdier, Montbuisson, etc. avec des sommets dépassant la centaine de mètres. Au nord-ouest de ce petit massif on trouve une carrière et au nord-est le lieu-dit les Fours à Chaux qui traduit clairement l'activité du lieu.
L'autre colline dépassant la centaine de mètres, la colline Saint-Eutrope, se situe au niveau du bourg. La différence de hauteur entre la base et le sommet est d'une soixantaine de mètres.
Enfin, on peut noter diverses petites collines comme celles au nord du lycée viticole et du quartier du Grès, mais qui ne dépasse la hauteur locale que d'une vingtaine de mètres.

### Hydrographie

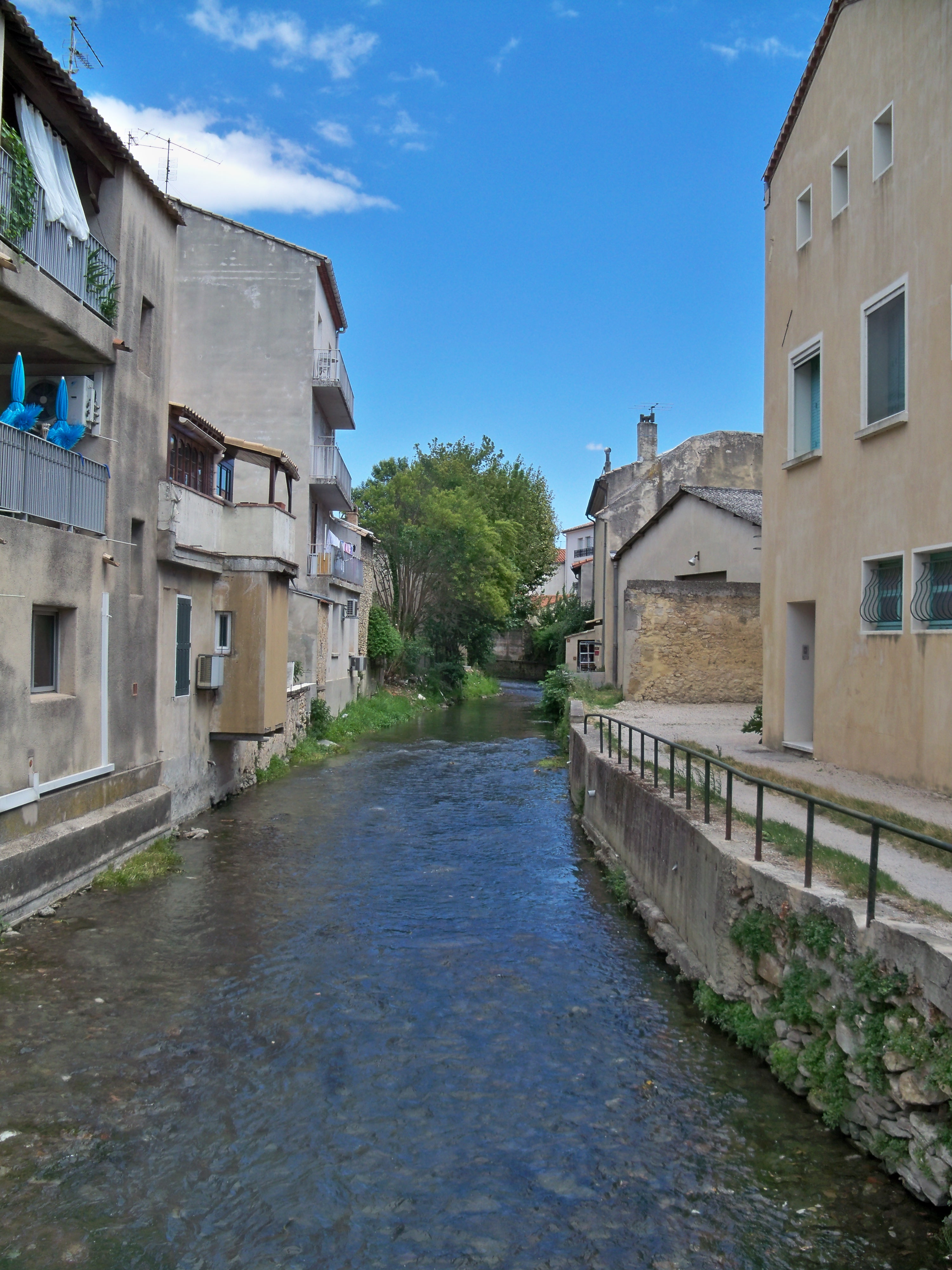
La Meyne.

L'Eygues (ou Aigues) passe au nord de la ville et va, depuis la commune voisine de Caderousse à l'ouest de la commune, se jeter dans le Rhône. La commune est également arrosée par la Meyne, affluent du Rhône qui débouche sur celui-ci au sud-ouest de la commune. On peut noter aussi, à l'ouest et au sud du bourg, la Mayre de la Malarde, la Mayre des Prets et la Courtebotte, puis au nord et à l'est, la Mayre de Merderic, la Mayre de Mourelette, la Mayre de Raphaëlis, la Mayre d'Ancione et la Mayre de Couavedel.
Enfin, le canal de Pierrelatte (désaffecté) traverse la commune en serpentant sur un axe nord-sud.
La commune a souvent connu des inondations dues à tous ces cours d'eau.

### Climat
Pour des articles plus généraux, voir Climat de Provence-Alpes-Côte d'Azur et Climat de Vaucluse.
En 2010, le climat de la commune est de type climat méditerranéen franc, selon une étude du Centre national de la recherche scientifique s'appuyant sur une série de données couvrant la période 1971-2000. En 2020, Météo-France publie une typologie des climats de la France métropolitaine dans laquelle la commune est exposée à un climat méditerranéen et est dans la région climatique Provence, Languedoc-Roussillon, caractérisée par une pluviométrie faible en été, un très bon ensoleillement (2 600 h/an), un été chaud (21,5 °C), un air très sec en été, sec en toutes saisons, des vents forts (fréquence de 40 à 50 % de vents > 5 m/s) et peu de brouillards.
Pour la période 1971-2000, la température annuelle moyenne est de 13,9 °C, avec une amplitude thermique annuelle de 17,7 °C. Le cumul annuel moyen de précipitations est de 723 mm, avec 5,8 jours de précipitations en janvier et 2,9 jours en juillet. Pour la période 1991-2020, la température moyenne annuelle observée sur la station météorologique installée sur la commune est de 14,8 °C et le cumul annuel moyen de précipitations est de 719,6 mm. 
La température maximale relevée sur cette station est de 42,7 °C, atteinte le 22 août 2023 ; la température minimale est de −14,5 °C, atteinte le 10 février 1956,,.
| Mois                                  | jan.             | fév.             | mars            | avril         | mai            | juin           | jui.            | août           | sep.           | oct.          | nov.            | déc.             | année      |
| ------------------------------------- | ---------------- | ---------------- | --------------- | ------------- | -------------- | -------------- | --------------- | -------------- | -------------- | ------------- | --------------- | ---------------- | ---------- |
| Température minimale moyenne (°C)     | 2,1              | 2,4              | 5,3             | 7,9           | 11,9           | 15,6           | 18              | 17,7           | 14             | 10,6          | 6               | 2,8              | 9,5        |
| Température moyenne (°C)              | 6,2              | 7,2              | 10,8            | 13,6          | 17,7           | 21,9           | 24,5            | 24,2           | 19,7           | 15,4          | 10,1            | 6,7              | 14,8       |
| Température maximale moyenne (°C)     | 10,3             | 11,9             | 16,2            | 19,3          | 23,6           | 28,1           | 31,1            | 30,8           | 25,5           | 20,3          | 14,2            | 10,6             | 20,2       |
| Record de froid (°C) date du record   | −13,4 07.01.1985 | −14,5 10.02.1956 | −9,7 02.03.05   | −3,2 08.04.21 | 1,3 04.05.1979 | 5,7 04.06.1984 | 9,5 12.07.1993  | 8,3 29.08.1974 | 3,1 30.09.1974 | −1,6 30.10.12 | −5,8 28.11.05   | −14,4 28.12.1962 | −14,5 1956 |
| Record de chaleur (°C) date du record | 20,5 10.01.15    | 23,9 27.02.19    | 27,2 21.03.1990 | 31,2 24.04.07 | 34,5 31.05.01  | 41,2 28.06.19  | 40,7 26.07.1983 | 42,7 22.08.23  | 35,8 04.09.16  | 31,8 08.10.23 | 24,6 03.11.1970 | 20,2 24.12.1983  | 42,7 2023  |
| Précipitations (mm)                   | 54,8             | 36,6             | 44,5            | 63            | 60,1           | 37,4           | 38,4            | 40,2           | 105,3          | 94,5          | 96,6            | 48,2             | 719,6      |

| Diagramme climatique                                  |             |             |           |              |              |            |              |             |              |           |             |
| J                                                     | F           | M           | A         | M            | J            | J          | A            | S           | O            | N         | D           |
| 10,32,154,8                                           | 11,92,436,6 | 16,25,344,5 | 19,37,963 | 23,611,960,1 | 28,115,637,4 | 31,11838,4 | 30,817,740,2 | 25,514105,3 | 20,310,694,5 | 14,2696,6 | 10,62,848,2 |
| Moyennes : • Temp. maxi et mini °C • Précipitation mm |             |             |           |              |              |            |              |             |              |           |             |

Les paramètres climatiques de la commune ont été estimés pour le milieu du siècle (2041-2070) selon différents scénarios d'émission de gaz à effet de serre à partir des nouvelles projections climatiques de référence DRIAS-2020. Ils sont consultables sur un site dédié publié par Météo-France en novembre 2022.

## Urbanisme

### Typologie
Au 1er janvier 2024, Orange est catégorisée centre urbain intermédiaire, selon la nouvelle grille communale de densité à sept niveaux définie par l'Insee en 2022.
Elle appartient à l'unité urbaine d'Avignon, une agglomération inter-régionale regroupant 59  communes, dont elle est une commune de la banlieue,,. Par ailleurs la commune fait partie de l'aire d'attraction d'Orange, dont elle est la commune-centre,. Cette aire, qui regroupe 10 communes, est catégorisée dans les aires de 50 000 à moins de 200 000 habitants,.

### Occupation des sols
Le tableau ci-dessous présente l'occupation des sols détaillée de la commune en 2018, telle qu'elle ressort de la base de données européenne d’occupation biophysique des sols Corine Land Cover (CLC).
| Type d’occupation                                                                | Pourcentage | Superficie (en hectares) |
| -------------------------------------------------------------------------------- | ----------- | ------------------------ |
| Tissu urbain continu                                                             | 0,4 %       | 32                       |
| Tissu urbain discontinu                                                          | 11,4 %      | 845                      |
| Zones industrielles ou commerciales et installations publiques                   | 3,6 %       | 266                      |
| Réseaux routier et ferroviaire et espaces associés                               | 0,5 %       | 37                       |
| Aéroports                                                                        | 3,4 %       | 253                      |
| Extraction de matériaux                                                          | 0,5 %       | 37                       |
| Espaces verts urbains                                                            | 0,7 %       | 50                       |
| Terres arables hors périmètres d'irrigation                                      | 1,4 %       | 105                      |
| Vignobles                                                                        | 21,3 %      | 1588                     |
| Vergers et petits fruits                                                         | 3,0 %       | 226                      |
| Systèmes culturaux et parcellaires complexes                                     | 42,0 %      | 3124                     |
| Zones essentiellement agricoles interrompues par des espaces naturels importants | 2,3 %       | 173                      |
| Forêts de feuillus                                                               | 4,3 %       | 317                      |
| Forêts de conifères                                                              | 0,5 %       | 38                       |
| Forêts mélangées                                                                 | 0,7 %       | 49                       |
| Pelouses et pâturages naturels                                                   | 0,3 %       | 26                       |
| Végétation sclérophylle                                                          | 1,0 %       | 76                       |
| Plages, dunes et sable                                                           | 1,2 %       | 89                       |
| Cours et voies d'eau                                                             | 1,0 %       | 73                       |
| Source : Corine Land Cover                                                       |             |                          |

L'occupation des sols est marquée par la prédominance des terres agricoles sur la forêt et les milieux semi-naturels. Les terres agricoles, qui occupent 69,0 % de la surface communale, sont consacrées surtout à la culture de la vigne et à la culture maraichère.

### Morphologie urbaine
Orange est caractérisée par une organisation urbaine très typée.
Le centre-ville au nord de la colline Saint-Eutrope concerne un bâti au parcellaire étroit et dense de type médiéval superposé à une trame romaine initiale.
Les faubourgs avec un habitat dense se déploient autour du centre.
Plus loin sont réparties de nombreuses opérations de lotissements réalisés avec un habitat individuel typé provençal : les quartiers concernés sont principalement le Jonquier, l'Argensol, le Coudoulet, le Grès (constituant un « village » au sud).
Des poches d'habitat liées aux corps d'armées sont également constituées : au centre (gendarmerie mobile), au sud-est (Légion étrangère), à l'est (base aérienne 115).
Plusieurs ensembles de logements sociaux ont été réalisés vers 1970 : les quartiers nord classés prioritaires (comprenant Fourchevieilles), la Tourre (à l'ouest), l'Argensol (à l'est). Ces derniers quartiers, dits « sensibles », ont connu de nombreuses affaires criminelles liées essentiellement aux stupéfiants, où le GIPN est intervenu.
De nombreuses résidence fermées sont réalisées depuis les années 1980 : Antony Real, les jardins de Sully, les Terrasses de l'Arc.

### Logement
En 2020, le nombre total de logements dans la commune était de 14 528, alors qu'il était de 14 169 en 2013 et de 13 926 en 2008.
Parmi ces logements, 88,9 % étaient des résidences principales, 1,6 % des résidences secondaires et 9,5 % des logements vacants. Ces logements étaient pour 50,1 % d'entre eux des maisons individuelles et pour 49,3 % des appartements.
Le tableau ci-dessous présente la typologie des logements à Orange en 2020 en comparaison avec celle du Vaucluse et de la France entière. Une caractéristique marquante du parc de logements est ainsi une proportion de résidences secondaires et logements occasionnels (1,6 %) inférieure à celle du département (20,6 %) et à celle de la France entière (9,7 %). Concernant le statut d'occupation des résidences principales, 47 % des habitants de la commune sont propriétaires de leur logement (46,9 % en 2014), contre 70,6 % pour le Vaucluse et 57,5 pour la France entière.
| Typologie                                               | Orange | Vaucluse | France entière |
| ------------------------------------------------------- | ------ | -------- | -------------- |
| Résidences principales (en %)                           | 88,9   | 67,7     | 82,1           |
| Résidences secondaires et logements occasionnels (en %) | 1,6    | 20,6     | 9,7            |
| Logements vacants (en %)                                | 9,5    | 11,7     | 8,2            |

### Projets d'aménagements
- aménagement du pôle multimodal : en cours de réalisation ;
- aménagement d'un écoquartier au bas de la colline : en attente ;
- déviation d'Orange sur l'Est de la commune : sera réalisé pour partie.

### Voies de communication et transports
L’orientation et la localisation d'Orange par rapport à quelques grandes villes françaises sont données dans le tableau suivant (distance à vol d'oiseau) :
| Ville                | Avignon   | Nîmes       | Aix-en-Provence | Montpellier | Marseille    | Lyon       | Nice         | Toulouse   | Bordeaux   | Strasbourg   | Paris      | Nantes       | Rennes       | Lille      | Brest        |
| -------------------- | --------- | ----------- | --------------- | ----------- | ------------ | ---------- | ------------ | ---------- | ---------- | ------------ | ---------- | ------------ | ------------ | ---------- | ------------ |
| Distance Orientation | 30 km (S) | 49 km (S-O) | 85 km (S-E)     | 95 km (S-O) | 104 km (S-E) | 180 km (N) | 283 km (S-E) | 276 km (O) | 435 km (O) | 543 km (N-E) | 560 km (N) | 604 km (N-O) | 666 km (N-O) | 735 km (N) | 857 km (N-O) |

#### Réseau routier
La route nationale 7 passe par Orange en venant du nord depuis Piolenc et partant au sud vers Courthézon. À l'est, la route départementale 975 vers Camaret-sur-Aigues. À l'ouest, les routes départementales 976 vers Roquemaure et 17 vers Caderousse.
Toujours à l'ouest, à proximité, la bifurcation des autoroutes A7 (ou E714) dite l'autoroute du Soleil et A9 (ou E15) dite la Languedocienne forme l'échangeur d'Orange.

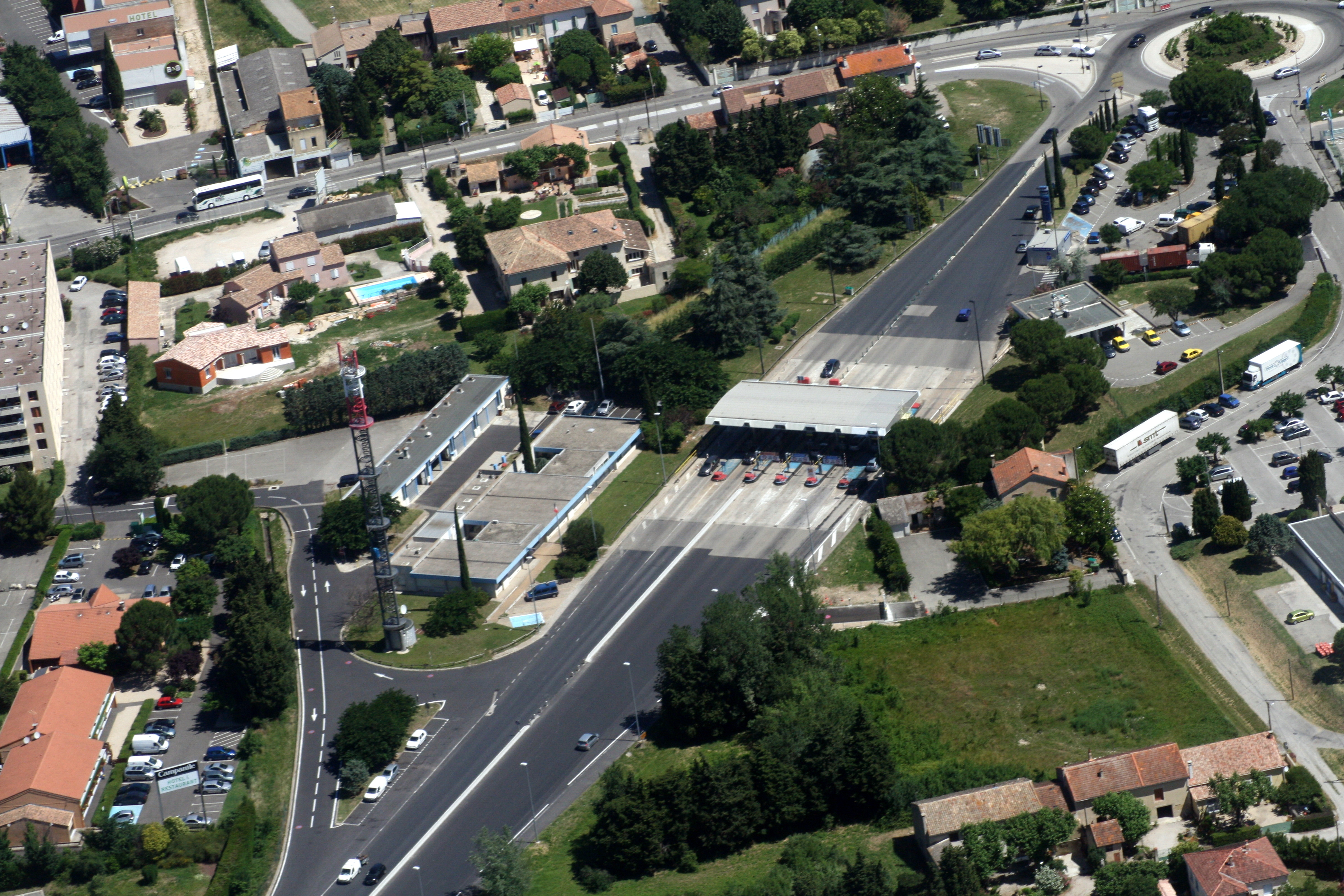
Sortie Orange centre de l'A7 et de l'A9 au niveau de l'échangeur d'Orange.
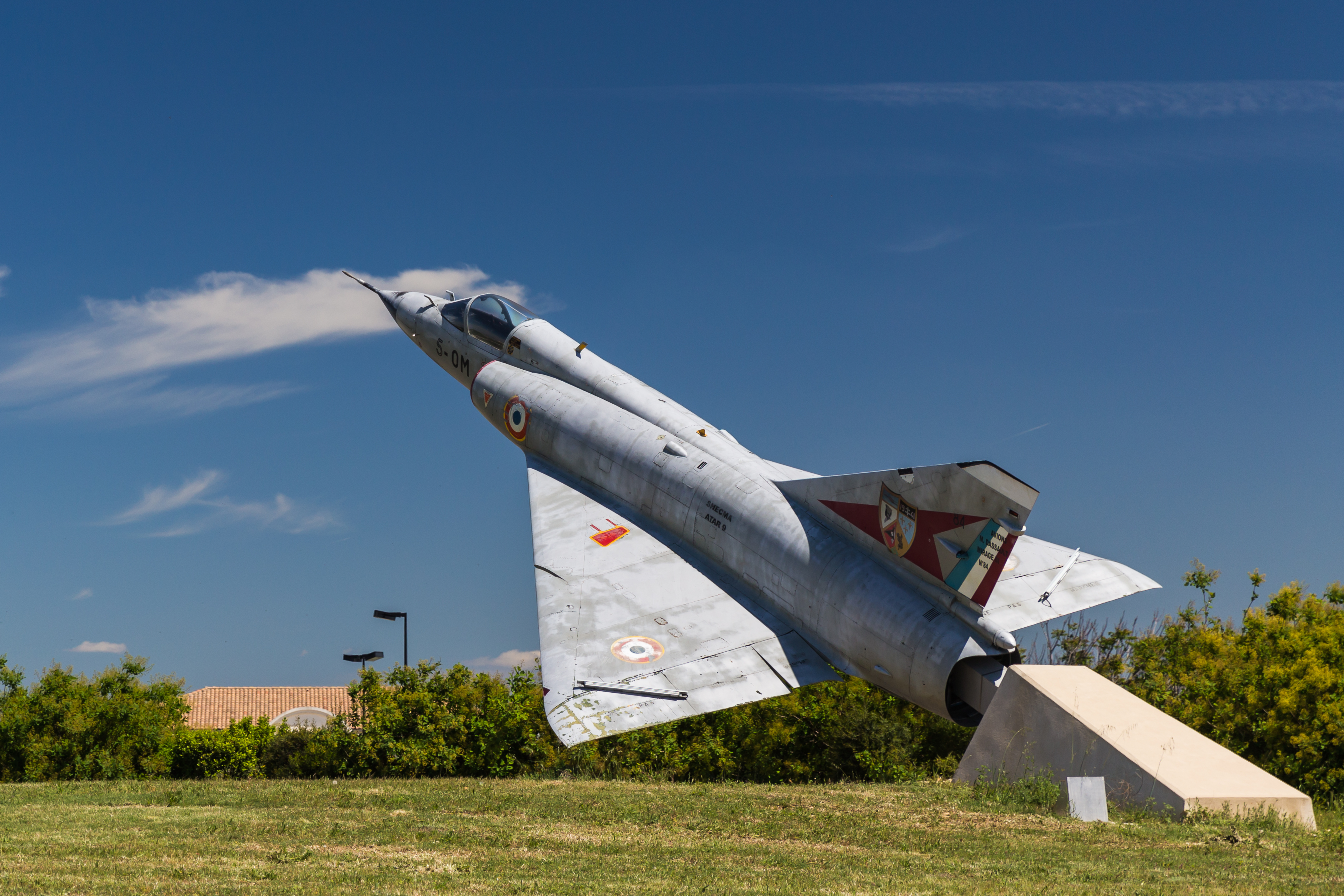
Un Mirage III de Dassault désaffecté sur un rond-point.

#### Transports en commun
La ville d'Orange est desservie par un réseau de bus urbains. L'entreprise gérant ce réseau est la TCVO (filiale de Transdev). Le réseau est actuellement constitué de quatre lignes régulières depuis le 1er septembre 2018 et huit circuits scolaires. La place Pourtoules, desservie par ces lignes, constitue le cœur de ce réseau.
En 2010, TCVO a enregistré 147 166 voyages pour 178 900 kilomètres parcourus.
| Lignes | Trajets des lignes régulières                           |
| ------ | ------------------------------------------------------- |
| 1      | Orange les Vignes ⇔ Pourtoules ⇔ Aygues                 |
| 2      | Collège Giono ⇔ Pourtoules ⇔ Hôpital                    |
| 3      | Centre Funéraire ⇔ Pourtoules ⇔ Parking du Bourbonnais  |
| 4      | Parking du Bourbonnais ⇔ Pourtoules ⇔ Orange les Vignes |

La place Pourtoules est également le point de passage de plusieurs lignes interurbains Zou !. Les Lignes Zou ! passant par Orange sont les suivantes :
- ligne 1 : Orange - Bollène ;
- ligne 2 : Orange - Avignon ;
- ligne 3 : Orange - Valréas ;
- ligne 10 : Carpentras - Orange ;
- ligne 23 : Orange - Châteauneuf-du-Pape - Sorgues.

#### Réseau cyclable
Les nouvelles voiries intègrent des pistes cyclables.[réf. nécessaire]

#### Réseau ferroviaire

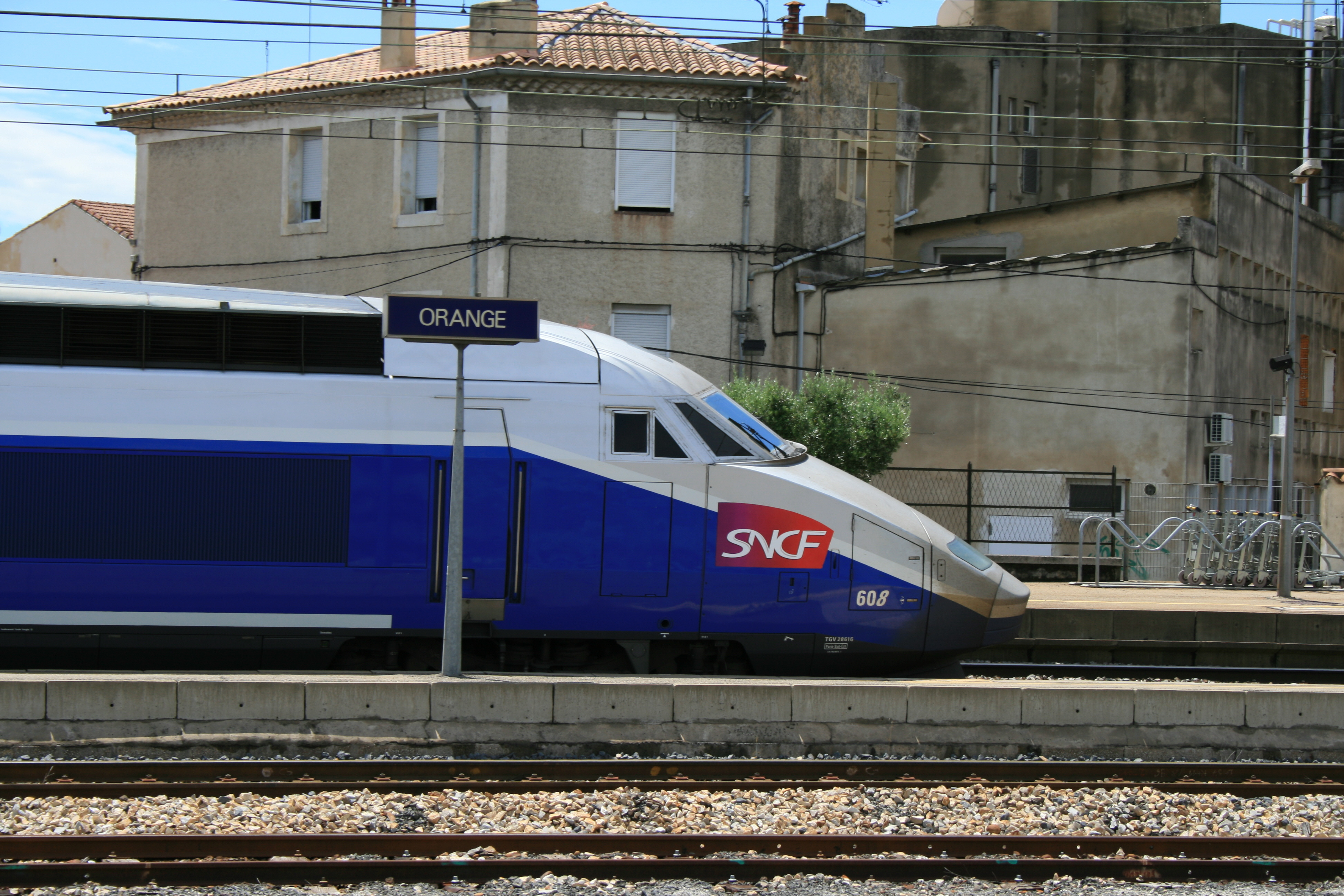
Le TGV s'arrête à Orange deux fois par jour.

La gare d'Orange est située dans le centre-ville. La gare est desservie par TGV Paris - Miramas (deux allers et deux retours par jour) ainsi que par trois lignes des TER PACA et Rhône-Alpes.

#### Réseau fluvial
Au sud de la commune, vers Châteauneuf-du-Pape, il existe une halte fluviale sur le Rhône.

### Risques naturels et technologiques

#### Sismicité
Les cantons de Bonnieux, Apt, Cadenet, Cavaillon, et Pertuis sont classés en zone Ib (risque faible). Tous les autres cantons de Vaucluse, dont celui d'Orange, sont classés en zone Ia (risque très faible). Ce zonage correspond à une sismicité ne se traduisant qu'exceptionnellement par la destruction de bâtiments.

## Toponymie
Le nom de la localité est attesté sous les formes Arausion, Arausio au Ier - IIe siècle, Arasione, Arausione IVe siècle, Aurasice en 998, Aurengie en 1136, Aurenga en 1152, Orenga en 1205, Orenge, Aurenge, Arausio en 1606. Ce qui a donné Aurenja en occitan provençal (prononciation locale [ɔw'ɾendʒɔ], Aurenjo dans la norme mistralienne).
Albert Dauzat et Charles Rostaing évoquent d'une racine pré-indo-européenne *ar- (non attestée) signifiant « hauteur » et du suffixe pré-latin -aus auquel a été ajouté le suffixe -ionem.
Xavier Delamarre, lui, explique le nom par le mot gaulois arausio, la tempe, la joue, qu'il rapproche du vieil irlandais ara, de même sens.

## Histoire

### Antiquité
En 105 av. J.-C., des bandes de Teutons et de Cimbres y écrasent les légions romaines dans la bataille appelée bataille d'Orange.
La ville est fondée en 35 av. J.-C. par les vétérans de la deuxième légion gallique sous le nom de Colonia Julia Secundanorum Arausio dans le territoire de la tribu gauloise des Tricastini.
La ville est influencée par la culture gallo-romaine et l'on voit s'élever de grands monuments tels que le théâtre antique, renommé pour sa qualité acoustique et son impressionnant mur de scène, et l'arc de triomphe, l'un des mieux conservés du monde romain. La ville s'entoure d'une enceinte qui englobe environ 70 ha. Elle commande un vaste territoire que les arpenteurs romains cadastrent avec précision. Des lots fonciers sont attribués en priorité aux vétérans ; d'autres, plus médiocres, sont donnés en location ; d'autres encore restent propriété de la collectivité. Ainsi sont facilitées la colonisation et la mise en valeur du sol, au détriment des autochtones. Jusqu'en 412, date du pillage de la cité par les Wisigoths, Orange connaît une existence prospère et devient siège d'un évêché.
C'est ainsi que des découvertes archéologiques continuent de se faire grâce aux fouilles liées aux travaux sur la commune. Les dernières ont révélé au nord de la commune une nécropole qui a fait l'objet d'une exposition au musée municipal et des maisons romaines furent cartographiées grâce au projet immobilier lié à l'arc de triomphe.

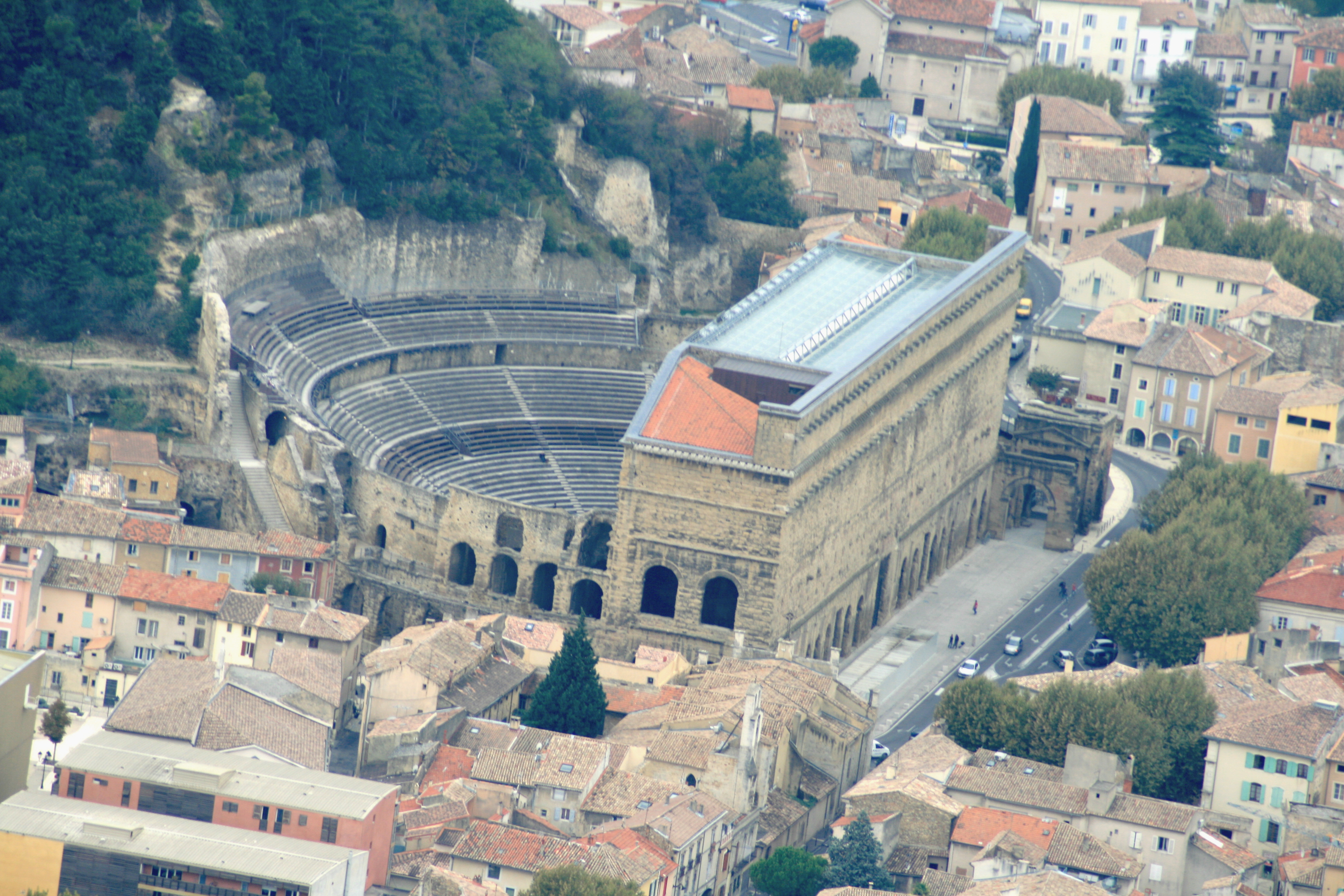
Théâtre d'Orange.
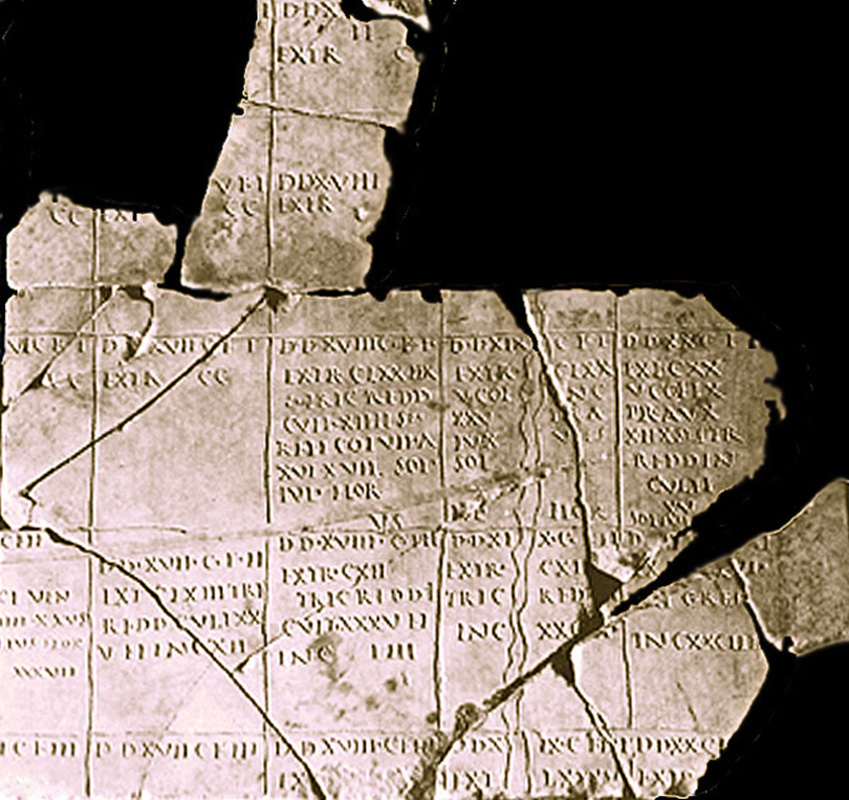
Cadastres d'Orange.
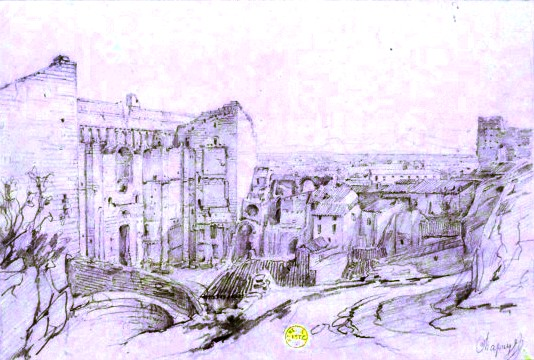
Orange au XIXe siècle.
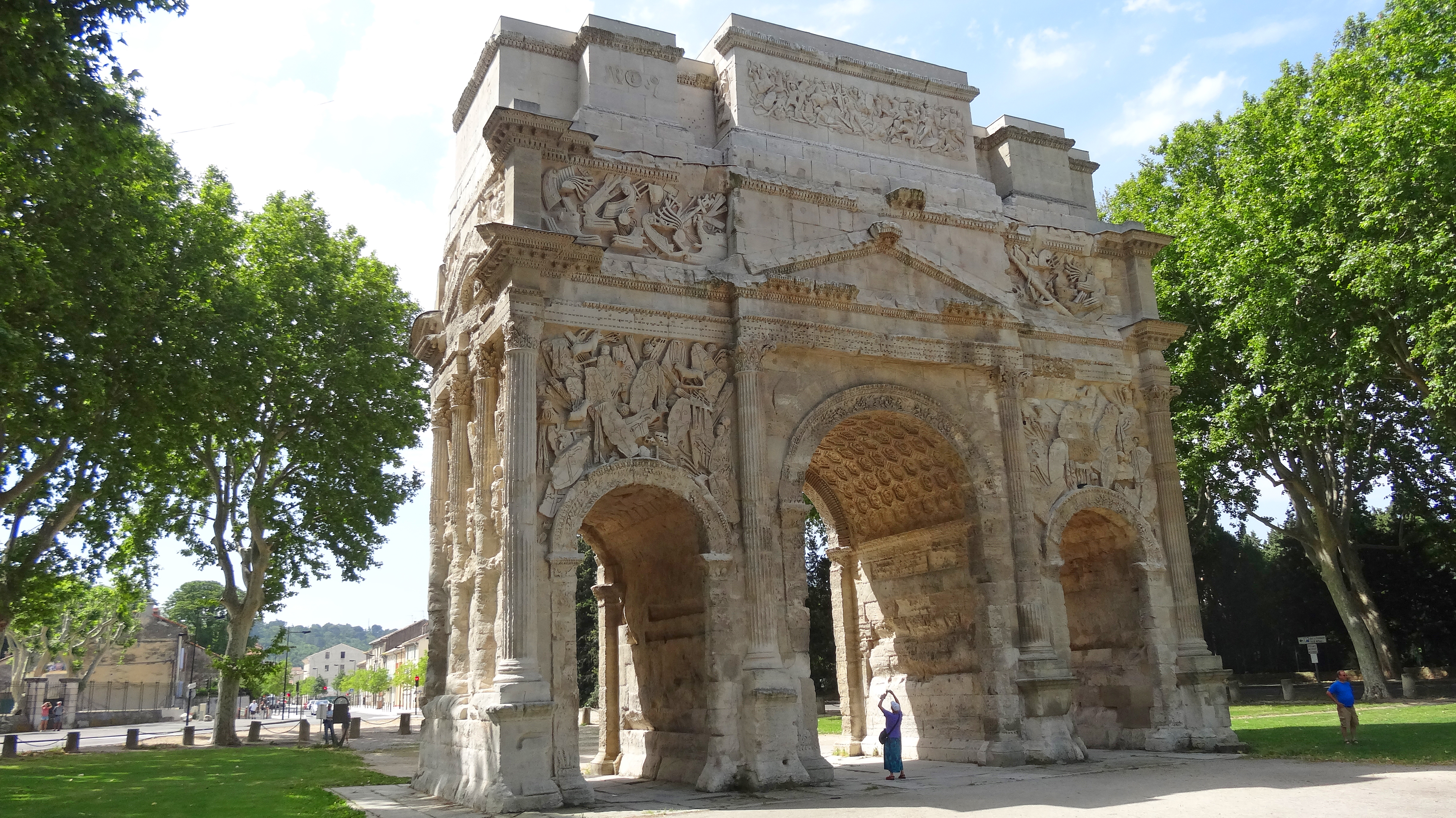
Arc de triomphe.

### Moyen Âge
En 508, les armées alliées franques et burgondes envahissent la Provence, alors sous domination ostrogothique : Orange leur ouvre largement ses portes. Mais l’année suivante, Théodoric le Grand envoie le dux Ibba avec une armée pour reconquérir le terrain perdu. La ville d’Orange est mise à sac par les Ostrogoths et sa population est déportée à Fiorenzuola d'Arda, près de Plaisance.
Au Moyen Âge, la cité est le siège d'une principauté, fief du Saint-Empire romain germanique, car faisant partie du royaume de Bourgogne. Celle-ci bénéficiait donc des droits féodaux et de la souveraineté propre aux terres d'Empire. Par les hasards des mariages, elle échoit vers 1070 à famille de Nice-Orange, puis en 1173 à la maison des Baux, puis en 1388 à la maison de Châlon, et enfin 1544 à la maison de Nassau. Elle est annexée au Dauphiné.
1163, l'Empereur Frédéric Barberousse élève Orange au rang de principauté et, en 1184, les princes d'Orange battent monnaie.
1208, consécration de la cathédrale Notre-Dame-de-Nazareth en présence du prince Guillaume Ier des Baux.
1365, création de l'université d'Orange.
En 1393, la principauté d'Orange passe à la famille de Châlon.
La peste noire arrive dans la ville en 1348. Elle fera disparaître près de la moitié de la population de l'époque, soit 550 personnes.
1471, instauration d'un parlement de la Principauté.
En 1544, Guillaume Ier de Nassau, dit le Taciturne, devient prince d'Orange. Il devient Stathouder des Pays-Bas en 1559.
En 1562 (première guerre de Religion), les protestants brûlent les reliques de saint Eutrope, outragent l’évêque et abattent le clocher de la cathédrale. Peu après, les troupes papales venues d’Avignon et commandées par Fabrizzio Serbelloni prennent la ville, massacrent les protestants et un millier de travailleurs saisonniers venus des alentours, pillent et violent. Le récit de ces tueries provoque une colère et des massacres par le baron des Adrets. En 1562, les protestants d’Orange sont massacrés par Honoré Ier de Savoie, lieutenant général du roi.
En 1571, les troupes catholiques pillent à nouveau la ville.
En 1572 (quatrième guerre de Religion), Hugues de Lères, capitaine huguenot, prend la ville et la rançonne.

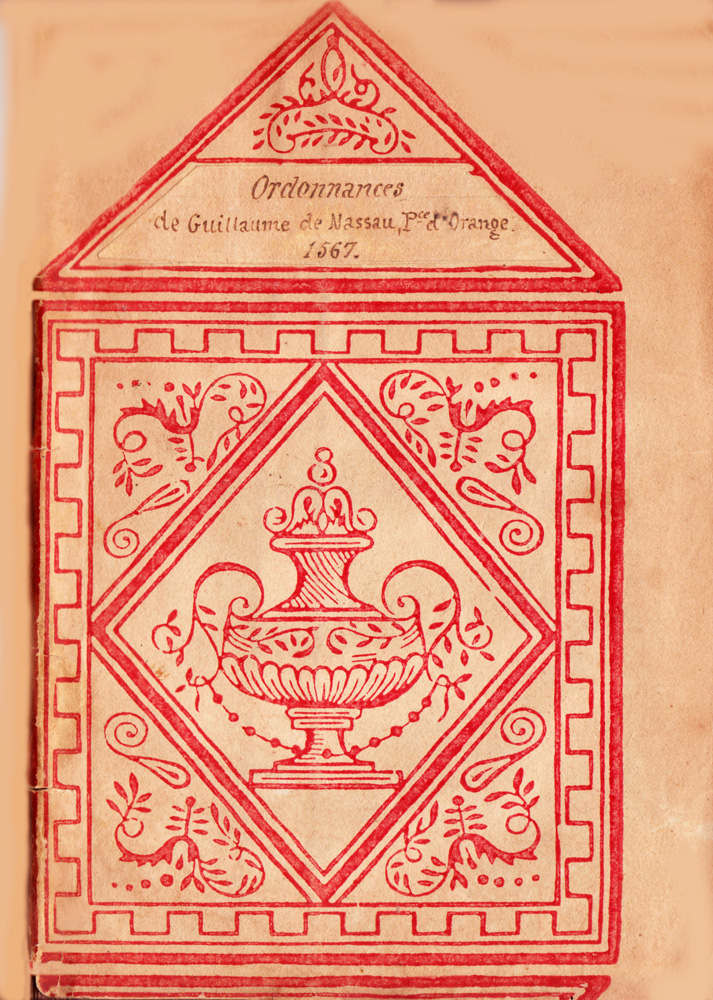
Page de couverture des ordonnances de la principauté (1567).
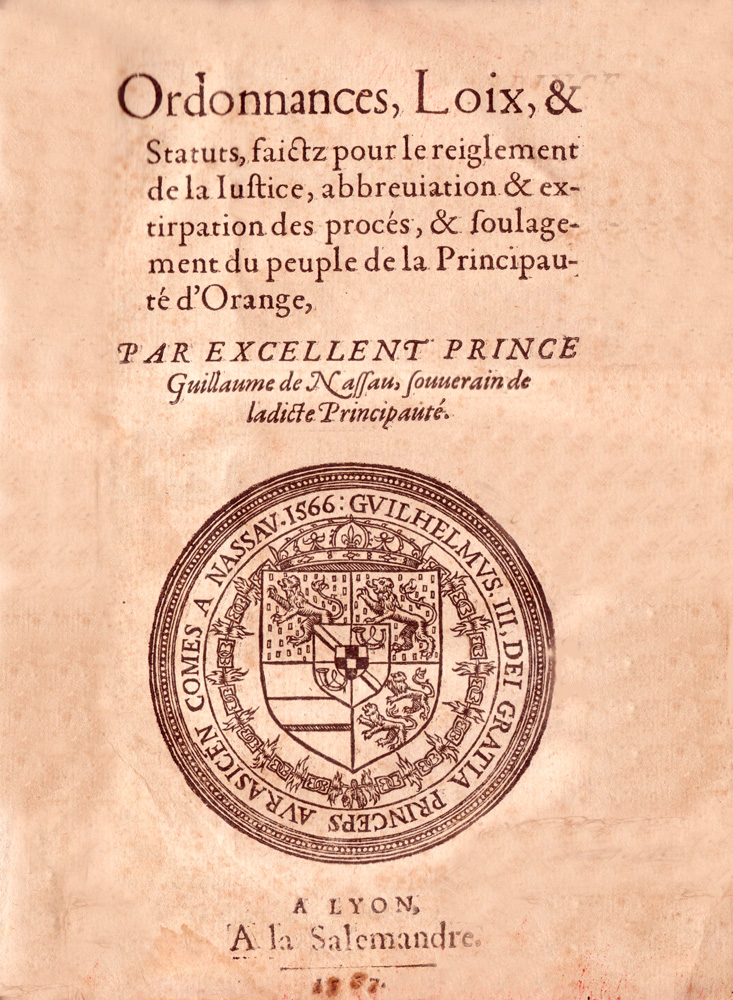
Page de garde avec le sceau de Guillaume de Nassau, prince d'Orange.

### Époque moderne

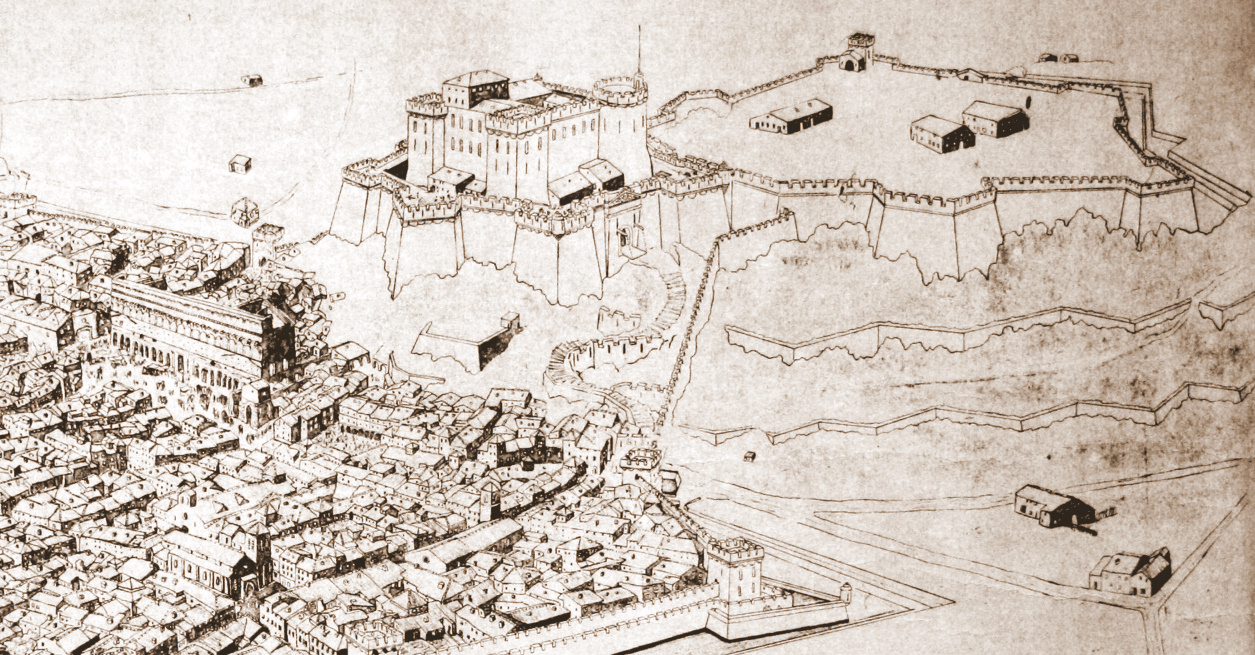
Vue d'artiste du XVIIe siècle de la ville et de sa citadelle, par G. Trouillet.

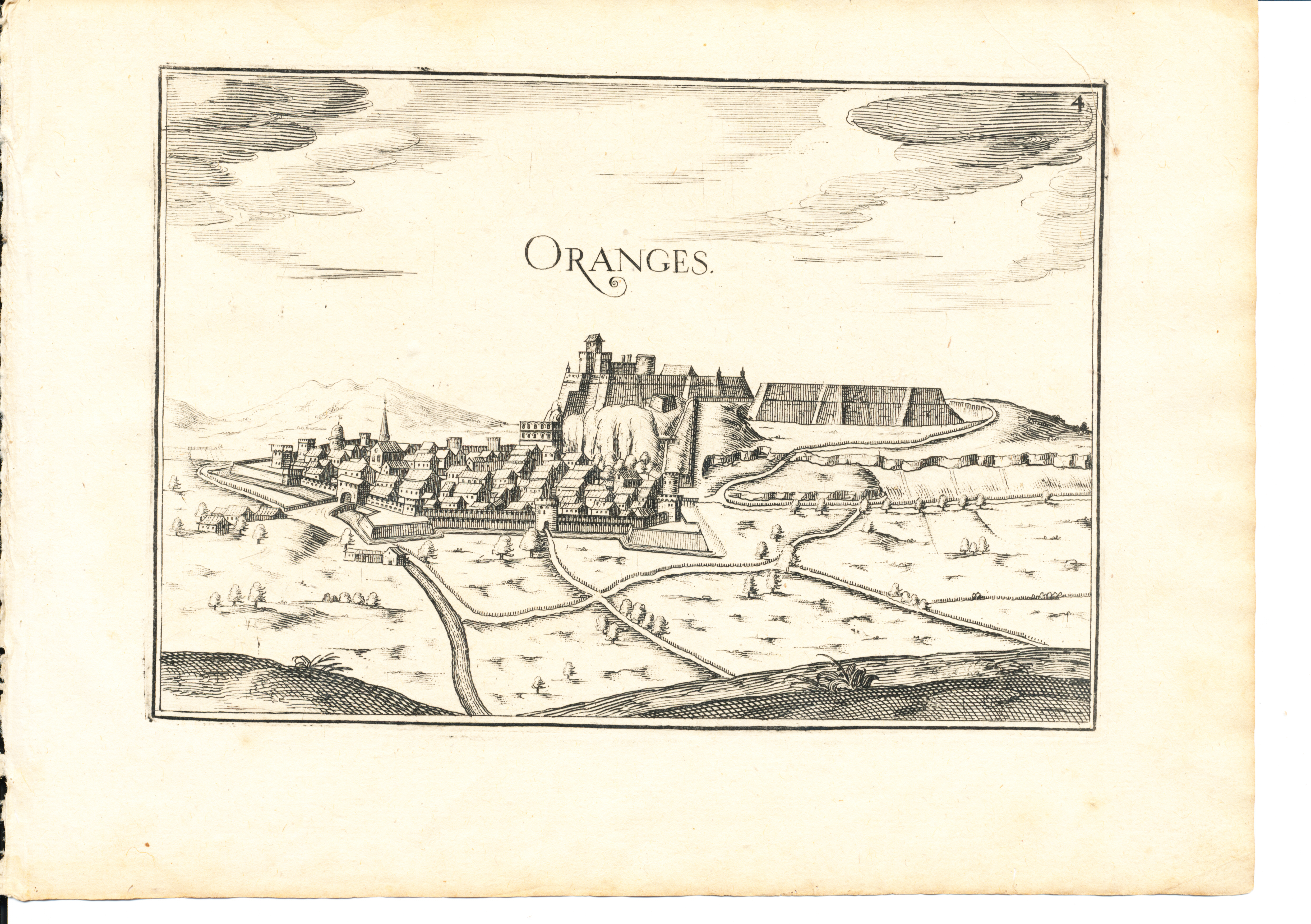
Vue d'Orange (1634), Gravure extraite de « Les Plans et Profils de toutes les principales villes et lieux considérables de France. par le Sieur TASSIN, » (Principauté d'Orange & Comtat Venaissin).

1620, Maurice de Nassau érige une grande forteresse sur la colline Sainte-Eutrope.
Au début de la guerre de Hollande, en 1672-1673, Louis XIV ordonne de mettre le siège devant la ville, auquel participent le ban et l’arrière-ban de la noblesse provençale, alors peuplée de 12 000 habitants ; c'est le comte de Grignan, lieutenant-général du roi en Provence et gendre de Mme de Sévigné, qui s'empare de la ville. Le siège n'est levé que quand le gouverneur en fait démolir les murs. La citadelle est démantelée.
Ensuite, à chaque guerre entre les Provinces-Unies et la France, la ville est occupée avec le reste de la principauté (1673, 1679, 1690, 1697 et 1702-1713).
1702, à la mort de Guillaume III d'Angleterre, la principauté échoit au prince François Louis de Bourbon, de la maison de Conti.
Louis XIV, en guerre contre les Provinces-Unies dirigées par des stathouders, issus de la Maison d'Orange-Nassau, fait main basse sur la ville dont l'annexion au royaume de France est reconnue par le traité d'Utrecht en 1713.
En 1720, la peste frappe Orange et y fait 550 victimes.
Le 17 avril 1732, à la demande des commerçants de la ville, le Conseil d'État du Roi signe un arrêté d'expulsion des juifs de la Principauté, avec un délai de six mois. Cet arrêté fait suite à d'autres arrêts privatifs de liberté, dont deux de 1687 et 1703, qui n'avaient jamais été appliqués, la communauté juive jouissant d'un fort soutien de la part des successifs princes d'Orange, comte des Baux puis princesse de Conti.
Fin mars 1789, des émeutes dues à la crise frumentaire ont lieu.
Le 12 août 1793 est créé le Vaucluse, constitué des districts d'Avignon et de Carpentras, mais aussi de ceux d'Apt et d'Orange, qui appartenaient aux Bouches-du-Rhône, ainsi que du canton de Sault, qui appartenait aux Basses-Alpes.
Durant la Révolution française, le tribunal révolutionnaire fait exécuter 332 personnes à Orange. Les cinq juges et les deux accusateurs membres de cette commission révolutionnaire furent à leur tour jugés après le 9 thermidor, et guillotinés le 8 messidor an IV (26 juin 1795).

### Époque contemporaine
En 1924, des inondations se produisent avec 1,50 m d'eau dans le centre-ville.
En 1926, l'arrondissement d'Orange qui existait depuis 1800, est supprimé.
En 1981, le théâtre antique d'Orange et ses abords ainsi que l'arc d'Orange sont inscrits au répertoire des monuments mondiaux de l'UNESCO.
Le 15 juin 1951, deux pilotes d'avion militaire, Irénée Prio et Raymond Gallibert, aperçoivent un OVNI qui restera considéré comme un cas d'école. Le phénomène est très brillant et stationnaire à 11 h 30, au moment où l'avion des deux observateurs décolle de la base aérienne d'Orange-Caritat. En déplacement dans le ciel, ils voient un engin circulaire/sphérique très brillant et argenté surplombant Orange, au-dessus du mont Pelvoux. Le chef de patrouille l’aperçoit également. Avec l’altitude, l’objet augmente de taille et prend une forme oblongue. Pendant six minutes, les avions le prennent en chasse, avant que celui-ci ne disparaisse comme un point dans le firmament. Le GEIPAN classe ce phénomène comme « étrange » à « très étrange » et de consistance « moyenne » à « forte »,. Il est toujours classifié comme « phénomène aérospatial non-identifié » de catégorie D par le CNES.

## Politique et administration

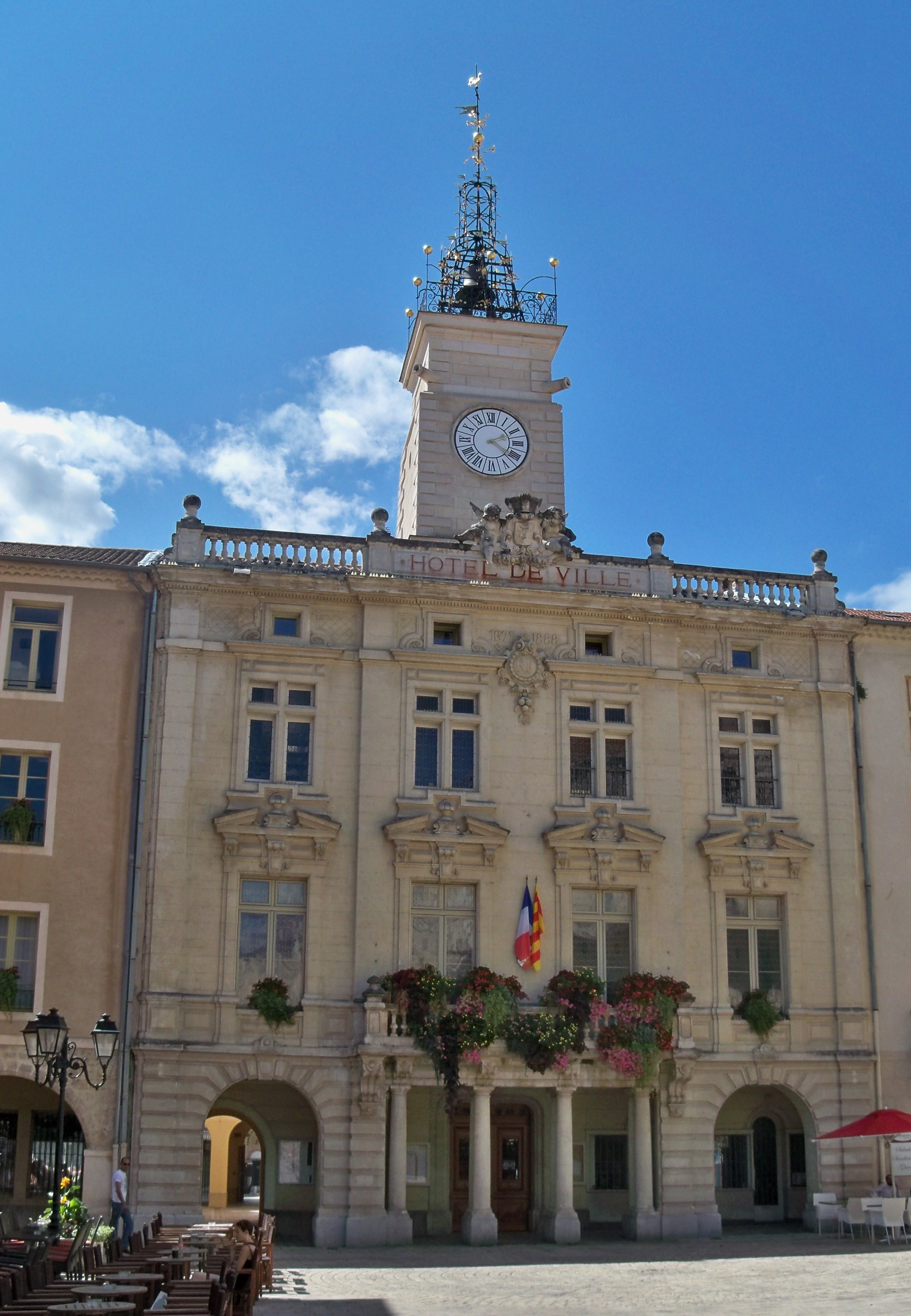
Hôtel de ville d'Orange (classé monument historique).

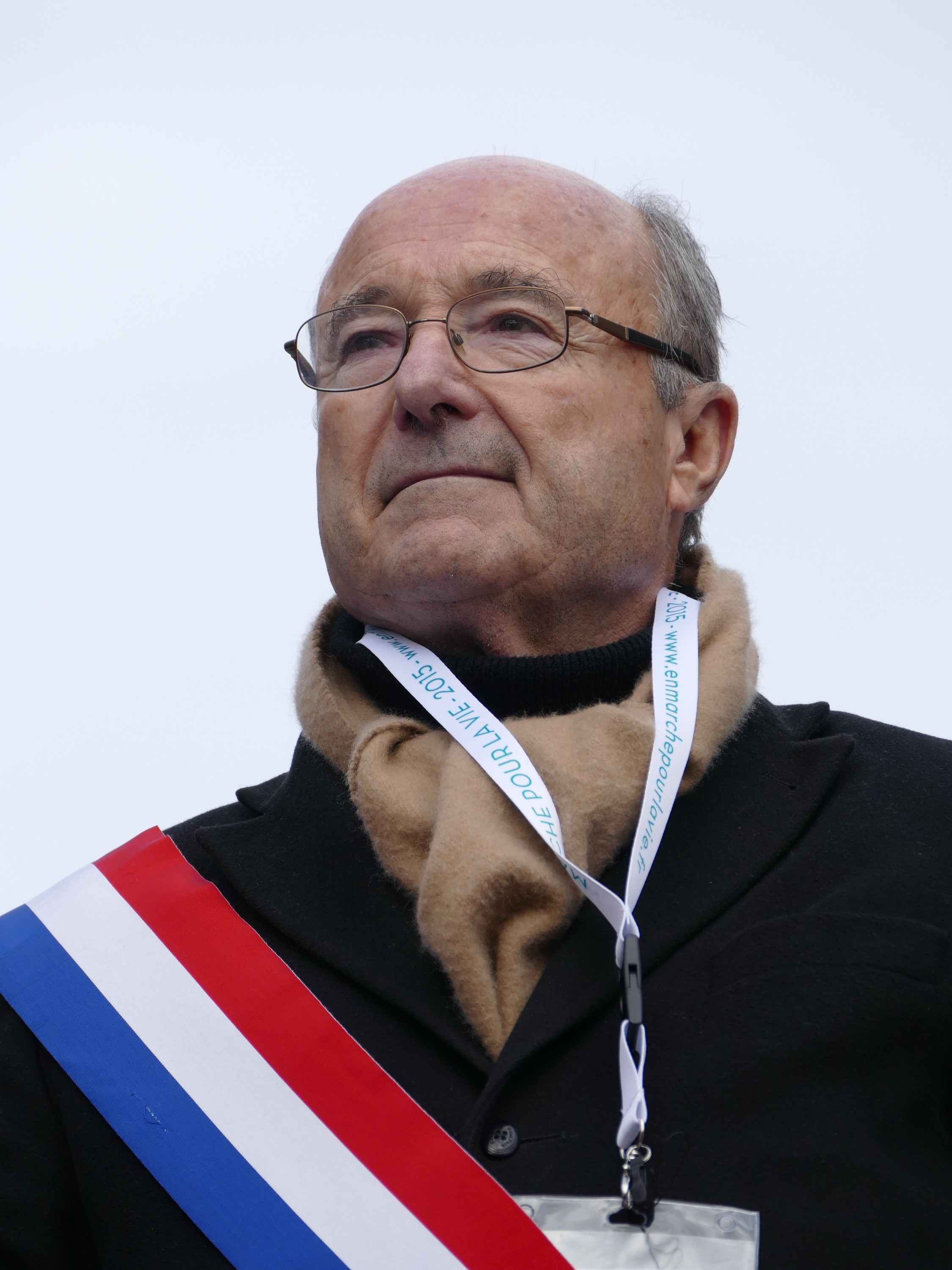
Jacques Bompard, maire de 1995 à 2021.

### Rattachements administratifs
La commune, après avoir été le chef-lieu de l'arrondissement d'Orange, se trouve depuis 1926 dans celui d'Avignon du département de Vaucluse.
Elle était divisée partie depuis 1801 entre les cantons de : 
- Orange-Est ;
- Orange-Ouest.

Dans le cadre du redécoupage cantonal de 2014 en France, cette circonscription administrative territoriale a disparu, et le canton n'est plus qu'une circonscription électorale.
Ces deux cantons avaient la particularité d'être dirigés par le mari et la femme : En effet, le conseiller général du canton d'Orange-Ouest était le maire d'Orange Jacques Bompard et celui d'Orange-Est était son épouse, maire de Bollène Marie-Claude Bompard.
Orange fait partie de la juridiction d’instance et de prud'homale d'Orange, de grande instance de Carpentras, de commerce et d'affaires de Sécurité sociale d’Avignon.
- Maison du département (annexe du conseil général)
- Pôle emploi
- Régie des impôts

#### Rattachements électoraux
Pour les élections départementales, la commune est depuis 2014 le bureau centralisateur du canton d'Orange
Pour l'élection des députés, elle fait partie de la quatrième circonscription de Vaucluse.

### Intercommunalité
Orange est le siège de la communauté de communes Pays d'Orange en Provence, un établissement public de coopération intercommunale (EPCI) à fiscalité propre créé en 1993 sous le nom de Communauté de Communes des Pays de Rhône et Ouvèze et auquel la commune a transféré un certain nombre de ses compétences, dans les conditions déterminées par le code général des collectivités territoriales.

### Tendances politiques et résultats
La commune se caractérise par un très net vote à droite et à l’extrême droite. Maire de 1995 à 2021, Jacques Bompard, a été successivement cadre du Front national, membre du Mouvement pour la France puis président-fondateur de la Ligue du Sud.

#### Élections locales

##### Municipales
Candidat sans succès en 1989, Jacques Bompard (Front national) l’emporte au second tour des élections municipales de 1995 dans le cadre d'une triangulaire, devançant notamment la liste conduite par le maire sortant socialiste. En 2001, 2008 et 2014, ses listes l’emportent à chaque fois dès le premier tour. En 2020, concurrencé par une liste du Rassemblement national, il est mis en ballottage, puis gagne largement au second tour lors d'une quadrangulaire.
| Année | Tête de liste   | Parti | Parti | 1er tour   | 1er tour   | 2d tour | 2d tour                                         | 2d tour                                     | Sièges  | Sièges |
| Année | Tête de liste   | Parti | Parti | %          | Issue      | %       | Issue                                           | Autres listes                               | CM      | CC     |
| ----- | --------------- | ----- | ----- | ---------- | ---------- | ------- | ----------------------------------------------- | ------------------------------------------- | ------- | ------ |
| 1989  | Alain Labé      |       | PS    | 32,74      | Ballottage | 44,97   | Élue                                            | RPR (R. Pini, sortant) RN (J. Bompard)      | 26 / 35 |        |
| 1995  | Jacques Bompard |       | FN    | 31,37      | Ballottage | 35,93   | Élue                                            | PS (A. Labbé, sortant) RPR (M. de Bonadona) | 24 / 35 |        |
| 2001  | Jacques Bompard | 59,97 | FN    | Élue       |            |         |                                                 | ? / 35                                      |         |        |
| 2008  | Jacques Bompard |       | MPF   | Élue       | 60,97      | 29 / 35 |                                                 |                                             |         |        |
| 2014  | Jacques Bompard |       | LS    | Élue       | 59,82      | 29 / 35 | 13 / 15                                         |                                             |         |        |
| 2020  | Jacques Bompard | 47,55 | LS    | Ballottage | 56,33      | Élue    | DVC (C. Normani) DVG (F. Haloui) RN (X. Magnin) | 28 / 35                                     | 16 / 19 |        |

##### Cantonales et départementales
Le canton d'Orange-Ouest qui faisait partie de la seconde série des cantons et a été renouvelé lors des élections cantonales de 2008, l'élection a eu lieu les 9 et 16 mars en même temps les élections municipales. Cinq candidats se sont présentés.
Le 9 mars 2008 lors du premier tour il y a eu 6 475 votants pour 9 374 inscrits soit une participation de 56,93 % (57,83 % pour le canton). Jacques Bompard (divers droite) est arrivé très largement en tête avec 58,05 % des voix (48,81 % au niveau du canton, devant Fabienne Halloui (PCF) avec 17,33 % (16,51 % pour le canton) et Louis Driey (UMP) avec 25,34 % (23,22 % pour le canton).
Le second tour a eu lieu le 16 mars 2008. Il y a eu  4 895 votants pour 9 674 inscrits soit une participation de 50,60 % (53,93 % pour le canton). Jacques Bompard (divers droite) est très largement réélu avec 69,36 % des voix (59,61 % au niveau du canton) au détriment de Fabienne Halloui (PCF) qui obtient 30,64 % des voix (40,39 % au niveau cantonal).
Le canton d'Orange-Est qui faisait partie de la première série des cantons et a été renouvelé lors des élections cantonales de 2011, L'élection a eu lieu les 20 et 27 mars. Six candidats se sont présentés.
Le 20 mars 2011 lors du premier tour il y a eu 3 162 votants pour 8 594 inscrits soit une participation de 36,79 % (47,23 % pour le canton). Marie-Claude Bompard (Ligue du Sud) est arrivé en tête avec 39,74 % des voix (25,83 % au niveau du canton, devant Marlène Thibault (PS) avec 22,02 % (25,71 % pour le canton), Gérard Carlier (FN) avec 16,52 % (18,29 % pour le canton) et Louis Biscarrat (UMP) avec 12,85 % (20,00 % pour le canton).
Le second tour a eu lieu le 27 mars 2011. Il y a 3 589 votants pour 8 593 inscrits soit une participation de 41,77 % (47,23 % pour le canton). Marie-Claude Bompard (Ligue du Sud) est largement réélue avec 61,23 % des voix (55,91 % au niveau du canton) au détriment de Marlène Thibalt (PS) qui obtient 38,77 % des voix (44,09 % au niveau cantonal)).
Le nouveau canton d'Orange, regroupant les cantons d'Orange-Est et d'Orange-Ouest, qui avaient vu respectivement les victoires de Jacques Bompard et Marie-Claude Bompard précédemment, est remporté au second tour des élections départementales de 2015 par Yann Bompard et Marie-Thérèse Galmard, candidats Ligue du Sud, avec 50,03 % des suffrages exprimés, face au binôme Front national. Sur la commune, le binôme de la Ligue du Sud arrive en tête avec 52,9 % des suffrages exprimés. Il était aussi en tête au premier tour avec 30,81 % des suffrages exprimés.

##### Législatives
Aux élections législatives de 2007 pour la quatrième circonscription de Vaucluse, le premier tour a vu Jacques Bompard (MPF) arrive en tête avec 39,10 % (mais troisième dans la circonscription) devant Thierry Mariani (UMP) avec 30,79 % et Pierre Meffre (PS) avec 13,77 % ; aucun des dix autres candidats ne dépassant le seuil des 5 %. Le second tour a vu arriver en tête Thierry Mariani avec 61,43 % (résultat circonscription : 60,18 %) contre 38,57 % pour Pierre Meffre (résultat circonscription : 39,82 %). Abstention plus forte à Orange avec respectivement 40,69 % et 46,35 % aux deux tours que dans la circonscription (37,11 % et 39,31 %).
Aux élections législatives de 2012 pour la quatrième circonscription de Vaucluse, le premier tour a vu Jacques Bompard (Ligue du Sud) arrivé en tête avec 44,02 % (mais deuxième dans la circonscription) devant Pierre Meffre (PS) avec 19,03 %, Bénédicte Martin (UMP) avec 13,33 % et Annie-France Soulet FN avec 11.17 %. Le second tour a vu arriver en tête Jacques Bompard avec 68,08 % (résultat circonscription : 58,77 %) contre 31,92 % pour Pierre Meffre (résultat circonscription : 41,23 %).
Aux élections législatives de 2017 pour la quatrième circonscription de Vaucluse, le premier tour voit une nouvelle fois le maire de la ville arrivé en tête, la candidature de Jacques Bompard recueille 33,09% (comme en 2012, sa candidature dans la circonscription arrive en deuxième position) devant Carole Normani (La République en marche !) avec 21,62%, Catherine Candela (Front national) avec 14,26% et Jean-Francois Perilhou (Les Républicains) avec 11,97% dans la ville. Au second tour le maire est réélu député et obtient le score de 57,45% des voix à Orange contre 50,37% dans la circonscription.

##### Régionales
Lors des élections régionales de 2015, la ville confirme sa tendance à voter pour l'extrême droite en plaçant Marion Maréchal-Le Pen (candidate soutenue par le Front National) très nettement en tête avec 37,65 % des suffrages, le maire Jacques Bompard présentant une liste dissidente arrive en 2e position avec 25,36 %, viennent ensuite loin derrière Christian Estrosi (Les Républicains) avec 14,33 % puis Christophe Castaner (PS) avec 10,42 %. Les autres candidats ne dépassent pas les 10 %. Au second tour, Marion Maréchal Le Pen recueille 56,71 % des voix contre 43,29 % pour Christian Estrosi.

#### Élections nationales

##### Présidentielles
La ville d’Orange vote historiquement beaucoup plus pour la droite et l’extrême droite que le reste de la France, tandis que les candidats du centre et de gauche y réalisent des scores plus faibles.
| Élection | Candidat        | Parti     | Parti     | %              | Candidat          | Parti  | Parti  | %                       | Participation | Candidat élu (% au niveau national) |
| Élection | Vainqueur       | Vainqueur | Vainqueur | Vainqueur      | Vaincu            | Vaincu | Vaincu | Vaincu                  | Participation | Candidat élu (% au niveau national) |
| -------- | --------------- | --------- | --------- | -------------- | ----------------- | ------ | ------ | ----------------------- | ------------- | ----------------------------------- |
| 2022     | Marine Le Pen   |           | FN        | 55,50          | Emmanuel Macron   |        | LREM   | 44,50                   | 72,10         | Emmanuel Macron (58,55)             |
| 2017     | Marine Le Pen   | 51,85     | FN        | 48,15          | Emmanuel Macron   | 74,22  | LREM   | Emmanuel Macron (66,10) |               |                                     |
| 2012     | Nicolas Sarkozy |           | UMP       | 63,11          | François Hollande |        | PS     | 36,89                   | 80,14         | François Hollande (51,64)           |
| 2007     | Nicolas Sarkozy | 67,10     | UMP       | Ségolène Royal | 32,90             | 83,64  | PS     | Nicolas Sarkozy (53,06) |               |                                     |
| 2002     | Jacques Chirac  |           | RPR       | 65,76          | Jean-Marie Le Pen |        | FN     | 34,24                   | 83,20         | Jacques Chirac (82,21)              |

##### Référendum
Au référendum européen sur le traité de Maastricht (scrutin du 20 septembre 1992), sur 15 522 inscrits, 11 286 ont voté, ce qui représente une participation de 72,71 % (contre 69,70 % au niveau national), soit une abstention de 28,29 %. Il y a eu une victoire du non avec 6 398 voix (58,56 %) contre 4 527 voix (41,44 %) qui se sont prononcées pour le oui, 361 votes (3,20 %) étant blancs ou nuls.
Au référendum sur la constitution européenne (scrutin du 29 mai 2005), sur 16 620 inscrits, 11 706 ont voté, ce qui représente une participation de 70,43 % du total (contre 69,37 % au niveau national), soit une abstention de 29,57 %. Il y a eu une forte victoire du non avec 7 176 voix (62,61 %), 4 285 voix (37,39 %) s'étant prononcées pour et 245 (2,09 %) étant des votes blancs ou nuls.

##### Européennes
À l’élection européenne de 2009, Françoise Grossetête (UMP) est arrivée en tête avec 24,86 %, suivie par Patrick Louis (Divers Droite) avec 14,72 %, Jean-Marie Le Pen (FN) avec 13,89 %, Michele Rivasi (Europe Écologie) avec 11,92 %, Vincent Peillon (PS) avec 10,22 %, Jean-Luc Bennahmias (Modem) avec 7,20 % et Marie-Christine Vergiat (Front de Gauche) 4,14 % ; aucun autre candidat ne dépassant le seuil des 4 %. Le taux de participation a été de 36,61 % contre 39,64 % pour la circonscription Sud-Est (5e circonscription).
À l’élection européenne de 2014, Jean-Marie Le Pen (FN) est arrivé en tête avec 43,35 %, suivi par Renaud Muselier (UMP) avec 19,72 %, Vincent Peillon (PS) avec 7,01 %. Le taux de participation a été de 41,34 % contre 42,97 % pour la circonscription Sud-Est (5e circonscription).
Aux élections européennes de 2019, la liste conduite par Jordan Bardella (RN) arrive en tête avec 37,38 %, suivie par celle de Nathalie Loiseau (LREM), avec 18,90 %, et celle de Yannick Jadot (EELV), qui réunit 8,92 %. Le taux de participation est de 48%.
Aux Élections européennes de 2024, la liste du Rassemblement national représentée par Jordan Bardella arrive en tête avec 43,41%, suivie par la liste de Marion Maréchal pour le parti Reconquête avec 11,59%. Le taux de participation est de 52,91%,.

### Politique locale
En mars 2021, Jacques Bompard, maire d'Orange depuis 1995, est condamné en appel à  un an de prison avec sursis, cinq ans d'inéligibilité et 30 000 euros d'amende pour prise illégale d'intérêts. La cour d'appel de Nîmes a en effet aggravé les sanctions prononcées le 16 mai 2019 par le Tribunal correctionnel de Carpentras, favorisé la vente  en 2005 de biens immobiliers de la ville à sa fille via des sociétés civiles immobilières (SCI), biens revendus par celles-ci moyennant d'importantes plus-values, puis, en 2006, pour avoir acheté des terrains à construire à la ville.
Son pourvoi ayant été rejeté par la Cour de cassation en novembre 2021, la peine d'inéligibilité s'applique et il est contraint d'abandonner l'ensemble de ses mandats électifs, bien qu'il conteste « formellement » les faits qui lui sont reprochés et annonce vouloir saisir la Cour européenne des droits de l'homme. Le 18 novembre 2021 il informe les cadres communaux qu’il entend faire élire par le conseil municipal comme nouveau maire pour la fin de la mandature 2020-2026 son fils Yann Bompard et qu'il souhaite être nommé maire-honoraire en conservant un bureau à l’hôtel de ville,,.
Il est ainsi remplacé par son fils, Yann Bompard, conseiller départemental depuis 2015 et premier adjoint au maire, élu maire d'Orange par le conseil municipal et président de la CCPRO par le conseil communautaire.
Le 5 septembre 2023, l'ancienne permanence parlementaire à la mairie d'Orange et le domicile de Yann Bompard sont perquisitionnés par des enquêteurs. Ce dernier est effet visé par une affaire d'emploi fictif : il est soupçonné d'avoir occupé un poste de collaborateur parlementaire auprès de son père, Jacques Bompard, puis de l'actuelle députée du Nord Vaucluse, Marie-France Lorho, sans fournir de travail effectif. L'enquête est supervisée par le parquet de Marseille. Le maire d'Orange nie les faits de « détournements de fonds publics et recel » qui lui sont reprochés.

### Liste des maires
| Période          | Période                   | Identité         | Étiquette                                               | Qualité |
| ---------------- | ------------------------- | ---------------- | ------------------------------------------------------- | --- |
| 6 septembre 1944 | 1945                      | Gaston Collion   | -                                                       | Carrossier |
| 20 mai 1945      | 1960                      | Raphaël Balester | Radical                                                 | Directeur des épiceries en gros Le Soleil Conseiller général d'Orange-Est (1945 → 1960) Décédé en fonction                                                                     |
| 29 octobre 1960  | 1971                      | André Bruey      | Radical                                                 | Notaire Conseiller général d'Orange-Est (1961 → 1967) |
| 28 mars 1971     | mars 1977                 | Jacques Bérard   | UDR puis RPR                                            | Avocat Député de Vaucluse (3e circ.) (1958 → 1967 et 1968 → 1978) Conseiller général d'Orange-Est (1967 → 2004)                                                                |
| 25 mars 1977     | 1979                      | Louis Giorgi,    | PCF                                                     | Retraité Conseiller général d'Orange-Ouest (1964 → 1982) Démissionnaire |
| 21 février 1980  | mars 1983                 | Gilbert Ricci    | PCF                                                     | Cordonnier |
| mars 1983        | mars 1989                 | Robert Pini      | RPR                                                     | Professeur de droit constitutionnel à Avignon Conseiller général d'Orange-Ouest (1982 → 1988)                                                                                  |
| mars 1989        | juin 1995                 | Alain Labé       | PS                                                      | Professeur d'histoire-géographie |
| juin 1995        | novembre 2021             | Jacques Bompard  | FN (1995-2005) MPF (2005-2010) Ligue du Sud (2010-2021) | Chirurgien-dentiste Conseiller général d'Orange-Ouest (2002 → 2012) Député de Vaucluse (4e circ.) (1986 → 1988 et 2012 → 2017) 5e mandat écourté par une peine d'inéligibilité |
| novembre 2021    | En cours (au 7 juin 2022) | Yann Bompard     | Ligue du Sud                                            | Fils du précédent Assistant parlementaire, ancien premier adjoint Conseiller départemental d'Orange (2015 → )                                                                  |

### Politique de développement durable

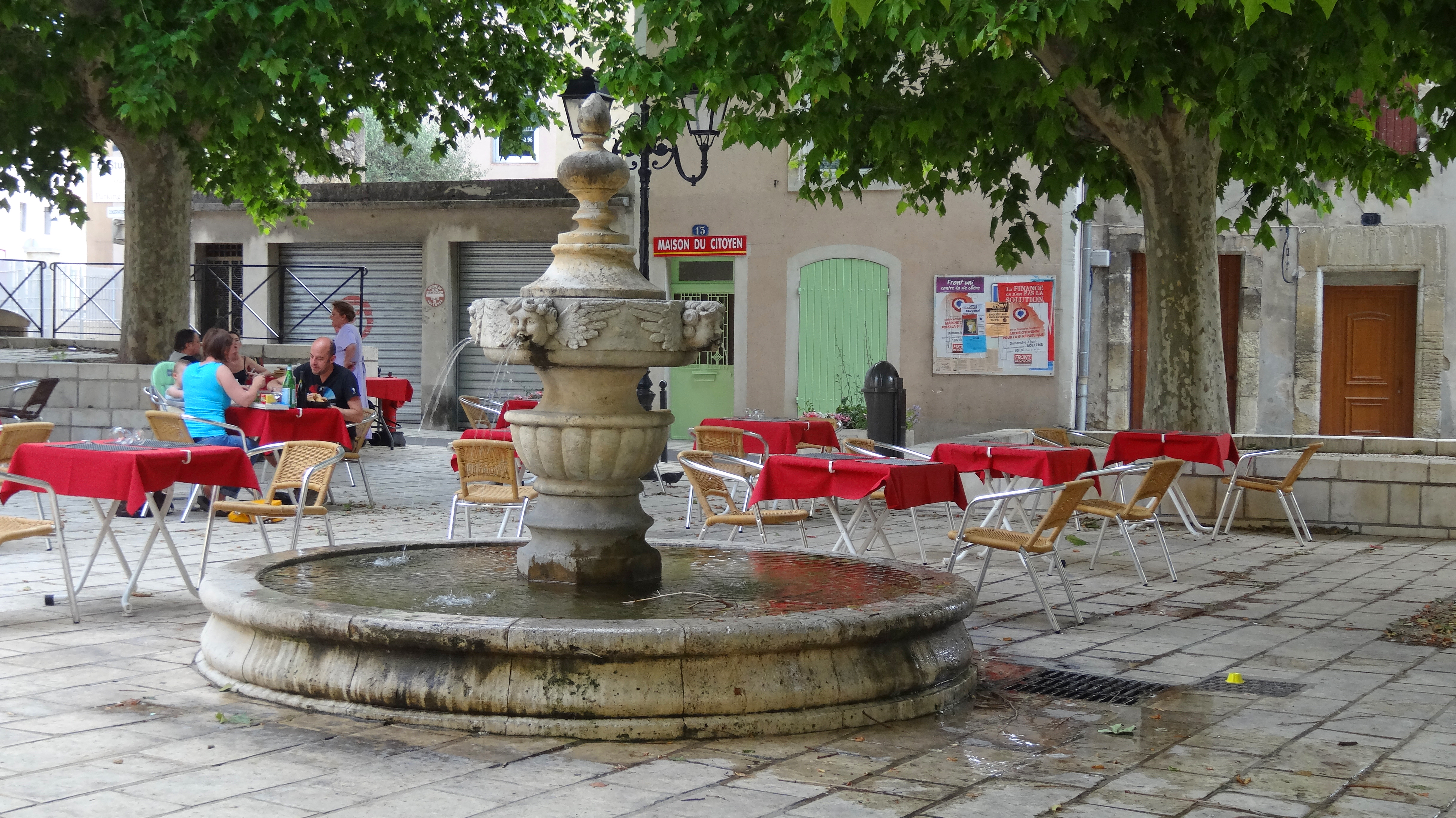
Fontaine publique d'Orange.

La commune dispose d'une station d'épuration, code station : 06 09 84087 001, avec une capacité de 45 000 habitants. Son milieu récepteur est la rivière la Meyne.
On trouve sur la commune une entreprise d'une trentaine de personnes pratiquant la récupération et le traitement de déchets industriels, avec l'exploitation d'un centre d'enfouissement de classe 2. En août 2000, elle obtient la certification « management environnementale » ISO 14001.
La ville d'Orange a mis en service les poubelles de tri à partir du 21 décembre 2018, ce qui permet aux habitants de trier plus facilement leurs ordures ménagères, leurs emballages, leurs papiers, leurs cartons et le verre[réf. nécessaire].

### Distinctions et labels
La ville est gratifiée en 2015 du label villes et villages fleuris.

### Politique culturelle
En 1995, la nouvelle municipalité indique son souhait de recentrer sa politique culturelle vers des actions plus focalisées sur l'« identité française », et même plus locales, et refuse tout apport sur les cultures ou coutumes étrangères, en ligne avec la politique générale du FN. L'objectif est double : économiser le budget, qui est décrit comme non prioritaire, et restreindre les actions à des productions autres que « branchées parisiennes » ou « étrangères ».
Jacques Bompard, dès son élection à la mairie d'Orange, revendiqua la présidence des Chorégies. En effet, jusqu'en 1995, le président de l'association qui organise le festival est le maire de la ville, fonction reconduite tous les ans. À cette date et contrairement à la tradition, le nouveau maire n'est pas élu à cette fonction. Thierry Mariani devint président en juillet 1995. Commence une période de tension entre la mairie et les Chorégies pendant laquelle la subvention de la mairie est supprimée pendant deux ans et pendant laquelle Jacques Bompard contraint l’association gestionnaire à lui verser une indemnité d’occupation du Théâtre antique. En dépit d'une dotation de l'État en 1996 ainsi que des aides des collectivités territoriales et de partenaires privés, le déficit des Chorégies se creuse. Ce bras de fer prit fin en 1998 à la suite de la menace de choisir le site Vaison-la-Romaine pour les représentations et à la levée de boucliers des commerçants orangeois se voyant privés de la manne financière des Chorégies. En 2016, la ministre de la culture Audrey Azoulay et Christian Estrosi, à la suite de la démission de Raymond Duffaut de la direction des Chorégies, menacent de retirer leurs subventions aux Chorégies en dépit du fait, selon Thierry Mariani, que le maire d’Orange « ne s’est jamais mêlé de la programmation ». Le festival se caractérise, à la différence des festivals d'Aix et d'Avignon, par son haut degré d'autonomie financière
Le positionnement de la commune en tant que « Ville d'art et d'histoire » portée par les municipalités précédentes a été interrompu dès 1995.
De plus, dès 1995, la municipalité prévient qu'elle refusera les concerts de rap. La même année, la mairie tente de faire annuler un concert du chanteur Khaled, qu'elle juge « dangereux », et les subventions au centre culturel organisateur, Mozaïk, sont suspendues en milieu de convention. En février 2012, la municipalité d'Orange ré-affirme cette politique, et refuse la tenue d'un concert du groupe de rap français IAM sous prétexte que « depuis 1995, aucun concert de rap n'a été programmé à Orange. Un genre musical contraire à notre philosophie »
Chaque été, la ville organise des spectacles gratuits, parmi lesquels des concerts de Jean-Luc Lahaye, Hélène Ségara, Gipsy Kings... Le théâtre antique est aussi lieu de cinéma en plein air fin août à l'occasion de deux soirées organisées par la ville. Chaque jeudi du mois d’août, ont lieu les Jeudis d'Orange avec jeux pour les enfants et animations musicales dans tout le centre-ville.
À l'occasion des Chorégies d'Orange, la ville offre 1 000 places pour les répétitions générales à ses habitants.

### Aménagements
La ville s'est dotée en 2010 de feux de signalisation équipés pour les déficients visuels, inaugurés par le chanteur Gilbert Montagné.

### Jumelages
| Orange (Vaucluse) Bréda Diest Dillenburg Rastatt Jarosław Kielce Vyškov Spolète Vélez-Rubio Byblos |

Les deux premiers jumelages eurent lieu en 1956 et 1964 puis naquit l'idée de  L'Union des Orange-Villes à l'initiative des associations Les Amis d'Orange, France Hollande et de Mme Tranchant, présidente de la Fédération Mondiale des Villes Jumelles. Le protocole fut signé à Breda (Pays-Bas) le 28 août 1963, mais c'est le 28 juin 1964 que naissent officiellement les Orange Villes qui réunissaient Orange, Diest (Belgique), Breda (Pays-Bas) et Dillenburg (Allemagne). Les accords de jumelage intervenant seulement en 1977.
Au 18 juin 2011, Orange est jumelée avec :
- Phoenix (Arizona) (États-Unis) depuis 1956. Capitale et plus grande ville de l'État de l'Arizona, aux États-Unis.
- Rastatt (Allemagne) depuis 1962. Ville allemande située dans le Land de Bade-Wurtemberg.
- Vyškov (Tchéquie) depuis 1964. Chef-lieu de la Moravie du Sud.
- Diest (Belgique) depuis 1977. Ville néerlandophone de Belgique située en Région flamande dans la Province du Brabant flamand.
- Dillenburg (Allemagne) depuis 1977. Ville de la région de Gießen dans le Land de Hesse.
- Bréda (Pays-Bas) depuis 1977. Ville néerlandaise située dans le Brabant-Septentrional.
- Spolète (Italie) depuis 1977. Ville située dans la province de Pérouse en Ombrie.
- Cristian (Brașov) (Roumanie) depuis 1990
- Kielce (Pologne) depuis 1992. Chef-lieu de la voïvodie de Sainte-Croix.
- Jarosław (Pologne) depuis 2000. Ville située dans la Voïvodie des Basses-Carpates
- Vélez-Rubio (Espagne) depuis 2004. Ville située dans la province d'Almería, communauté autonome d’Andalousie.

depuis 2004 la ville a des accords avec :
- Byblos (Liban) depuis 2004.
- Weifang (Chine) depuis 2004. Ville de la province du Shandong.

## Équipements et services publics

### Espaces publics

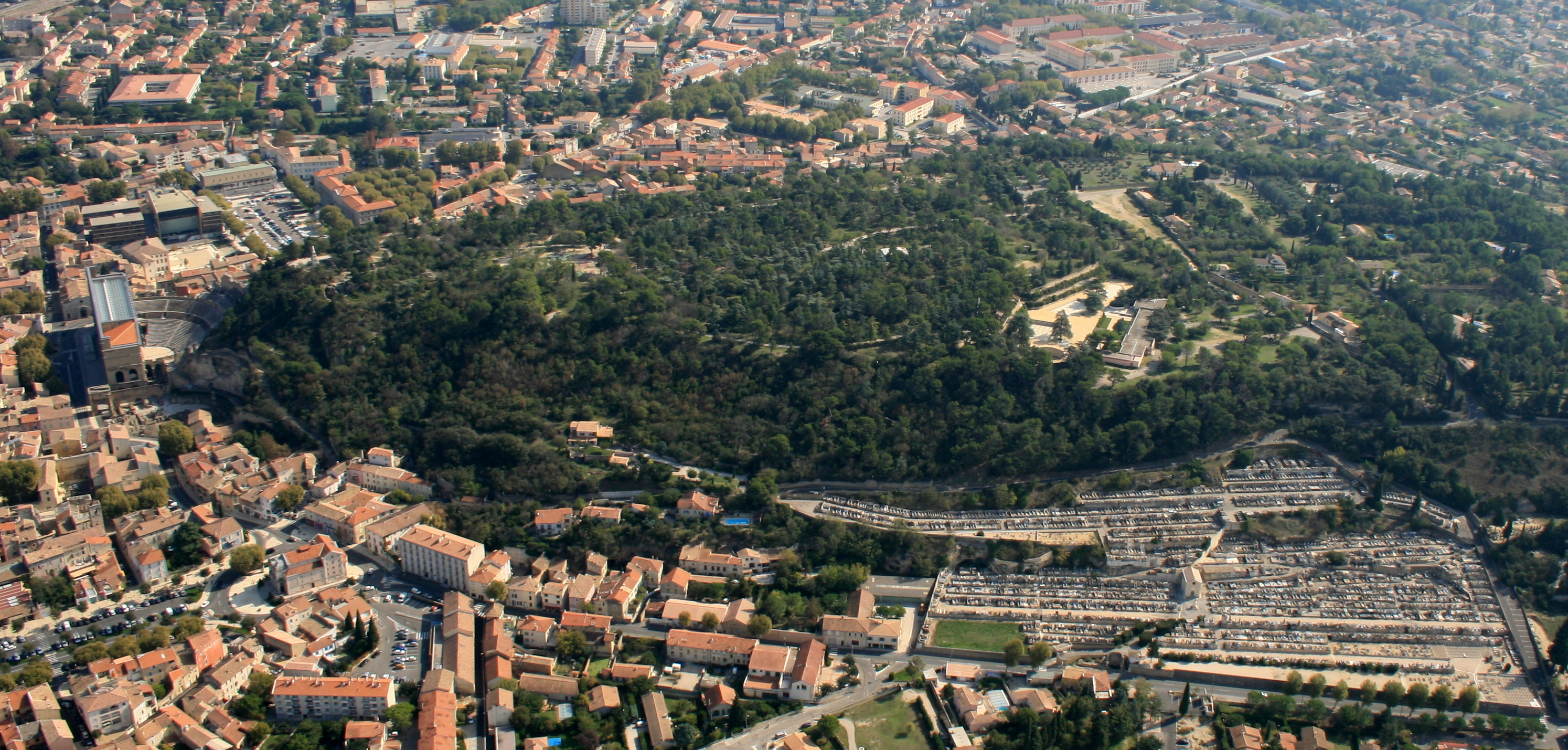
La colline Saint-Eutrope vue d'avion.

Au centre-ville près du cours Aristide-Briand se situe le parc Gasparin. Près de l'autoroute centre, le parc de la Brunette est le rendez-vous des boulistes.
Sur une partie de la colline Saint-Eutrope se trouve l'un des jardins de la ville, à l'emplacement de l'ancienne citadelle. Celui-ci représente le principal espace vert.
On trouve le centre aéré du Bois Feuillet au sud-ouest de la ville. Au sud-est, un bassin de rétention dit le Lac dans le quartier du Coudoulet est le lieu privilégié pour les pêcheurs.
Depuis 2004, Orange est « Villes et villages fleuris » de 1er niveau (une fleur).

### Enseignement
La ville est située dans l'académie d'Aix-Marseille. Elle administre dix-sept écoles primaires (sept écoles maternelles et dix écoles élémentaires) réparties sur toute la ville. Les sept écoles regroupant maternelles et élémentaires sont : Frédéric-Mistral, Albert-Camus, Le Castel, Pourtoules, Croix-Rouge, La Deymarde et Coudoulet et les trois autres écoles élémentaires : Martignan, Le Grès et Les Sables. Le centre-ville est également concerné par la présence de deux écoles privées catholiques (les écoles Notre-Dame et la Nativité). Un établissement associatif occitan La calandreta Granatiera est situé à l'ouest de la commune.
Le département gère trois collèges : Arausio, Barbara-Hendricks, Jean-Giono. Un collège privé : Saint-Louis.
La région Provence-Alpes-Côte d'Azur gère un lycée public d'enseignement général et technologique le lycée de l'Arc, deux lycées professionnels : Aristide-Briand (Bac pro commerces et services) et Argensol pour les métiers autour de l'automobile, micro technique et chaudronnerie (du CAP au BTS) ainsi qu'un lycée agricole : Le lycée viticole du Château Mongin près du lieu-dit Boisfeuillet. Ce lycée peut accueillir près de 280 élèves et possède un internat d'environ 180 lits. Il organise des stages de dégustation et des repas à thèmes pour les amateurs, ce lycée des métiers du vin propose : Bac, BTSA et licence pro. La commune abrite également le lycée privé Saint-Louis, implanté sur la colline Saint-Eutrope, proche des vestiges romains.
D'autres établissements permettent d'être formés à certains métiers : en esthétique et coiffure (CAP et BEP : AFTEC) ou en logistique (CACES : CFM).

### Santé
La commune bénéficie de services de santé étendus : le centre hospitalier public Louis-Giorgi qui rayonne sur le nord Vaucluse, la clinique privée Elsan et un ensemble de groupements de spécialistes en profession libérale (cardiologie, dentaires, radiologie, pédiatrie, orthophonie...).
Le centre hospitalier possède une capacité de 258 lits dont 79 en médecine, 62 en chirurgie, 27 en gynéco-obstétrie, 30 pour les « moyens séjours », 30 pour les « longs séjours » et 30 de plus pour l'hébergement.

## Population et société

### Démographie
Les habitants de la commune sont appelés les Orangeois ou Orangeoises.

#### Évolution démographique
La ville d'Orange est la 3e ville de Vaucluse de par sa population après Avignon et Carpentras.
L'évolution du nombre d'habitants est connue à travers les recensements de la population effectués dans la commune depuis 1793. Pour les communes de plus de 10 000 habitants les recensements ont lieu chaque année à la suite d'une enquête par sondage auprès d'un échantillon d'adresses représentant 8 % de leurs logements, contrairement aux autres communes qui ont un recensement réel tous les cinq ans,.

En 2022, la commune comptait 29 357 habitants, en évolution de +0,5 % par rapport à 2016 (Vaucluse : +1,73 %, France hors Mayotte : +2,11 %).
| 1793  | 1800  | 1806  | 1821  | 1831  | 1836  | 1841  | 1846  | 1851  |
| ----- | ----- | ----- | ----- | ----- | ----- | ----- | ----- | ----- |
| 7 000 | 7 270 | 7 440 | 8 307 | 9 123 | 8 874 | 8 633 | 9 231 | 9 824 |

| 1856   | 1861   | 1866   | 1872   | 1876   | 1881   | 1886   | 1891  | 1896  |
| ------ | ------ | ------ | ------ | ------ | ------ | ------ | ----- | ----- |
| 10 621 | 10 007 | 10 622 | 10 064 | 10 212 | 10 301 | 10 280 | 9 859 | 9 980 |

| 1901   | 1906   | 1911   | 1921   | 1926   | 1931   | 1936   | 1946   | 1954   |
| ------ | ------ | ------ | ------ | ------ | ------ | ------ | ------ | ------ |
| 10 096 | 10 303 | 11 087 | 10 766 | 10 799 | 11 956 | 12 946 | 13 978 | 17 478 |

| 1962   | 1968   | 1975   | 1982   | 1990   | 1999   | 2006   | 2011   | 2016   |
| ------ | ------ | ------ | ------ | ------ | ------ | ------ | ------ | ------ |
| 19 912 | 24 562 | 25 371 | 26 499 | 26 964 | 27 989 | 29 859 | 29 302 | 29 212 |

| 2021   | 2022   | - | - | - | - | - | - | - |
| ------ | ------ | - | - | - | - | - | - | - |
| 28 949 | 29 357 | - | - | - | - | - | - | - |

#### Pyramide des âges
La population de la commune est plus jeune que celle du département.
En 2020, le taux de personnes d'un âge inférieur à 30 ans s'élève à 34,3 %, soit au-dessus de la moyenne départementale (33,2 %). À l'inverse, le taux de personnes d'âge supérieur à 60 ans est de 28,5 % la même année, alors qu'il est de 28,9 % au niveau départemental.
En 2020, la commune comptait 13 476 hommes pour 14 978 femmes, soit un taux de 52,64 % de femmes, supérieur au taux départemental (52,01 %).
Les pyramides des âges de la commune et du département s'établissent comme suit.
| Hommes | Classe d’âge | Femmes |
| ------ | ------------ | ------ |
| 0,8    | 90 ou +      | 2,0    |
| 8,5    | 75-89 ans    | 11,9   |
| 16,2   | 60-74 ans    | 17,4   |
| 20,2   | 45-59 ans    | 19,3   |
| 17,2   | 30-44 ans    | 17,6   |
| 17,3   | 15-29 ans    | 15,3   |
| 19,8   | 0-14 ans     | 16,6   |

| Hommes | Classe d’âge | Femmes |
| ------ | ------------ | ------ |
| 0,8    | 90 ou +      | 1,9    |
| 8,3    | 75-89 ans    | 10,6   |
| 18,1   | 60-74 ans    | 19,1   |
| 20,3   | 45-59 ans    | 19,9   |
| 17,6   | 30-44 ans    | 17,6   |
| 16,1   | 15-29 ans    | 14,4   |
| 18,9   | 0-14 ans     | 16,4   |

#### Revenus fiscaux
En 2008, le revenu fiscal moyen des 17 752 foyers fiscaux était de 18 859 €. Seuls 45,6 % de ces foyers fiscaux étaient imposables.

### Manifestations culturelles et festivités

#### Les Chorégies d’Orange

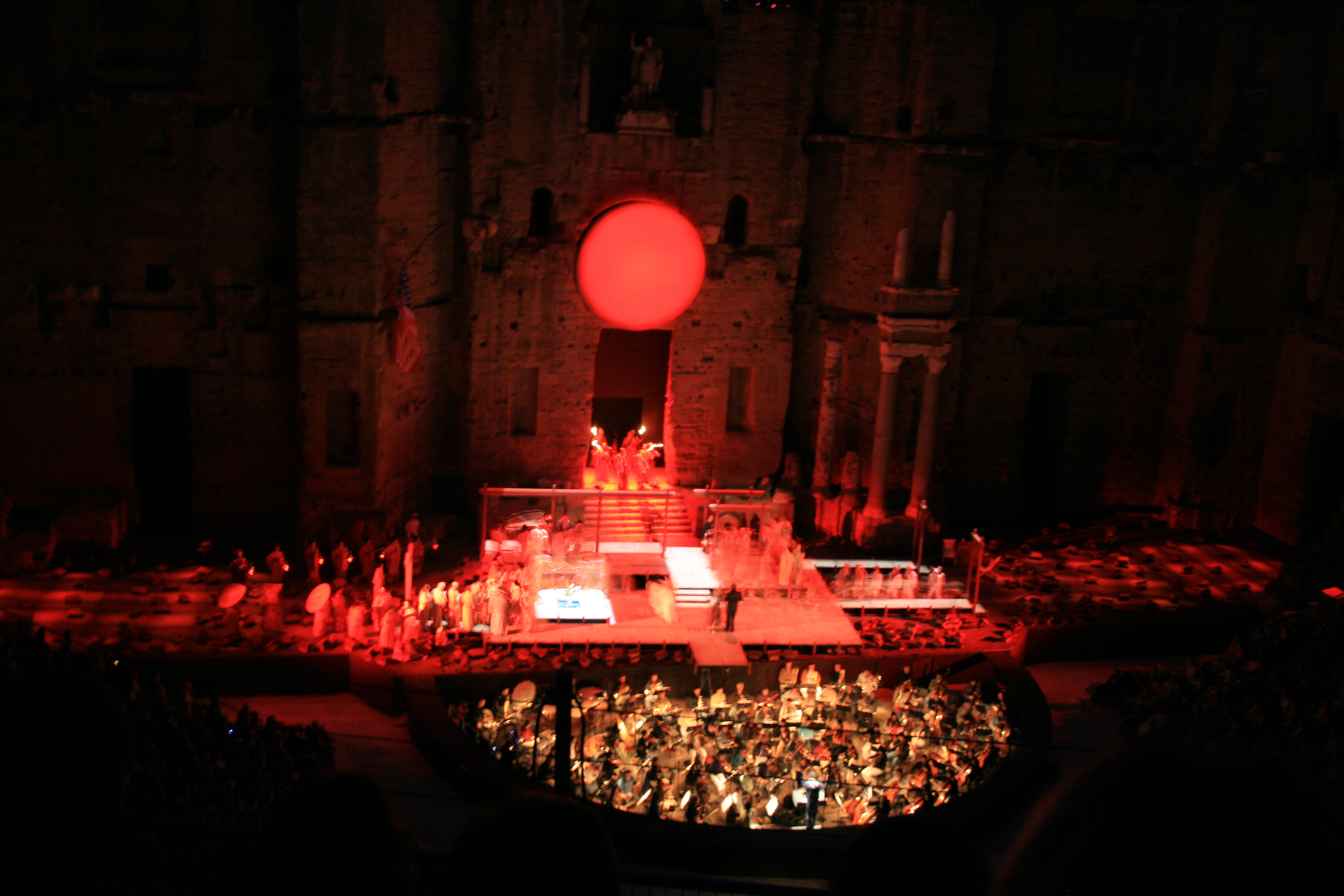
Madame Butterfly, le 9 juillet 2007.

Le théâtre antique accueille chaque été depuis 1971 les nouvelles Chorégies, un festival lyrique particulièrement renommé. Mais la renommée du site est bien plus ancienne, grâce à des artistes internationaux comme Sarah Bernhardt qui joue Phèdre au théâtre antique en 1903.
Les premières Chorégies datent de 1869 et ont fait leur apparition sous le nom de « fêtes romaines ».
En 2008, il y a eu Faust avec Roberto Alagna.
Le 20 juin 2011, les chorégies d'Orange ont fêté leurs 40 ans en proposant une émission télévisée, "Musiques en fêtes".

#### Foire d'Orange
Cette foire a existé pendant plus de 50 ans (créée en 1955 avec pour président Charles Dardun) ; elle se déroule à la deuxième semaine d'octobre. Elle se déroulait dans un premier temps sur le cours Aristide-Briand, puis s'est déplacée sur le site du parc des expositions. Elle a été interrompue en 2011, à la suite de sa mise en liquidation. En 2013, une société privée l'a relancé début mars sur une formule plus courte de quatre jours du vendredi au lundi.

#### Concours des vins d'Orange

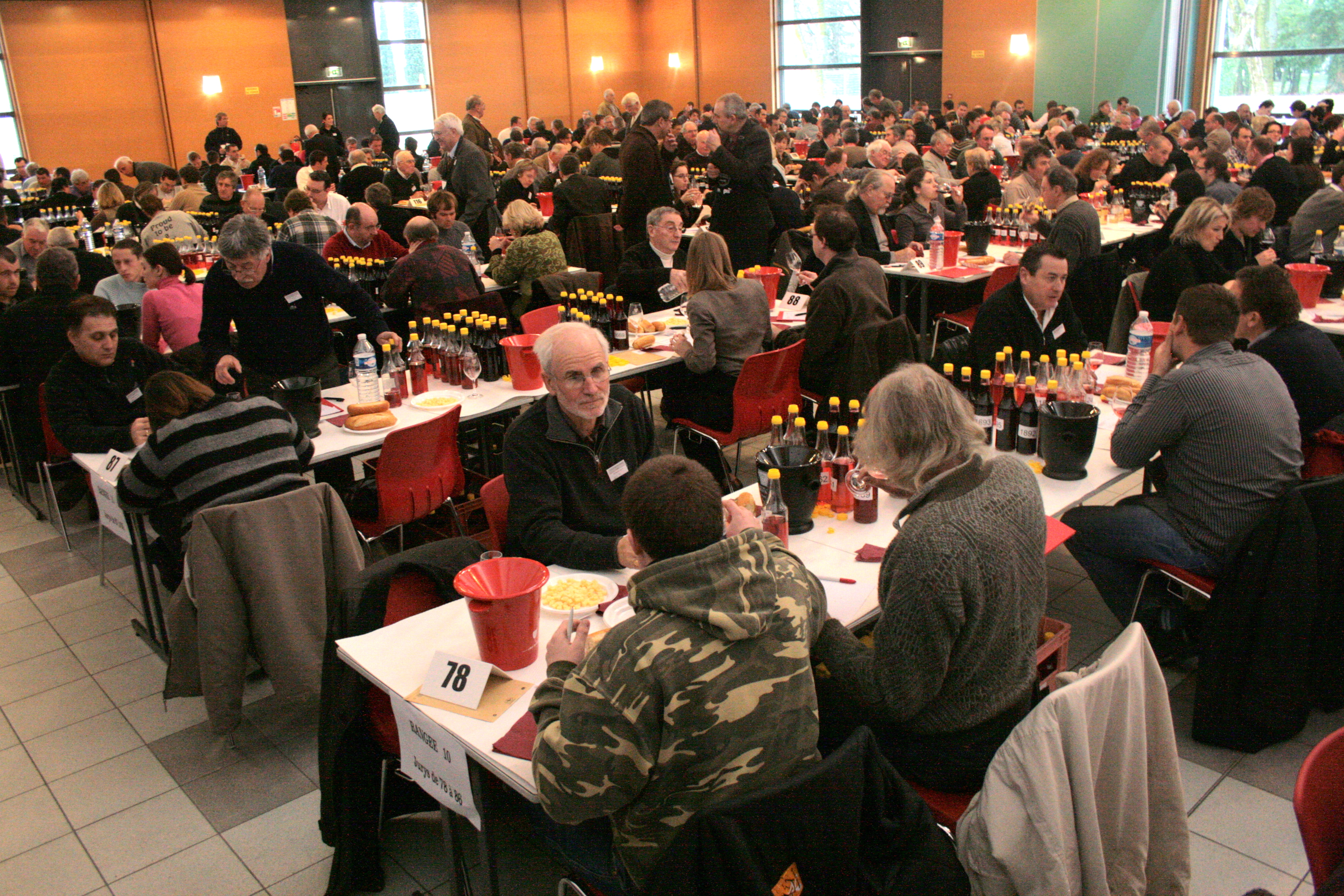
Concours des vins de la vallée du Rhône à Orange.

La foire aux vins d'Orange a été créée en 1952 par Vincent Allessandrini, courtier en vins d'Orange. En 2007, la foire aux vins a changé de dénomination pour devenir le concours des vins d'Orange, le plus important de la vallée du Rhône. En 2011, début février, le concours a porté sur 2 820 échantillons de vin (blanc, rouge, rosé), mobilisant 642 dégusteurs pour 158 jurys.

#### Animations, fêtes et événements
- Le Festival de la bande dessinée a été animé plusieurs années durant jusqu'en 1995.
- 5 salons du livre jeunesse ont été organisés en 1999, 2001, 2003, 2005 et 2007 par Bouquins Malins, une association orangeoise de promotion de la littérature jeunesse. Ils se tenaient au lycée Aristide Briant.
- Le marché d'Orange : jeudi matin.
- La commémoration de la bataille de Camerone : 30 avril.
- Les « Dimanches Musicaux de la Cathédrale » : d'avril à novembre (hors mois d'été).
- Touratech Travel Events, rencontre des voyageurs en moto : début mai.
- Les Equestriades, au théâtre antique par Alexis Grüss : fin mai.
- Les animations gratuites en été : pièces de théâtre et concert au théâtre antique.
- Musique en fête au théâtre antique : mi-juin.
- Le Festival de jazz : dernière semaine de juin.
- Les rencontres théâtrales d'Orange : dernière quinzaine de juillet.
- Les Chorégies : fin juillet et début août.
- Les Jeudis d'Orange : en août.
- Le cinéma, sous les étoiles au théâtre antique : fin août.
- FIC (Festival International Cubano), festival de salsa, fin octobre.
- La journée des associations : 1er samedi du mois de septembre.
- Le marché de Noël : en décembre.

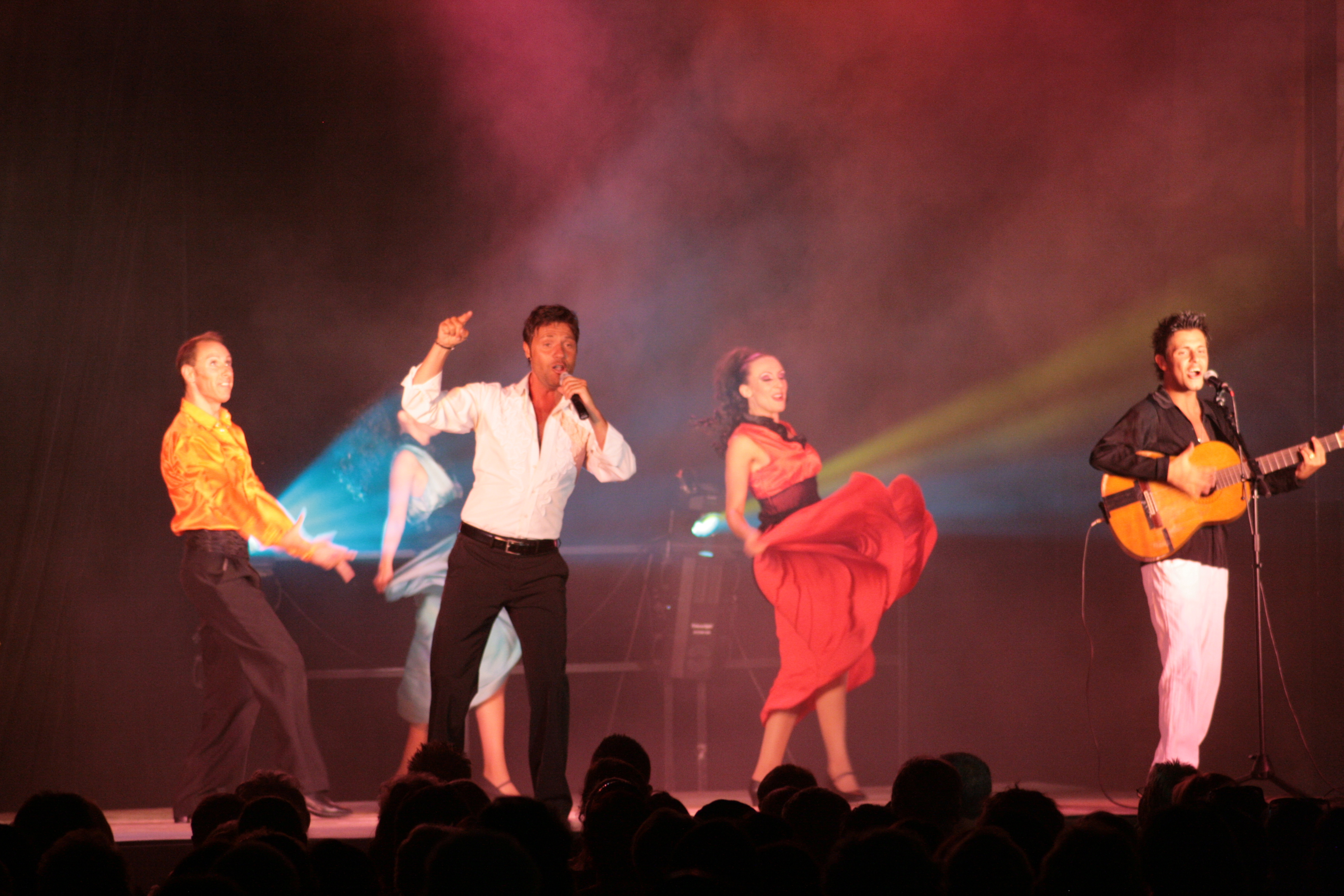
Des soirées animées en été.
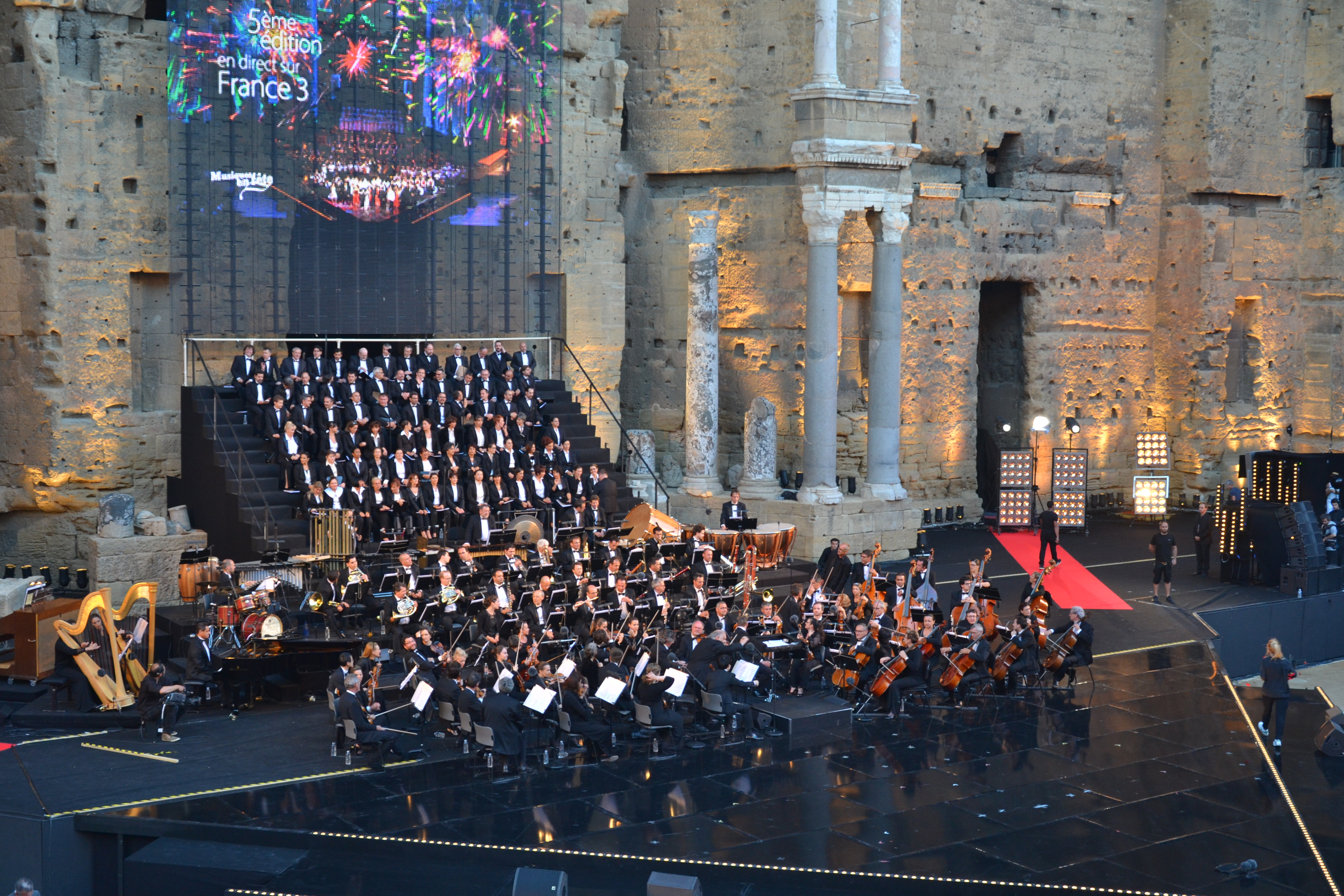
Musique en fête au Théâtre Antique.
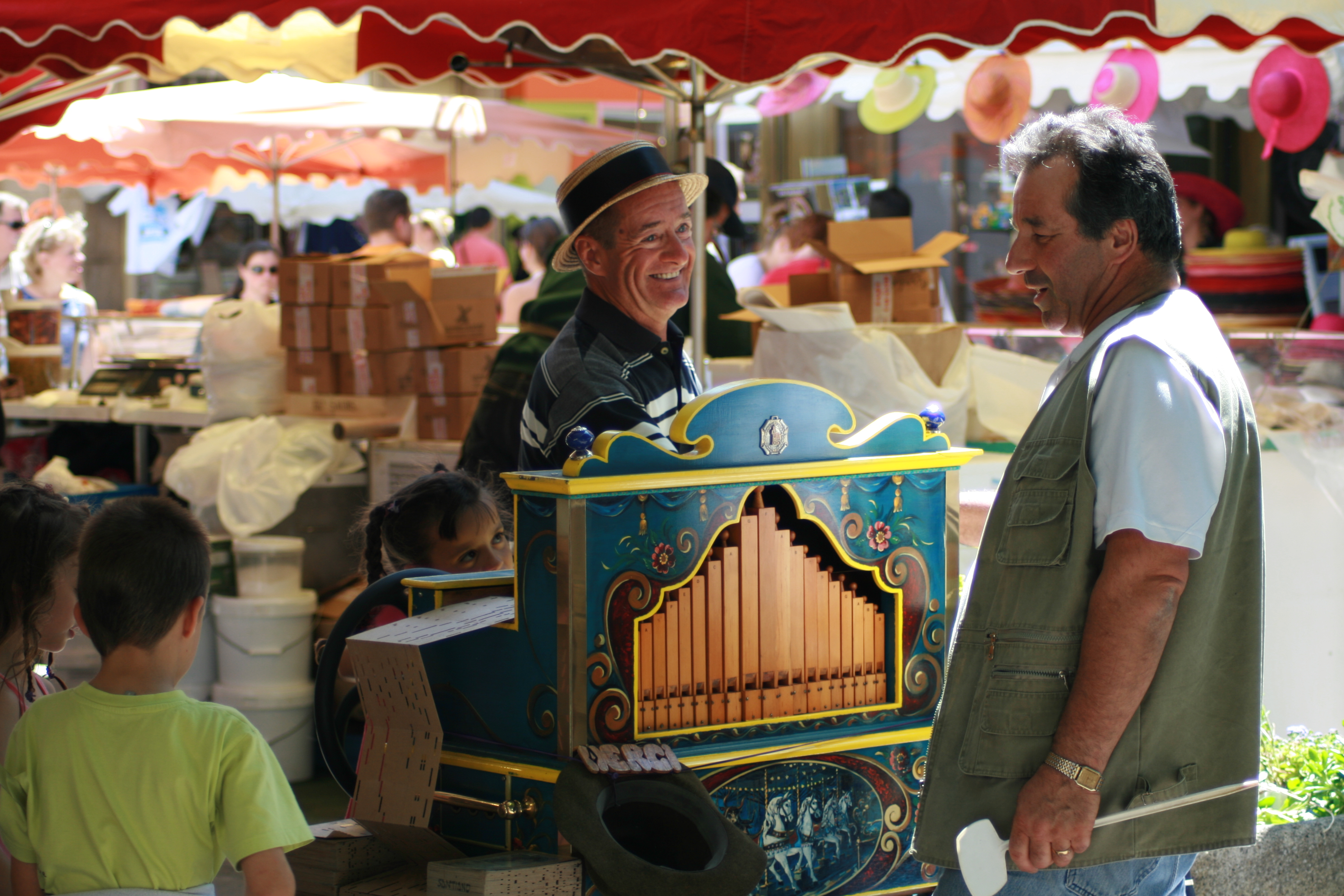
Le marché animé au long de l'année.
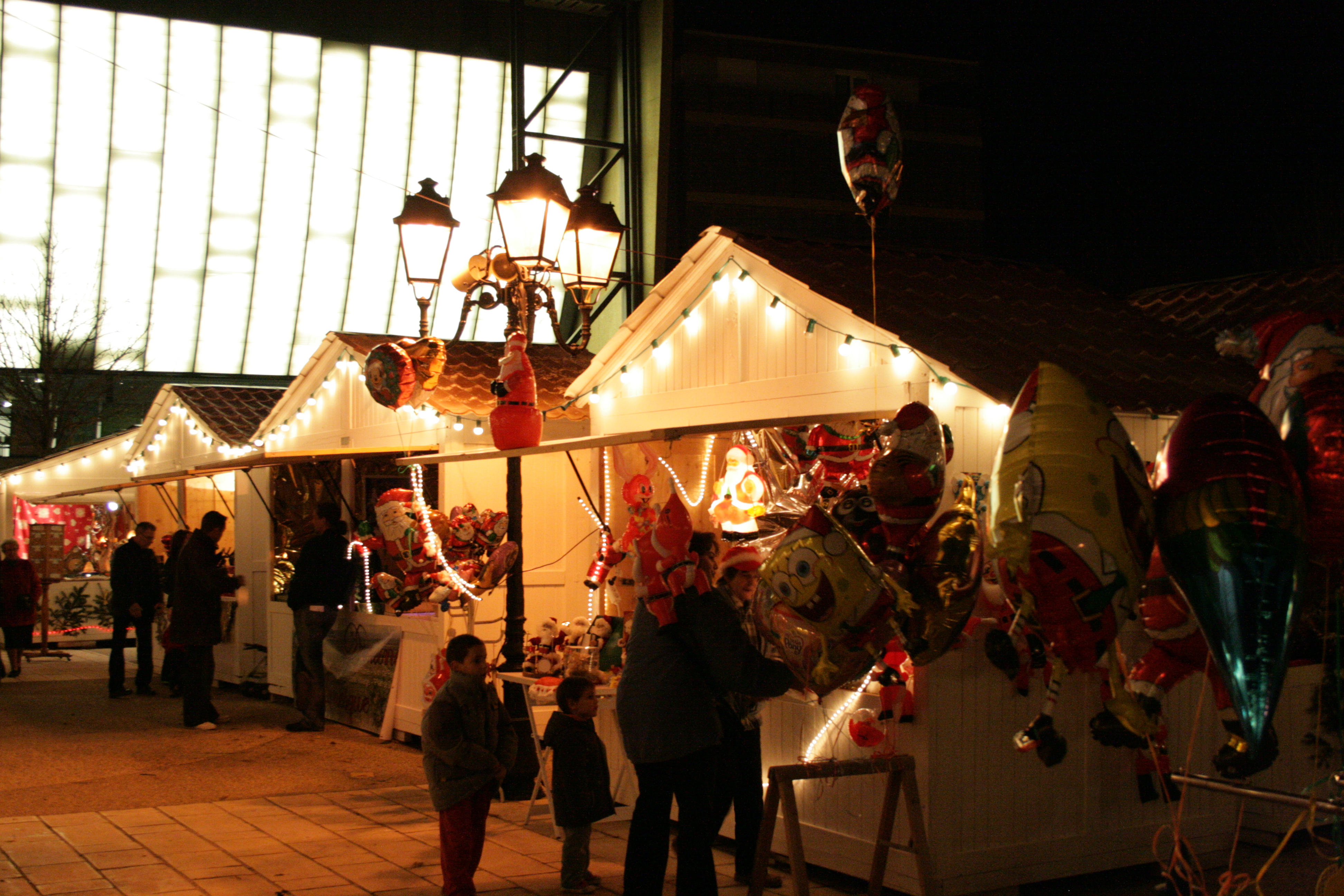
Le marché de Noël en décembre.

### Sports et loisirs

#### Équipements
Plusieurs équipements sont présents sur la commune, qu'ils soient privés ou communaux.
La commune propose plusieurs complexes sportifs et stades, une salle pour la pratique des Arts Martiaux (dojo), la « Ferme des Courrèges » (Orange Raquettes Club) équipée de six terrains de tennis dont quatre éclairés et deux couverts, quatre courts de squash, deux courts de padel et deux salles de ping-pong, un parcours de santé et un parc (le parc de la Brunette) avec espace réservé pour la pétanque et de 20 jeux pour la boule lyonnaise. Les deux piscines municipales ont été fermées en 2010 et 2011.
On trouve aussi, en équipements privés, un golf au nord-est du bourg, des centres équestres, etc.

#### Les clubs
Parmi les nombreux clubs (football américain, athlétisme, tennis, fitness...), on peut noter :
- Volley-ball : club professionnel de l'ASON évoluant pour la saison 2017-2018 en Ligue B (deuxième niveau national) ;
- Basket-ball : club amateur du Basket Club d'Orange évoluant pour la saison 2012-2013 en Pré-Excellence régionale (Masculin) ;
- Football : club amateur du Sporting Club d'Orange évoluant pour la saison 2012-2013 en Division d'Honneur Régionale de PACA ;
- Handball : club amateur du Handball Club Orangeois évoluant pour la saison 2012-2013 en Pré-Nationale (Masculin) ;
- Rugby à XV : club amateur du Rugby Club d'Orange évoluant pour la saison 2012-2013 en 2e Série du Comité de Provence.

### Vie associative
Orange bénéficie d'un tissu de plus de 300 associations dont un certain nombre ont une visibilité régionale, voire nationale.
La journée des associations a lieu le premier week-end de septembre.
Certaines associations se sont distinguées lors de l'année 2009 :
- L'ASON (association de volley-ball) est passée en ligue B
- L'Avenir Cycliste Orangeois (ACO), équipe du champion de Vaucluse (route) 2010 (Hervé NICOLAS).

### Cultes
Parmi les principaux cultes pratiqués sur la commune, on peut citer :
- le culte catholique : les paroisses d'Orange font partie de l'archidiocèse d'Avignon, doyenné d'Orange Bollène[127] :
  - Cathédrale Notre-Dame-de-Nazareth, rue Notre-Dame (fermée pour travaux jusqu'à début 2024[128]) ;
  - Église Saint-Florent, rue Pourtoules ;
  - Chapelle de l'Hôtel-Dieu, rue de l'Hôpital (forme tridentine du rite romain) ;
  - Chapelle de Gabet, chemin du Péage ;
  - Chapelle Saint-Louis ancien temple réformé, rue Ancien Collège ;
  - Chapelle Saint-Louis de Gonzague, route du Grès ;
  - Chapelle de Fourchesvieilles, avenue de Fourchesvieilles.

De plus, en 2004, le maire Jacques Bompard fit consacrer la ville au Sacré-Cœur ;
- le culte protestant[129] :
  - Temple protestant d'Orange, de l'Église protestante unie de France, rue Pontillac.
  - Centre évangélique protestant, rue Alexandre Blanc[130].
  - Église évangélique chrétienne, rue Joseph Bastet[131].
  - Église évangélique assemblée de Dieu, rue de la Baronnette.
- le culte musulman : mosquée EnNour, rue des Tanneurs.
- le culte antoiniste : un temple, dédicacé le 19 septembre 1926, 91 rue de la Paix[132],[133].
- La salle du royaume des témoins de Jéhovah, Hameau de Couavedel.

### Médias
La mairie publie le mensuel gratuit Orange Vérités.
La ville d'Orange est couverte par deux quotidiens de la presse écrite française régionale : La Provence édition Haut-Vaucluse et Vaucluse matin. Ces deux quotidiens ont un bureau en ville.
Une radio locale associative est animée par les élèves du lycée de l'Arc, MIX, la radio étudiante (sur 89,5 MHz). Des radios nationales ont des décrochages sur la ville d'Orange : Fun Radio (sur 93,8 MHz), MTI (sur 89,1 MHz) (bientôt), Radio Nova (sur 90,0 MHz) (bientôt), Radio Star Vaucluse (sur 87,8 MHz), Radio Trafic Vaucluse (sur 107,7 MHz), Rire et Chansons (sur 91,1 MHz), RTL2 (sur 101,8 MHz).

## Économie

### Revenus de la population et fiscalité des ménages
En 2008, le revenu fiscal médian par ménage était de 15 148 € pour 17 752 foyers représentant 12 734 ménages fiscaux. 46,5 % de ces foyers sont imposés avec un revenu net de 30 431 € représentant un impôt moyen de 1 503 €,.

### Population active
La population âgée de 15 à 64 ans s'élevait en 2008 à 18 544 personnes (17 956 en 1999), parmi lesquelles on comptait 68,4 % d'actifs dont 56,8 % ayant un emploi et 11,5 % de chômeurs (contre 11,0 % en 1999). En 2008, 60,5 % des actifs ayant un emploi et résidant dans la commune travaillaient à Orange, 28,5 % dans une autre commune de département de Vaucluse, 1,6 % dans un autre département et 9,2 % dans une autre région.
La répartition par catégories socioprofessionnelles de la population active d'Orange fait apparaître une sous-représentation des « cadres et professions intellectuelles » et « agriculteurs » et une grosse sur-représentation des « employés » par rapport à la moyenne de la France métropolitaine.
Répartition de la population active par catégories socioprofessionnelles (recensement de 2008)
|                             | Agriculteurs | Artisans, commerçants, chefs d'entreprise | Cadres, professions intellectuelles | Professions intermédiaires | Employés | Ouvriers |
| --------------------------- | ------------ | ----------------------------------------- | ----------------------------------- | -------------------------- | -------- | -------- |
| Orange                      | 1,2 %        | 6,2 %                                     | 10,1 %                              | 24,8 %                     | 38,6 %   | 19,2 %   |
| Moyenne Vaucluse            | 2,2 %        | 8,9 %                                     | 11,5 %                              | 24,3 %                     | 29,6 %   | 23,2 %   |
| Moyenne nationale           | 2,1 %        | 5,9 %                                     | 15,8 %                              | 24,8 %                     | 28,5 %   | 22,9 %   |
| Sources des données : INSEE |              |                                           |                                     |                            |          |          |

### Emploi
En 2008, on comptait 14 003 emplois dans la commune, contre 13 390 en 1999. Le nombre d'actifs ayant un emploi résidant dans la commune étant de 10 658, l'indicateur de concentration d'emploi est de 131,4 % (contre 134 % en 1999), ce qui signifie que la commune offre plus d'emploi que d'orangeois actifs.
La répartition par secteurs d'activité des emplois à Orange fait apparaître l'importance des secteurs du commerce, des transports et des services. L'emploi tertiaire représente 84,4 % du total des emplois à Orange, contre plus de 76 % en France métropolitaine et plus de 75 % en France métropolitaine mais avec 50 % d'emploi en plus en Administration publique, enseignement, santé, action sociale.
Répartition des emplois par domaines d'activité (recensement de 2008)
|                             | Agriculture | Industrie | Construction | Commerce, transports, services divers | Administration publique, enseignement, santé, action sociale |
| --------------------------- | ----------- | --------- | ------------ | ------------------------------------- | ------------------------------------------------------------ |
| Orange                      | 1,9 %       | 7,7 %     | 5,9 %        | 39,4 %                                | 45,0 %                                                       |
| Moyenne Vaucluse            | 5,2 %       | 10,5 %    | 7,9 %        | 45,6 %                                | 30,8 %                                                       |
| Moyenne nationale           | 3,1 %       | 14,8 %    | 6,8 %        | 45,1 %                                | 30,3 %                                                       |
| Sources des données : INSEE |             |           |              |                                       |                                                              |

### Entreprises et commerces
- La société Isover-Saint-Gobain est implantée sur le quartier du Coudoulet depuis 1972 (fabrication de laine de verre et de roche).
- ASF possède sa direction régionale et équipes d'intervention totalisant plus de 300 personnes.
- La Légion étrangère s'est installée en 1968 : 1er régiment étranger de cavalerie. Elle emploie environ 850 personnes. Le 1er REC a officiellement déménagé pour Carpiagne le 10 juillet 2014.
- L’armée de l'air est implantée depuis 1939 : la base 115 Orange-Caritat. Elle emploie environ 1 200 personnes (avec intervention de plus de 200 entreprises extérieures).
- L'hôpital d'Orange Louis-Giorgi situé à l'est de la commune emploie plus de 500 salariés. Deux cliniques dites de Provence et du Parc complètent ces infrastructures de santé.
- Antenne de la CCI de Vaucluse.

Comme toute ville de cette importance, le centre-ville d'Orange compte de nombreux commerces de proximité, ainsi que plusieurs zones commerciales en périphérie, entourant des supermarchés.
Un marché a également lieu le mardi soir et le jeudi matin.

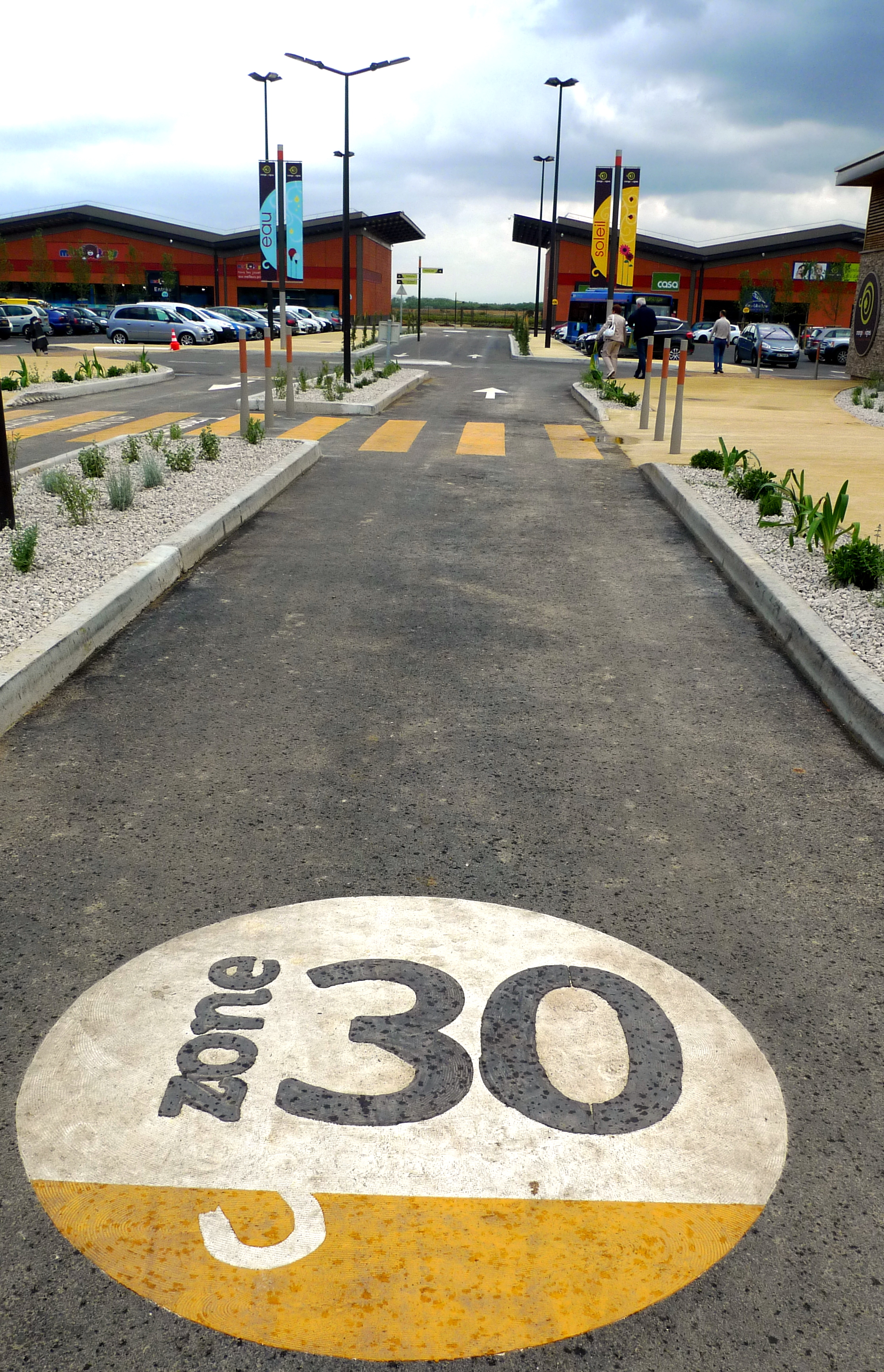
Parc commer- cial Orange les Vignes.
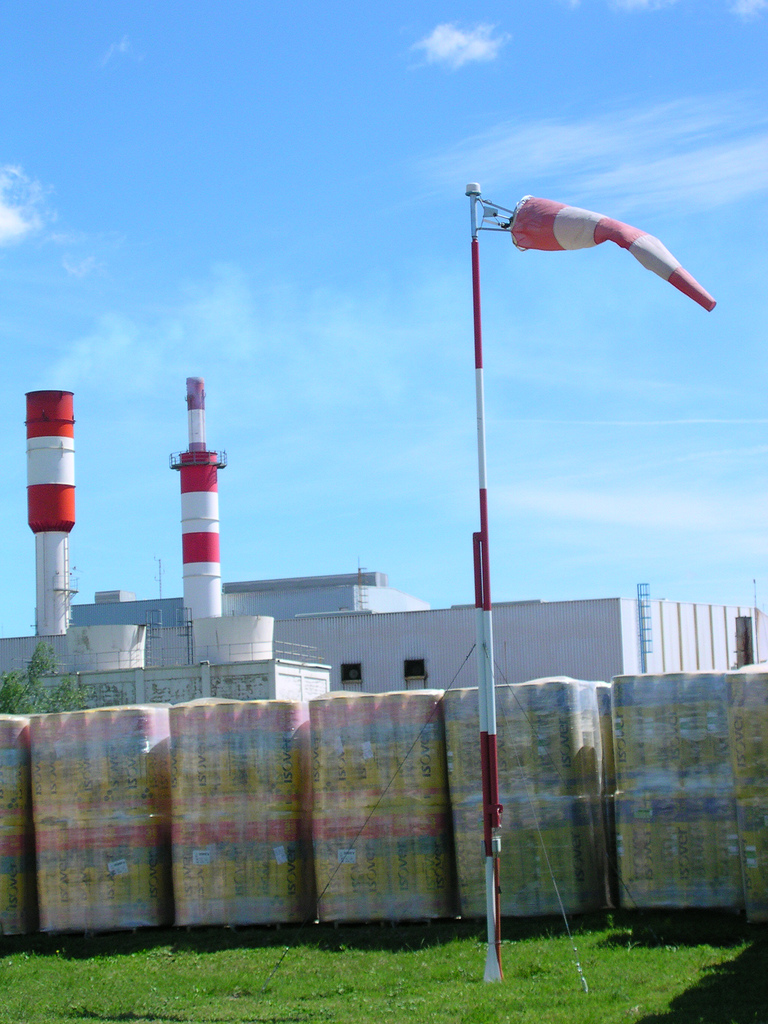
Site d'Orange de la société Saint-Gobain (production de panneaux isolants).

### Les zones économiques
Principalement disposées le long de l'axe de la RN 7.
Au nord : les zones la Violette (Intermarché Nord) et les Pradines, principalement orientées commerce.
Au sud, la zone industrielle des Crémades (Isover), la zone dite du Coudoulet (Carrefour) et la ZAC Porte Sud (parc commercial Orange les Vignes).
Une nouvelle zone ballade-commerciale ouverte en 2010, nommé « Orange les Vignes » avec environ 50 enseignes. Des panneaux solaires photovoltaïques recouvrent ses toits, ce qui fait de cette zone, la plus grande station solaire qui accueille du public en Europe.

### Agriculture

#### Trufficulture

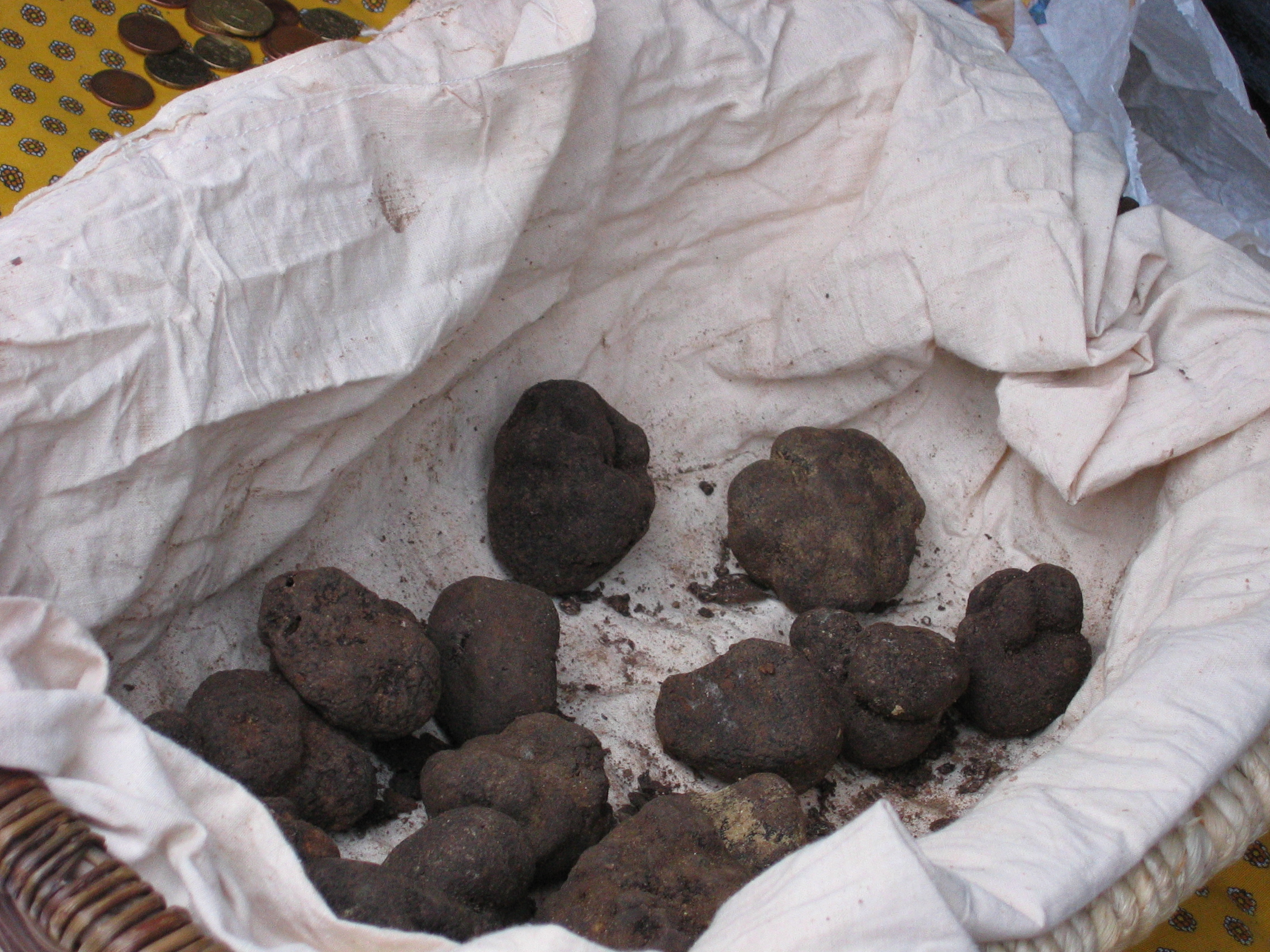
Panier de truffes du Nord-Vaucluse, dites truffes du Périgord.

Fleuron de la gastronomie française, la truffe est une spécialité provençale, puisque la région produit 80 % des truffes en France. Le Vaucluse, autour du piémont du mont Ventoux est, avec la Drôme provençale, le premier producteur de Tuber melanosporum. Son marché reste hors normes, car c'est la seule production à échapper aux inspecteurs de l'administration fiscale, aucune transaction n'étant réglée par chèque. L'approche des fêtes de fin d'année fait exploser les prix. Mais les meilleures truffes sont celles du mois de janvier, période où elles sont à pleine maturité. En saison, ce sont les marchés de Carpentras et de Richerenches, les plus importants de la région, qui fixent les cours. Les rabassiers (trufficulteurs) affirment, pour justifier les prix, que le « diamant noir » naît entre les pluies des deux Vierges. Ces précipitations doivent être abondantes entre l'Assomption (15 août) et la Nativité de Notre-Dame (8 septembre). C'est loin d'être faux puisque les spécialistes ont vérifié qu'une bonne année dépend à la fois d'un fort ensoleillement estival suivi de pluies entre la mi-août et la mi-septembre.
La truffe se récolte jusqu'à 1 000 mètres d'altitude. Préférant les terrains calcaires, elle se développe toujours en symbiose avec le chêne blanc ou vert, le frêne et le charme. Il est affirmé que les plus fines poussent à l'ombre du tilleul. Les trufficulteurs organisent chaque année des week-ends permettant de découvrir la rabasse in-situ sur les communes de Visan, Bonnieux, Monieux, Orange et Saint-Pierre-de-Vassols.

#### Oléiculture

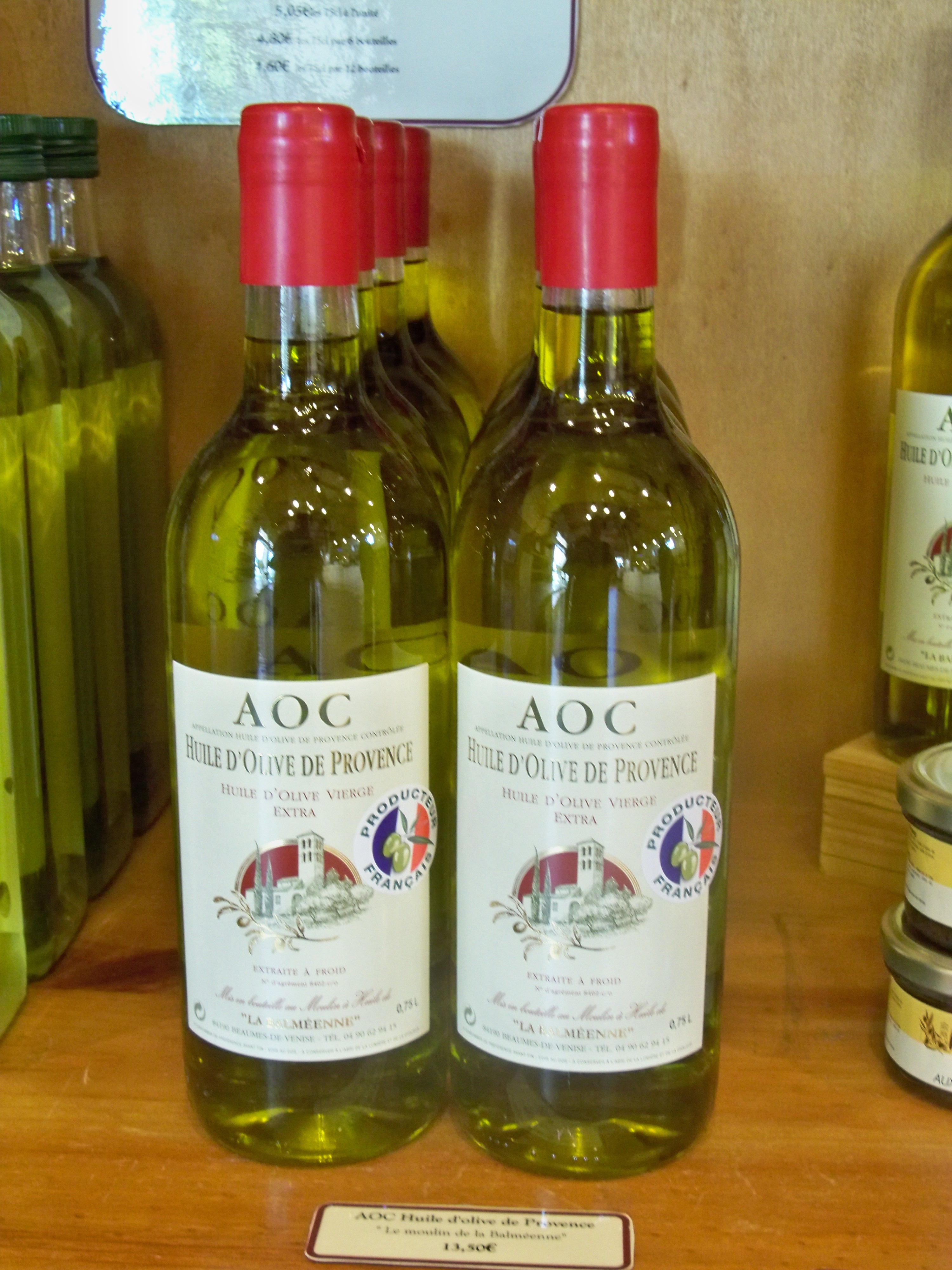
Huile de Provence AOC.

Les oliveraies de la commune sont aptes à produire de l'huile d'olive de Provence, protégée par une appellation d'origine contrôlée (AOC). Celle-ci a été créée à la suite d'une enquête diligentée par l'INAO, dont les conclusions ont été déposées auprès de la commission le 26 octobre 2006, réunie à Arles, et la signature du décret parut au Journal officiel le 14 mars 2007.
Pour pouvoir postuler à l'AOC, l'huile d'olive de Provence doit être élaborée à base des variétés aglandau, bouteillan, cayon, salonenque ainsi que celles dénommées localement brun, cayet, petit ribier et belgentiéroise. Il faut au moins deux de ces variétés principales présentes au sein de l'oliveraie,.

#### Viticulture
Le vignoble produit des vins classés en côtes-du-rhône et châteauneuf-du-pape sur le terroir du Grès d'Orange. Les vins qui ne sont pas en appellation d'origine contrôlée peuvent revendiquer, après agrément, le label vin de pays de la Principauté d'Orange.

### Exploitation des sols
On trouve sur la commune trois importantes carrières, l'une à l’extrême sud-ouest de la commune et à l'ouest des sept combes « le Lampourdier », une autre toujours au sud-ouest, mais un peu plus proche de la ville, à proximité du Bois Feuillet « les sablières » et la dernière au niveau de la zone d'activités du Coudoulet et des Crémades.

## Culture locale et patrimoine

### Lieux et monuments

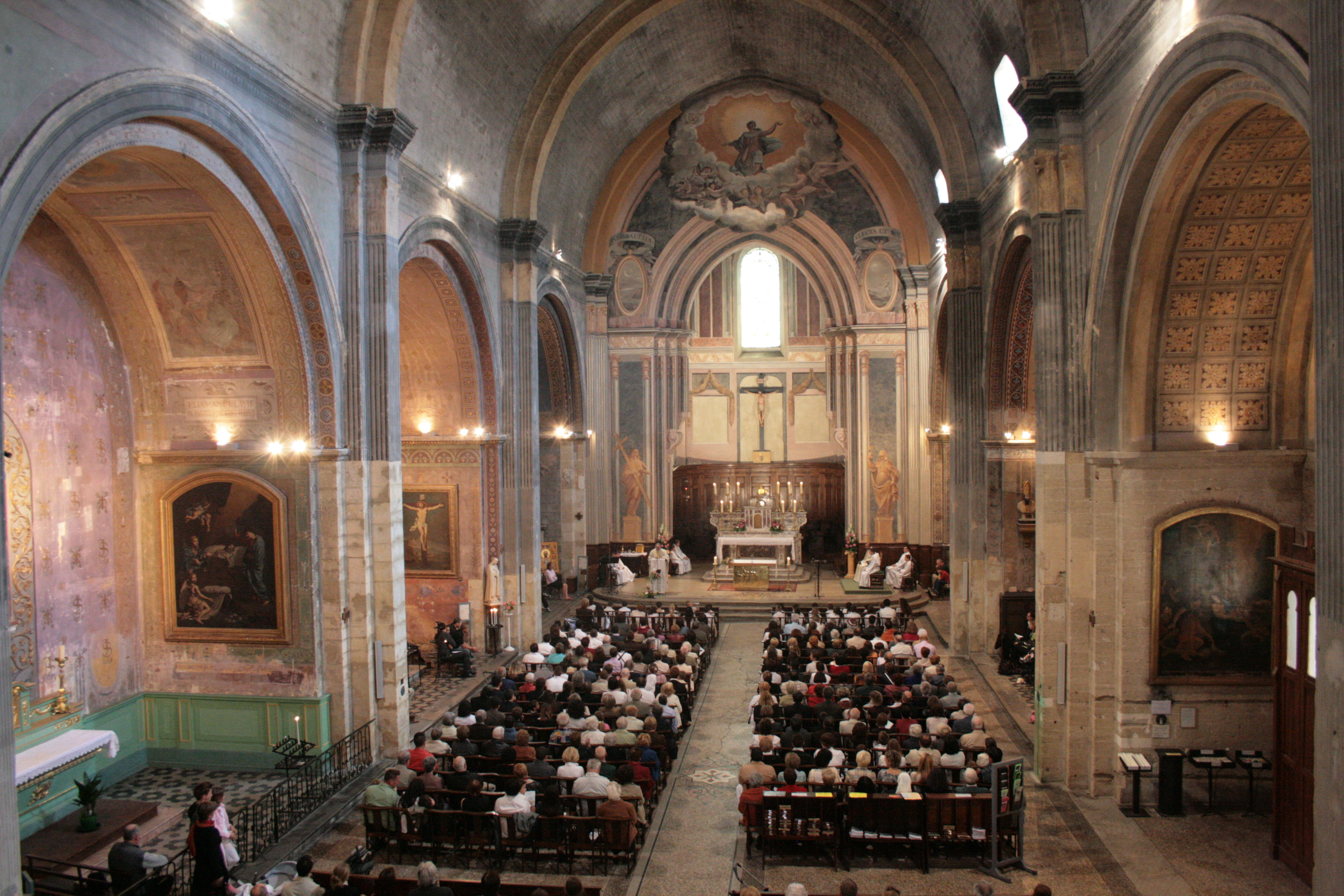
La cathédrale a fêté en 2008 son de consécration.

Depuis 1981, plusieurs monuments d'Orange sont inscrits au répertoire des monuments mondiaux de l'UNESCO sous le titre : « Théâtre antique et ses abords et « Arc de Triomphe » d'Orange » selon les critères (iii) et (vi). De nombreux monuments d'Orange sont également classés ou inscrits au titre des monuments historiques. L'Îlot Pontillac, situé rue Pontillac, est l'un des exemples d'ensemble architectural alliant divers monuments historiques d'époques et d'utilisations bien distinctes.

#### Les vestiges romains
On trouve, sur la commune, de nombreux vestiges romains, parmi lesquels les anciens remparts ou le théâtre antique d'Orange qui date du Ier siècle et fut construit sur les contreforts de la colline Saint-Eutrope. L'exceptionnel état de conservation de son mur de scène en fait une attraction majeure et offre aux chorégies un lieu de représentation unique en France. Il y a aussi l'arc de triomphe d'Orange qui, situé à l'entrée de la ville, est, lui aussi, du Ier siècle, le mur de l'ancien forum situé rue Pontillac ou le gymnase romain.

#### Le patrimoine civil
Le patrimoine architectural civil de cette ancienne principauté est assez riche, comme le furent certains de ses habitants au fil des siècles.
Outre le château des princes d'Orange, on y trouve plusieurs hôtels particuliers et maisons bourgeoises comme les hôtels de Jonc et Monier-Vinard d'Orange, la maison 4, rue de Tourre-d'Orange, la maison médiévale d'Orange dite Maison romane, ou encore l'actuel hôtel de ville.
On peut noter aussi des éléments d'architecture aussi variés que le centre hospitalier situé cours Pourtoules, le cours Aristide-Briand qui date de la fin XVIIIe, le théâtre municipal ou une fontaine publique du XVIIIe siècle.

#### Le patrimoine religieux
Pour le patrimoine catholique on trouve sur la commune la cathédrale Notre-Dame-de-Nazareth (fermée pour travaux jusqu'à début 2024) mais aussi l'église Saint-Florent ou encore la chapelle de Gabet.
Pour le patrimoine protestant, ce sont principalement deux temples. En 1566, le gouverneur d'Orange autorise les protestants de la ville d'édifier un temple, dans le quartier Saint-Martin dont il portera le nom. Celui-ci est construit en un an seulement. Lors des guerres de Religion, onze jours de massacres entrainent la mort de 140 huguenots orangeois. Le temple Saint-Martin est détruit à la révocation de l'édit de Nantes. Puis, de 1633 à 1636, le Grand Temple est construit, sous la gouvernance de Chistoffle Dohna, beau-frère du prince Frédéric Henri de Nassau. Chistoffle Dohna y est enterré en 1637. Le bâtiment est détruit en 1685, en quatorze jours, à la suite de la révocation de l'édit de Nantes. À la suite de la paix de Ryswick, en 1697, qui contraint Louis XIV à reconnaitre le culte protestant, le bâtiment est reconstruit, au même endroit, de 1698 à 1700. En 1718, à la suite de l'expulsion des protestants d'Orange, sous le règne de Louis XIV, le bâtiment est donné aux pères de la Doctrine chrétienne, pour y établir un séminaire et un collège. L'édifice est alors consacré à saint Louis.
En 1794, la Commission Populaire y établit ses quartiers, pour le tribunal révolutionnaire. 322 personnes, de Vaucluse et des Bouches-du-Rhône, y furent condamnés. En 1865, l’édifice reprend un caractère religieux, avec la présence des sœurs de la Présentation de Marie.

#### La ville d'Orange dans les arts
Orange est un des lieux de l'action du roman d'Alain Damasio Les furtifs, un livre d'anticipation où les villes se font racheter et administrer par les multinationales ; la ville se fait acheter par Orange, qui s'épargne ainsi le coût de réservation du nom.

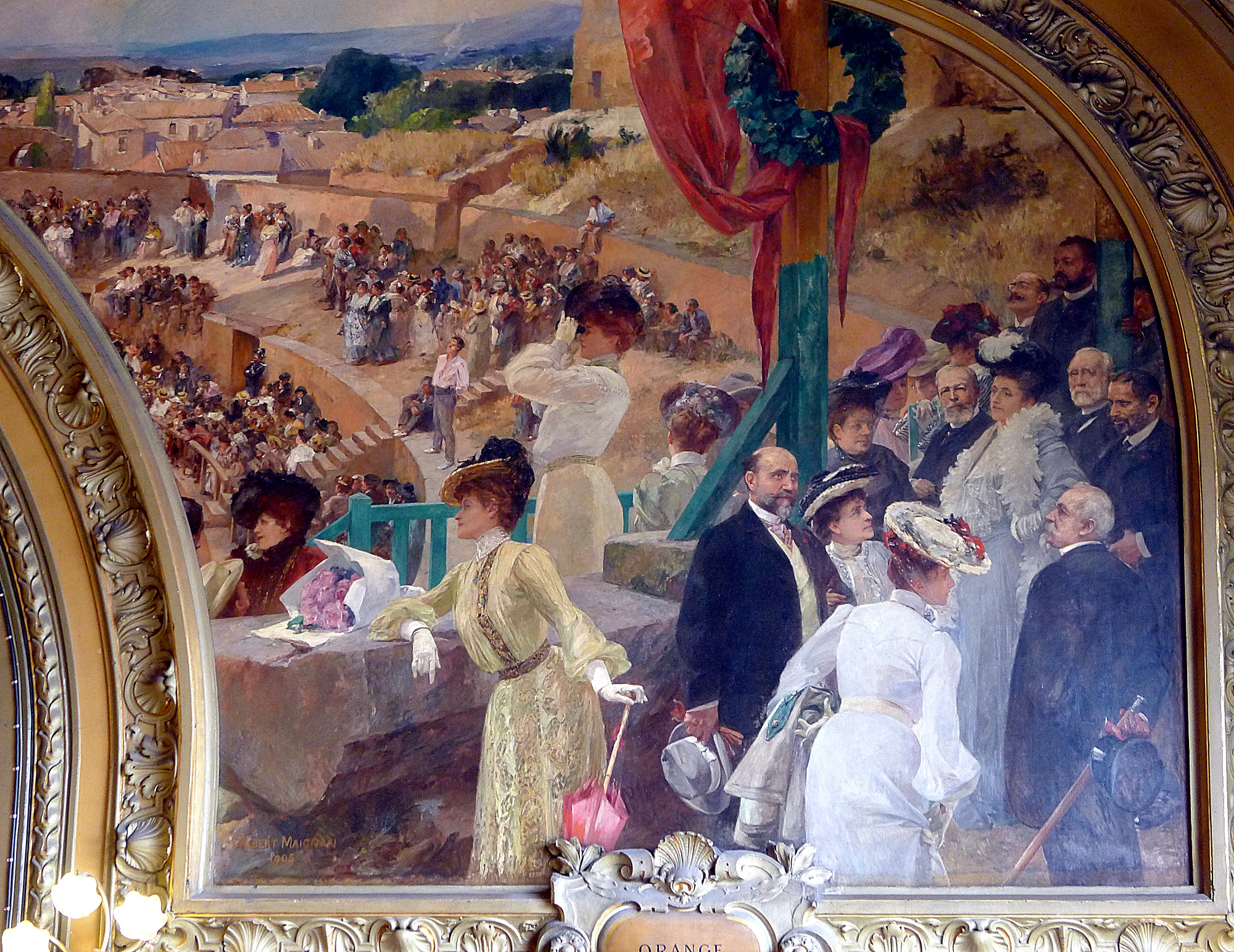
Fresque représentant la ville d'Orange (décoration murale du Train Bleu de la gare de Lyon à Paris).

### Patrimoine culturel

#### Spécialités gastronomiques
La ville d'Orange a de nombreuses spécialités sucrées récentes commercialisées par les artisans locaux :
- le sablé du Théâtre ;
- les Augustines ;
- les Orangines ;
- le vin d'Orange : vin doux de table.

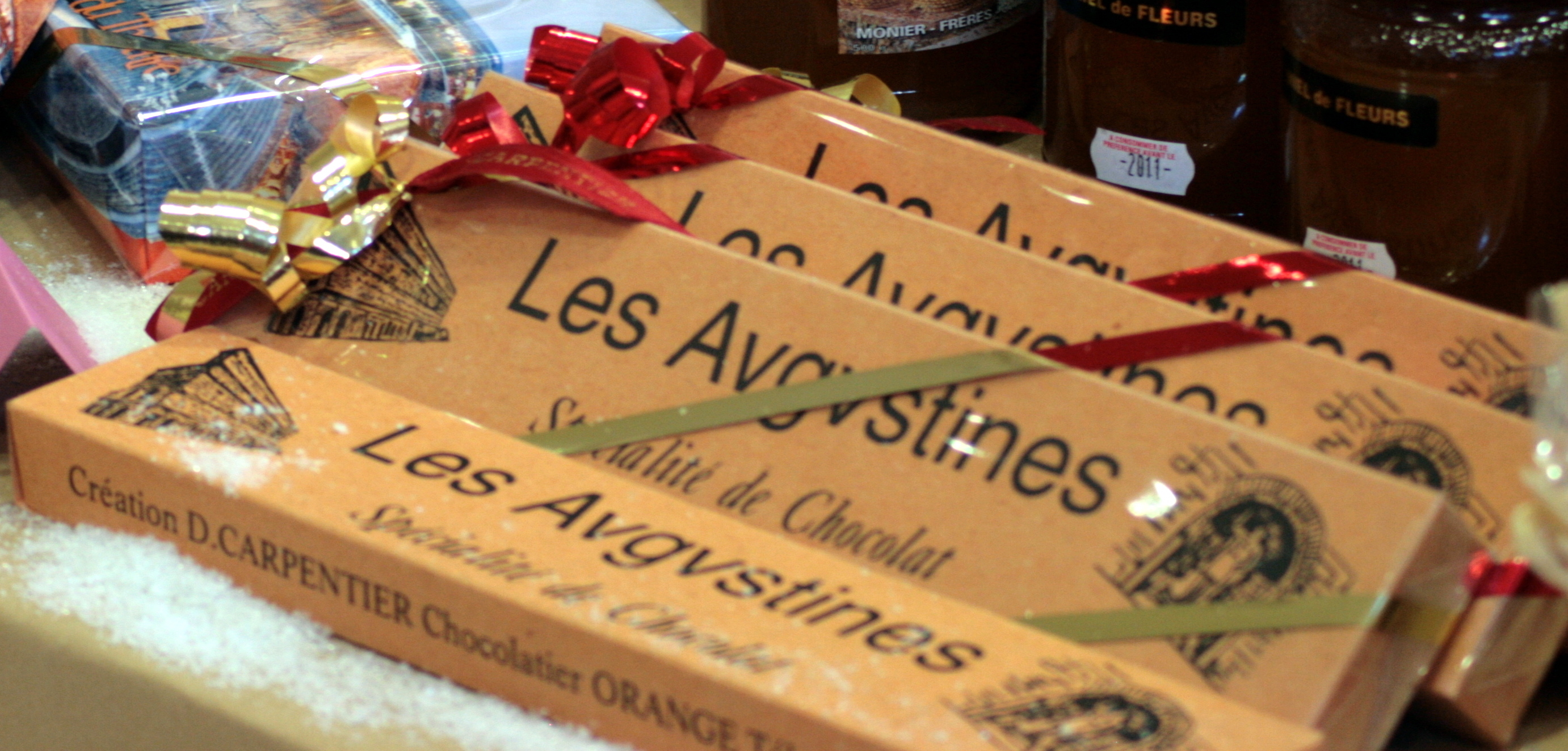
L'augustine, une spécialité chocolat.
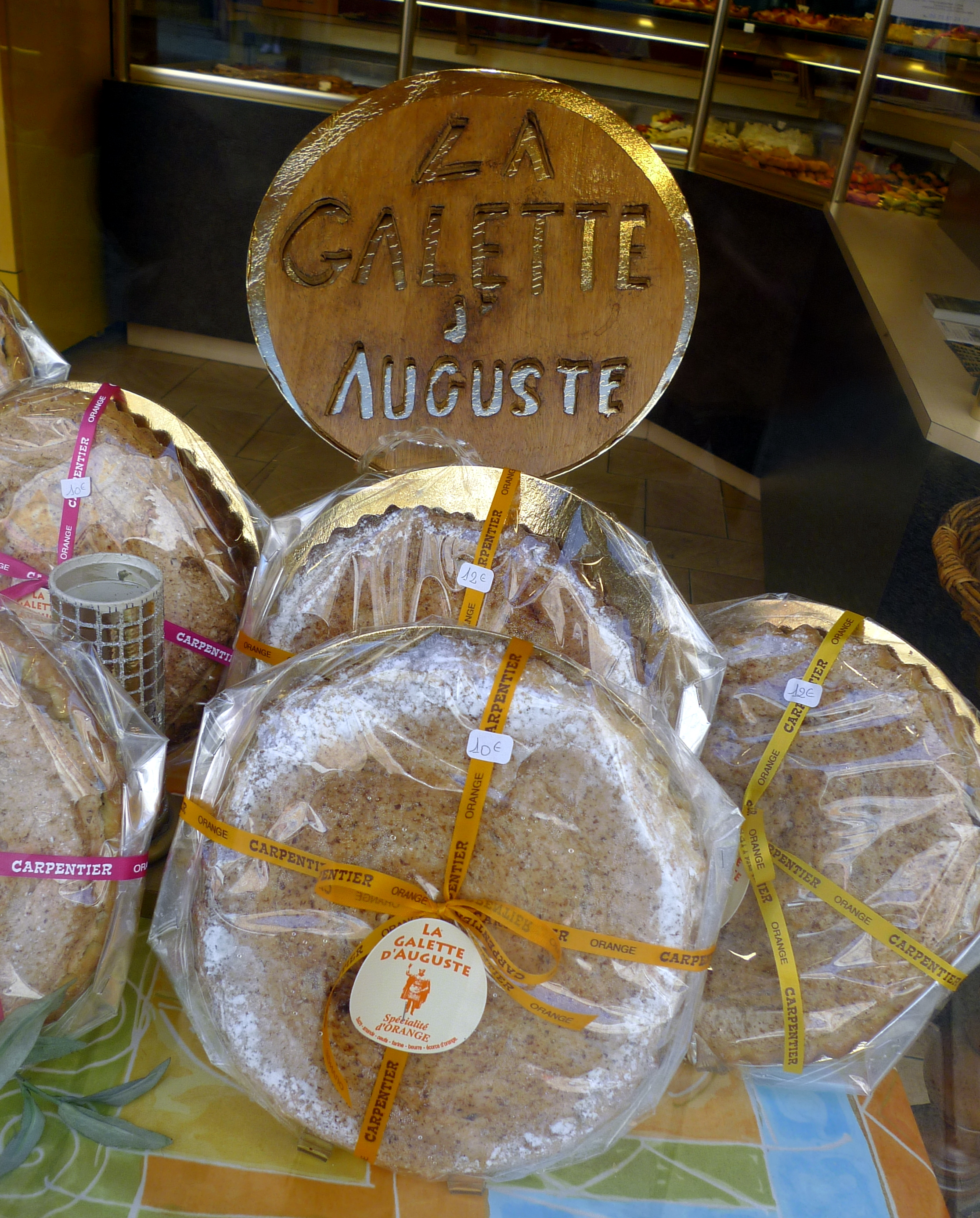
La galette d'Auguste.
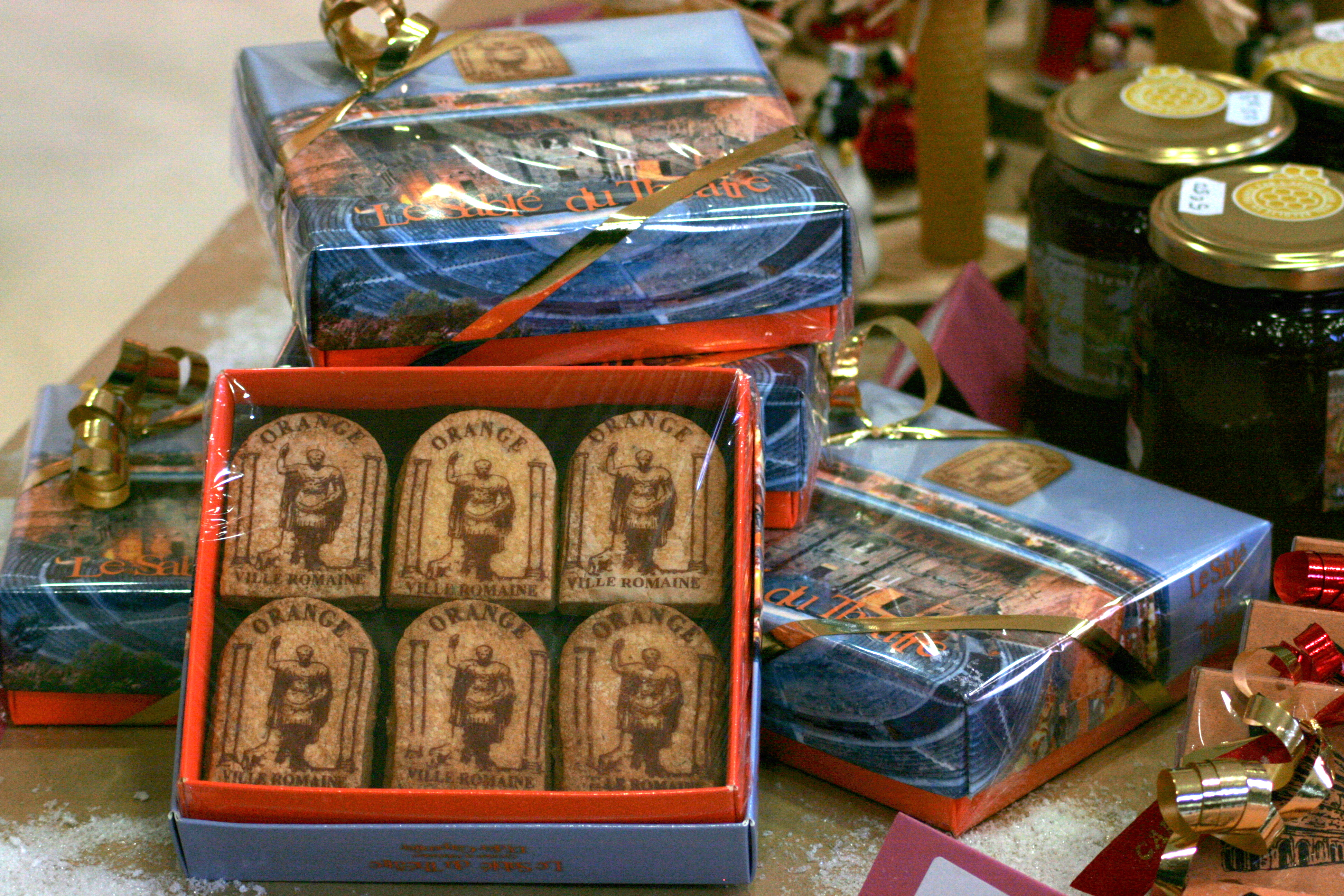
Le sablé du Théâtre.

#### Orange et le cinéma
Plusieurs films se sont tournés sur le territoire de la commune, mais rarement en faisant le centre de l'intrigue. Parmi eux, on peut noter :
- L'Inondation, film français réalisé par Louis Delluc, sorti en 1925[164] ;
- Gueule d'amour, film français réalisé par Jean Grémillon, sorti en 1937[164] ;
- La faim des machougas, film français réalisé par Jean Flechet, sorti en 1963[164] ;
- Une journée bien remplie, film français réalisé par Jean-Louis Trintignant, sorti en 1973[164] ;
- Tandem, film français réalisé par Patrice Leconte, sorti en 1987[164] ;
- Les Chevaliers du Ciel, film français réalisé par Gérard Pirès, sorti en 2005[164].

### Personnalités liées à la commune
- Saint-Florent, évêque d'Orange.

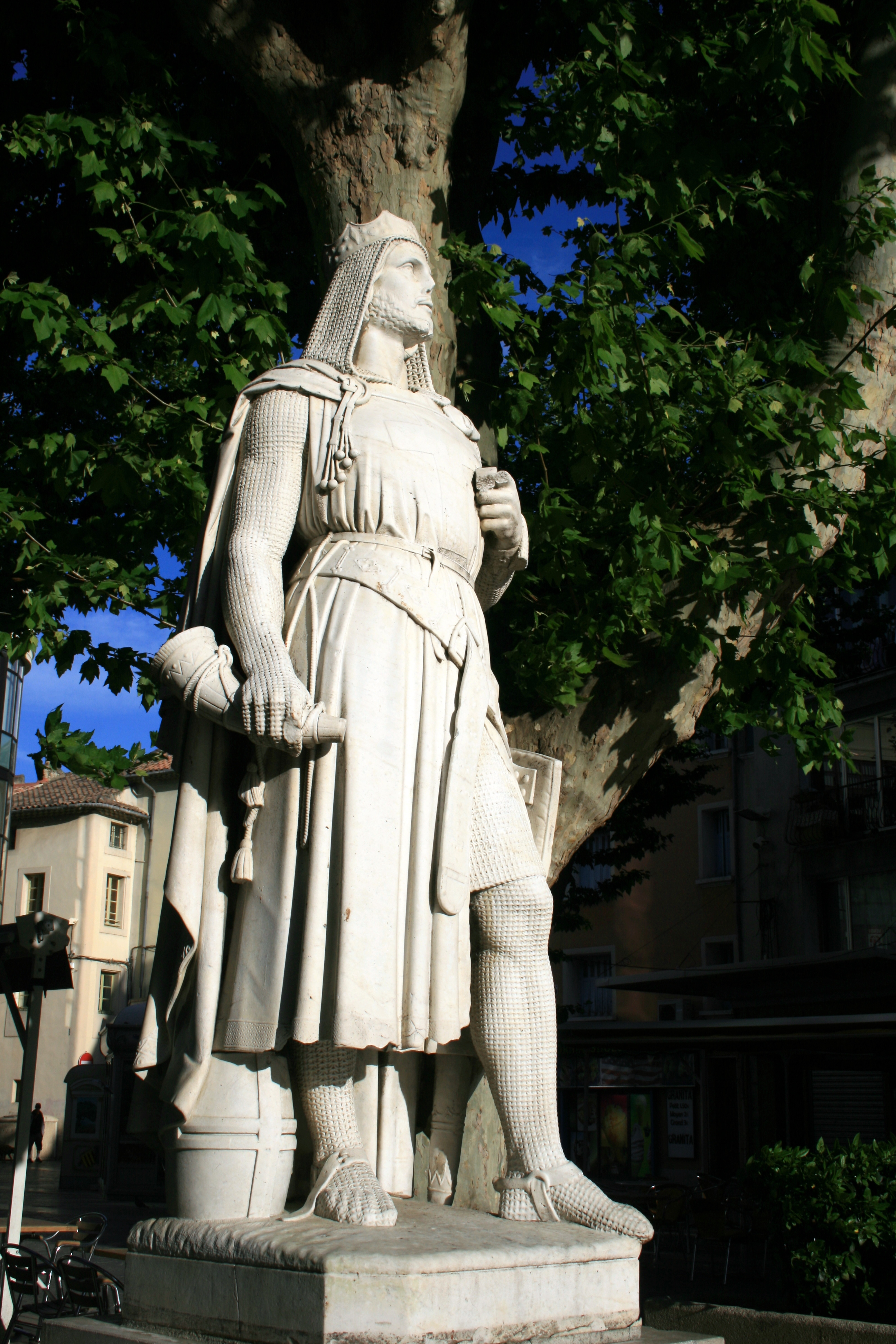
Raimbaud II d'Orange.

- Le comte Guillaume de Gellone, compagnon de Charlemagne.
- Le comte Raimbaud II d'Orange, compagnon de Godefroy de Bouillon (Ire croisade).
- Raimbaut d'Orange, troubadour (XIIe).
- Guillaume Ier des Baux, deuxième prince d'Orange, écorché vif par les Avignonais en 1218.
- Guillaume Ier de Nassau, dit le Taciturne (XVIe). Considéré comme le fondateur de la nation néerlandaise.
- Jacques Pineton de Chambrun (1515 à Orange - 1601 à Nîmes), ministre de la religion réformée.
- Anne-Marguerite Petit Dunoyer (1663-1779), femme de lettres élevée dans la religion protestante à Orange.
- Guillaume III d'Orange, qui deviendra roi d'Angleterre en 1689.
- Jacques de Jullien, lieutenant-général des armées du Roi, qui s'illustra lors des guerres contre les Camisards en Cévennes.
- Pierre Dugat (1760 - ?), ancien député de Vaucluse, né à Orange.
- Jean-Baptiste Pierre Dumas, né en 1727 à Orange, député de Vaucluse, représentant du tiers état lors des états généraux de 1789.
- Thomas-Augustin de Gasparin (1754-1793 à Orange), général de brigade et député.
- Godefroy Bouvier, né en 1760 à Orange, député de Vaucluse, représentant du tiers état lors des états généraux de 1789.
- Adrien de Gasparin (1783 à Orange - 1862 à Orange), haut fonctionnaire et personnalité politique.
- Jean-Jacques Meynard (1784 à Orange - ?), ancien député de Vaucluse.
- Auguste de Gasparin (1787 à Orange - 1857 à Orange), homme politique, député du Vaucluse.
- Jean-Baptiste Millet (1796 à Orange - 1883 à Orange), maire d'Orange et député de Vaucluse.
- Henri Monier (1807 à Orange -1873), homme politique, député du Vaucluse.
- Agénor de Gasparin (1810 à Orange - 1871 à Pregny), écrivain et théologien protestant évangélique, cofondateur de l’Union des Églises évangéliques libres de France, auteur du livre "De l'affranchissement des esclaves".
- Hippolyte Léon Benet (1838 à Orange - 1917 à Toulon), peintre et illustrateur.
- Joseph-Auguste Joffroy (1802-1883), architecte né à Orange.
- Paul de Gasparin (1812-1893), ancien maire d'Orange, et député des Bouches-du-Rhône.
- Jean Lamorte, ancien sénateur de la Drôme et ancien sous-préfet d'Orange, sous la Troisième République.
- Marius Roux-Renard (1870 à Orange - 1936 à Avignon), peintre.
- Auguste Lacour (1864 Orange - 1945 Orange), ancien maire d'Orange et député de Vaucluse.
- Paul Goubert (1901 à Orange - 1967 à Alès), jésuite et historien français.
- Julien Maffre (1902 à Orange - 1981 à Paris), comédien.
- Georges Goumin (1905-1941), commandant pilote des FAFL, Compagnon de la Libération[165], Mort pour la France le 26 mai 1941 lors du bombardement de l'aérodrome de Mallème en Crète.
- Jacqueline Audry (1908 à Orange - 1977 à Poissy), réalisatrice de films.
- Paul Jacquier (1910-1995), pilote des FAFL, Compagnon de la Libération[166].
- Mathilde Filloz (1912-2014), résistante, militante communiste et syndicaliste.
- Jean Plantevin (1913-1980), officier des FFL, Compagnon de la Libération.
- Pierre Pommier (1922 - ), homme politique, député de Vaucluse, a été commerçant blanchisseur à Orange. À ce titre, il a été président de l'union des commerçants, localement et départementalement[167].
- Henri Féraud (1936 à Orange), écrivain.
- Jacques Bompard (1943), maire d'Orange (1995-).
- Jean Echenoz (1947 à Orange), écrivain.
- Jean Gatel (1948), personnalité politique, ancien ministre.
- Mireille Ballestrazzi (1954 à Orange), haut fonctionnaire.
- Thierry Mariani (1958 à Orange), personnalité politique.
- Michel Petrucciani (28 décembre 1962 à Orange - 6 janvier 1999 à New York), pianiste et compositeur de jazz.
- Bernard Ferrer (1964 à Orange), ancien footballeur.
- Rachid Ourak (1977 à Orange), joueur de rugby à XV.
- Karim Dahou (1982 à Orange), footballeur.
- Cédric Béal (1986 à Orange), joueur de rugby à XV.
- Vincent Muratori (1987 à Orange), footballeur.

### Héraldique
|  | Les armes peuvent se blasonner ainsi : D'azur, à trois oranges d'or sur leur branche de sinople feuillées du même, au chef aussi d'or chargé d'un cornet d'azur virolé et lié de gueules. La devise de la ville : Je Maintiendrai. |

- Le cornet sur le blason rend hommage au comte Guillaume au Court Nez, un comte d'Orange.
- Les oranges sont des armes parlantes, c'est-à-dire dont les éléments par consonance évoquent le nom du possesseur.

## Vie militaire
Liste des unités militaires ayant tenu garnison à Orange :
- 11e régiment de cuirassiers, d'avril 1946 à 1982 au quartier Labouche ;
- 2e régiment de chasseurs, 1964 - 1967 ;
- 1er régiment étranger de cavalerie, depuis son retour d'Afrique du Nord en 1967 jusqu'au 10 juillet 2014, date de son déménagement à Carpiagne.

## Galerie

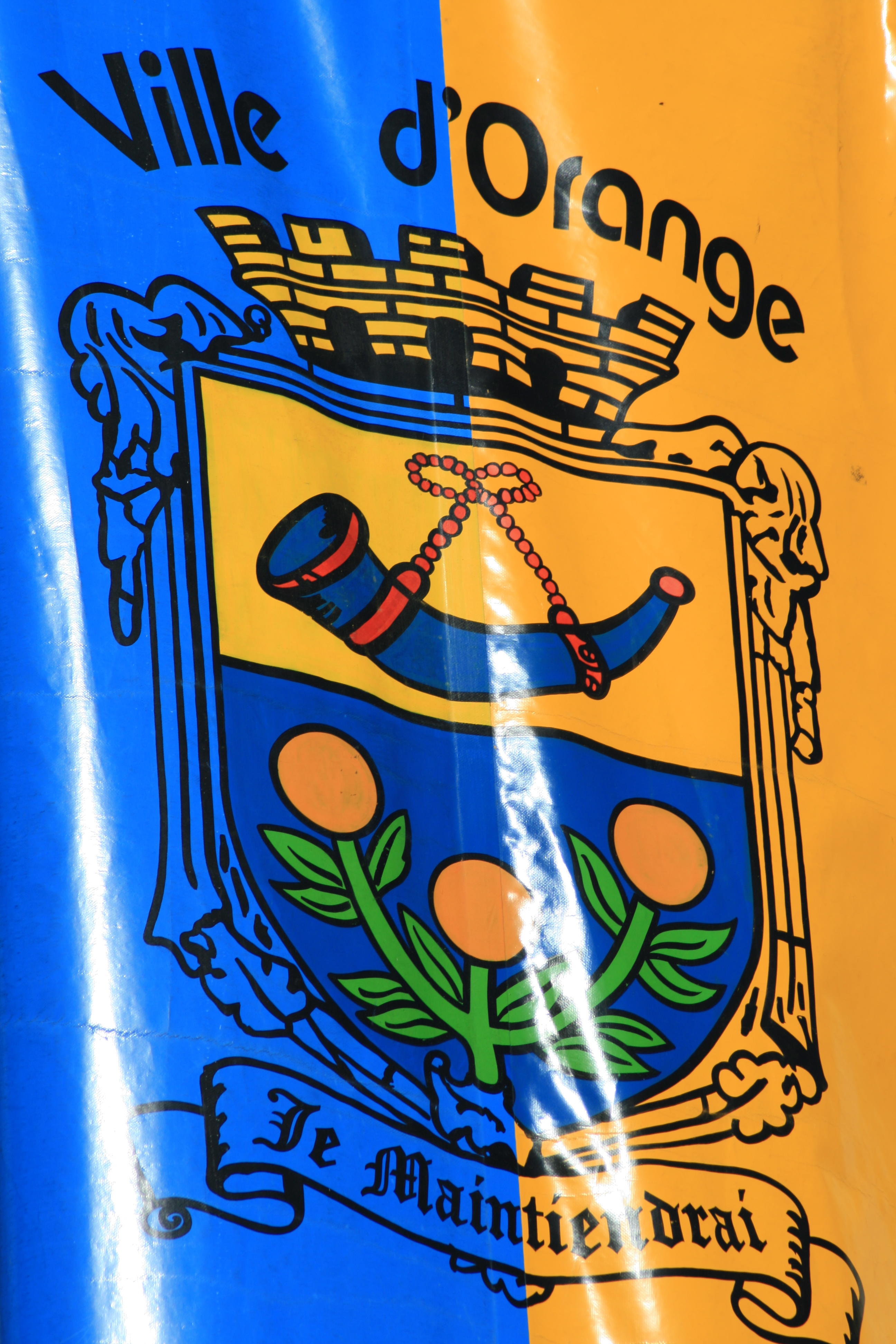
Le blason d'Orange lors des fêtes médiévales.
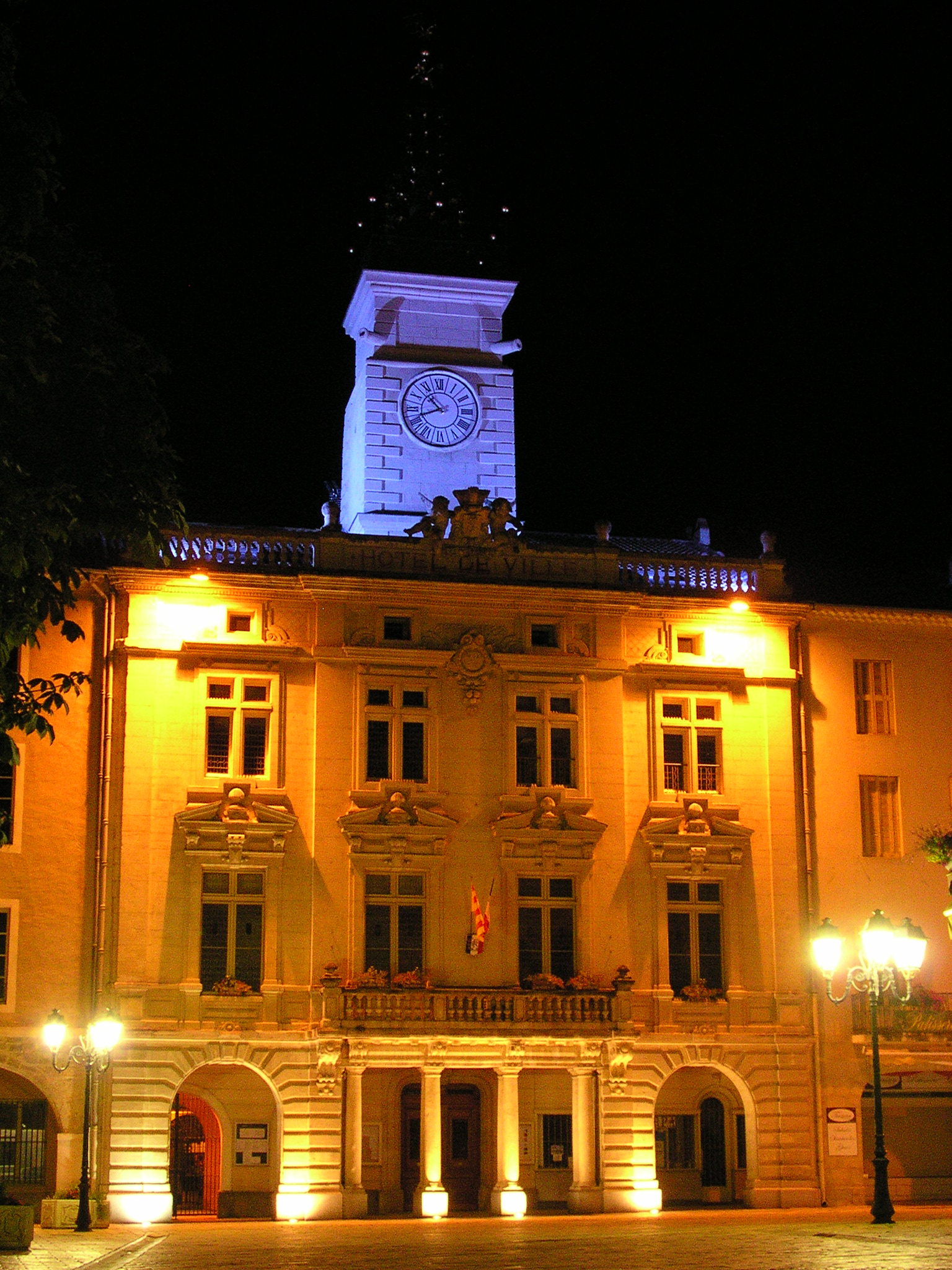
La mairie vue de nuit.
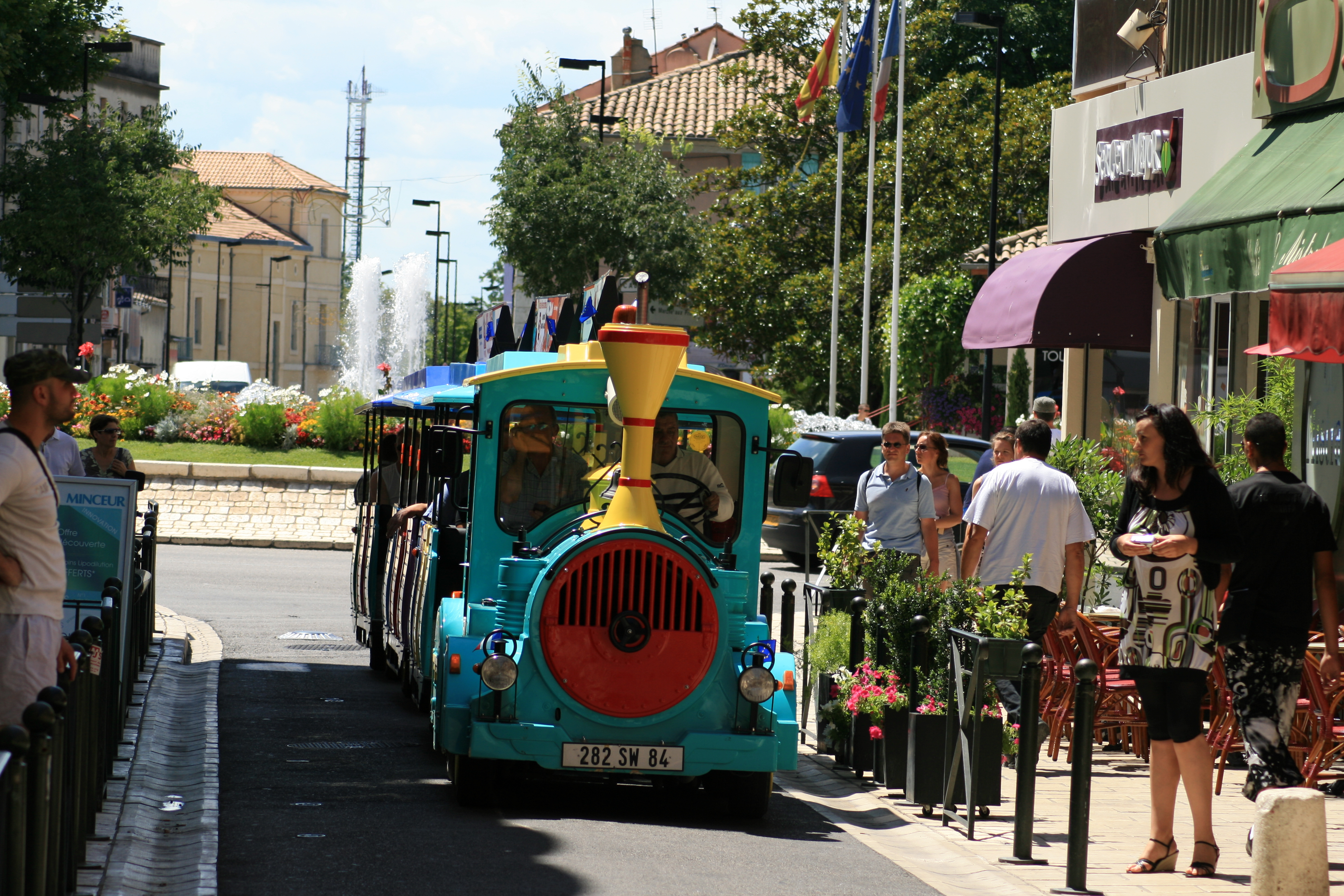
Orange, une ville-étape touristique.
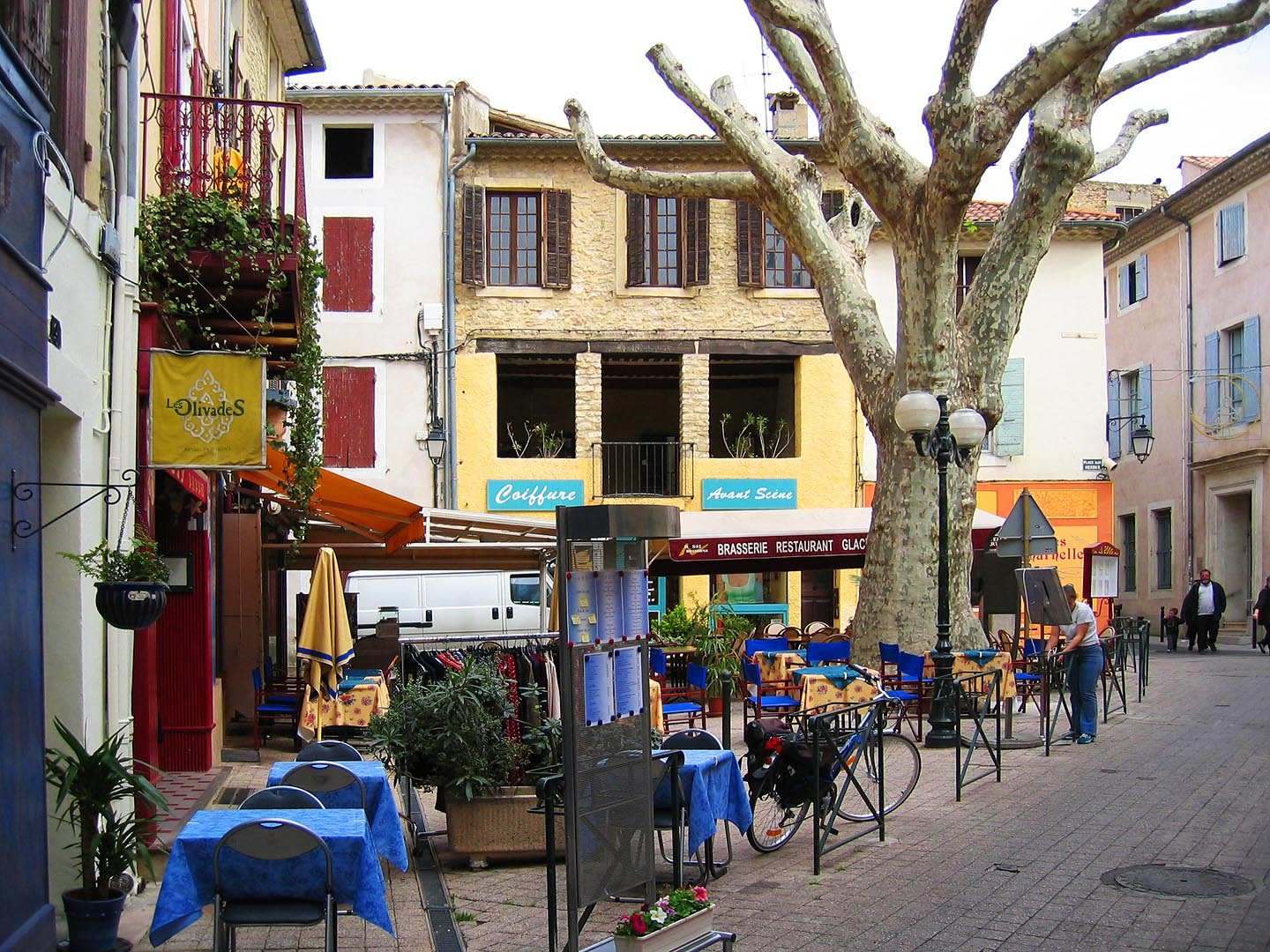
Centre-ville d'Orange.
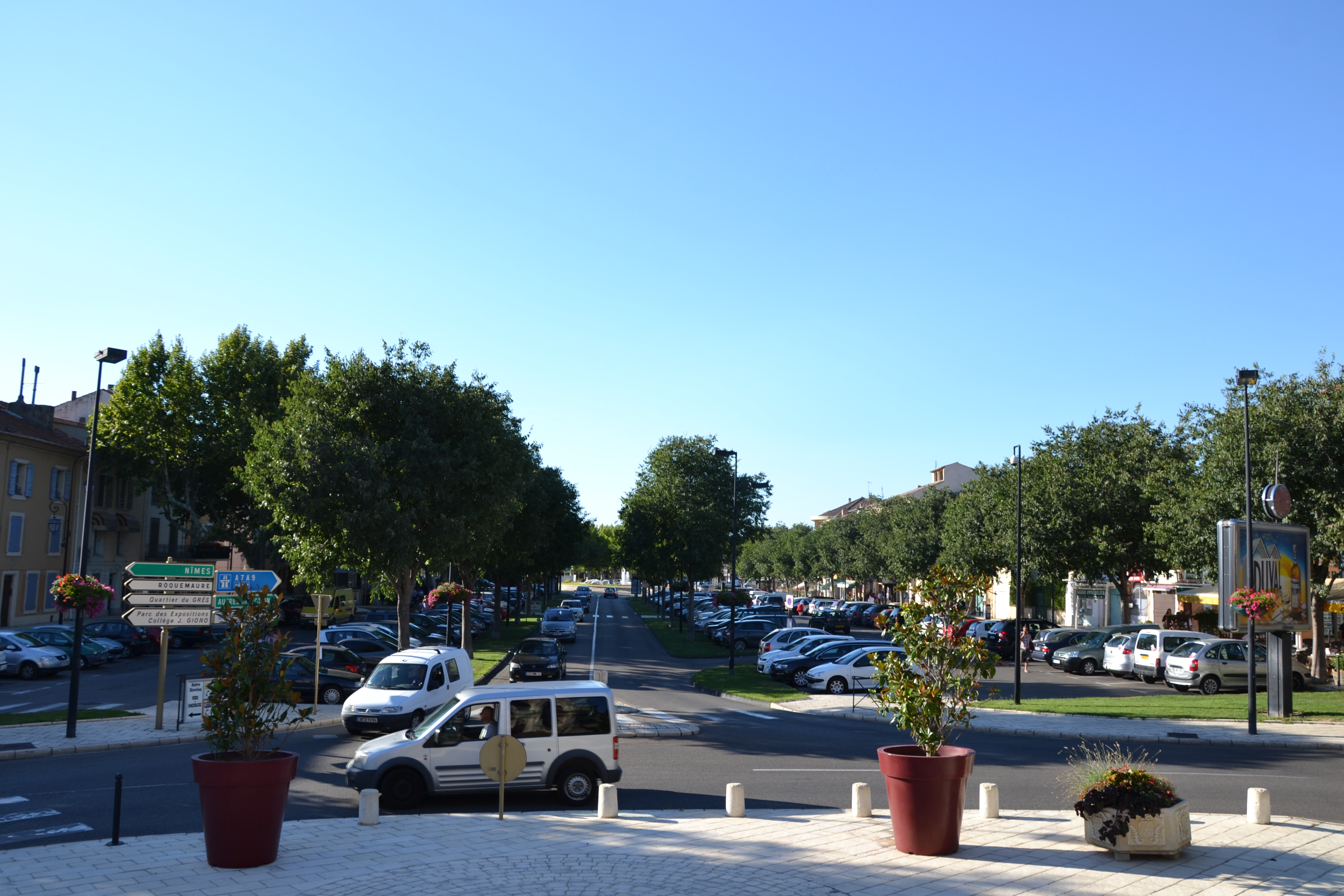
Cours Aristide-Briand.
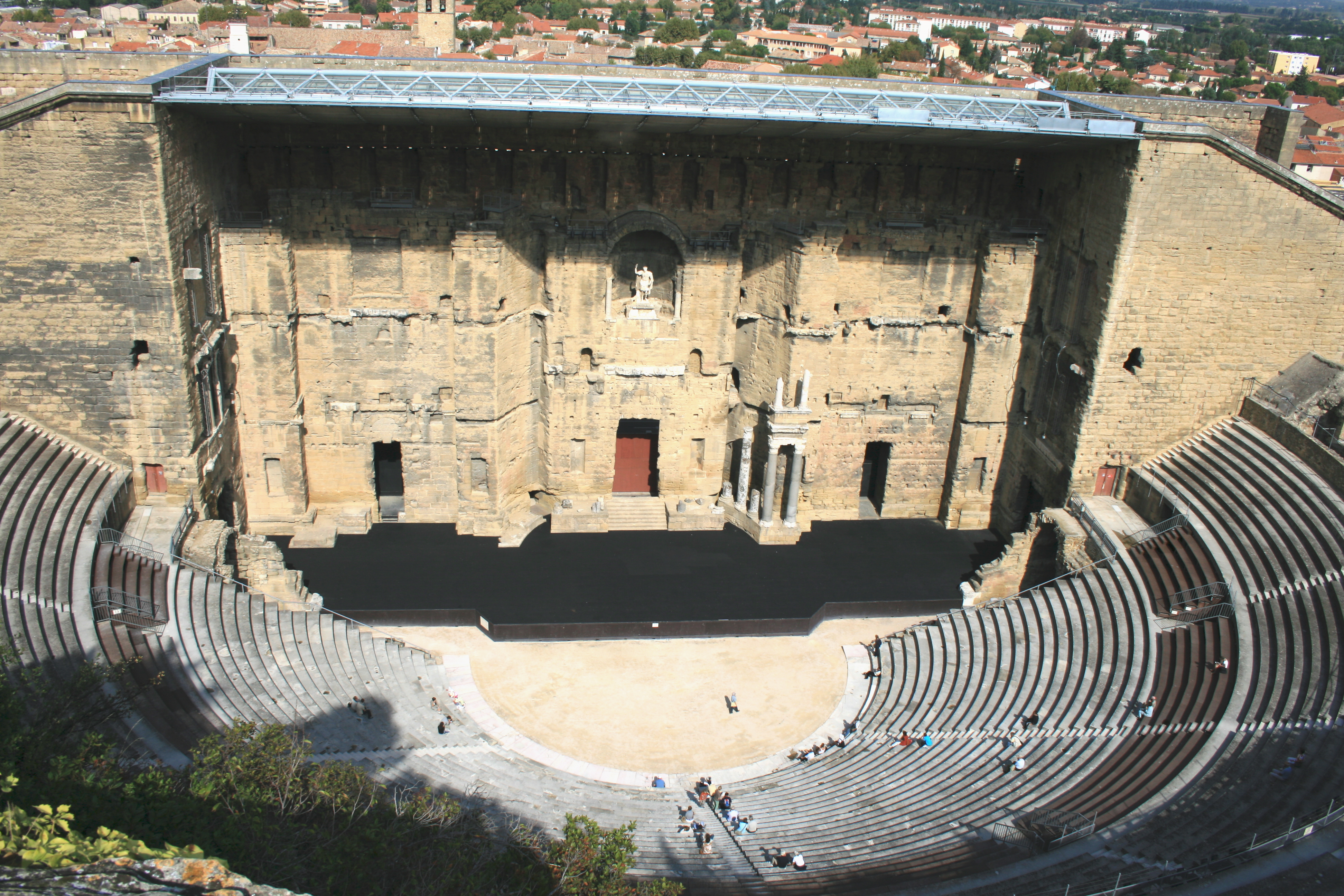
Théâtre antique vu d'avion.
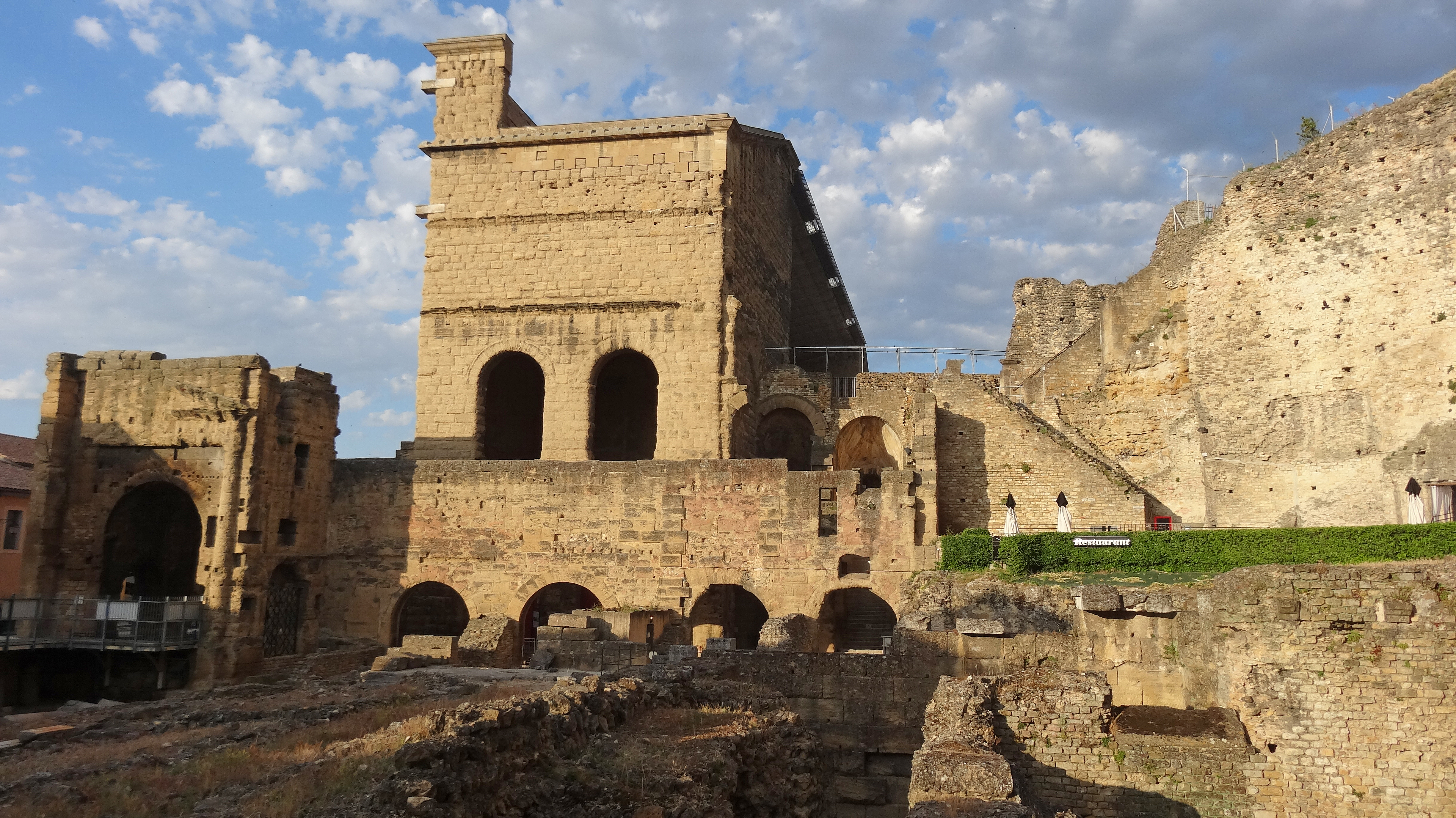
Théâtre antique vu de l'extérieur.
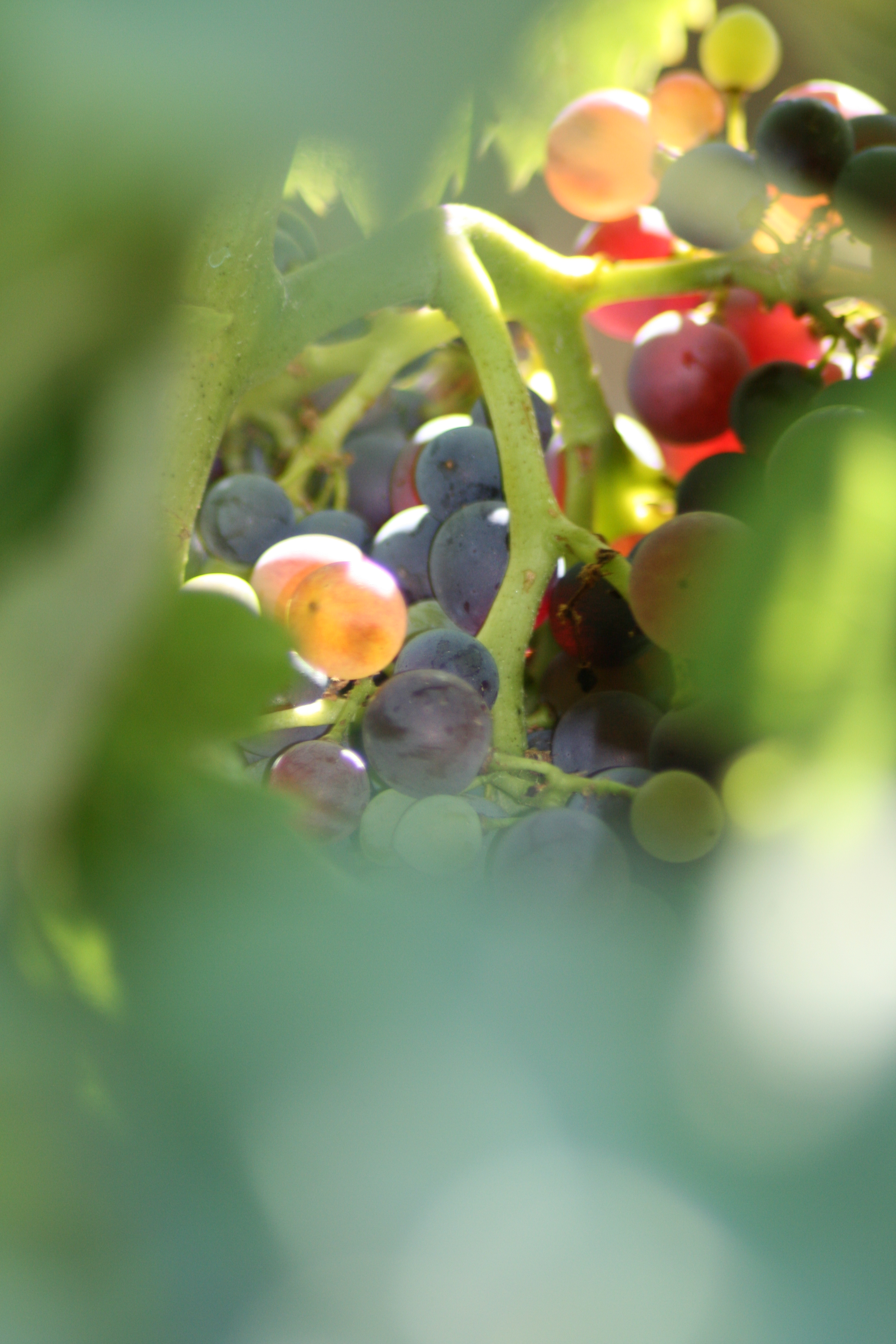
Orange, un terroir lié au vin.